# Tyfoonseizoen van de Grote Oceaan 2006
Het tyfoonseizoen van de Grote Oceaan 2006 duurt het hele jaar door en beslaat het gebied van de westelijke Grote Oceaan, westelijk van de datumgrens en noordelijk van de evenaar. Weliswaar loopt het seizoen het hele jaar door, toch vormen de meeste tropische cyclonen zich in de maanden mei tot november. Wat betreft nomenclatuur en classificatie rijzen er enige problemen met dit gebied.
Hoewel de Wereld Meteorologische Organisatie het Japans Meteorologisch Instituut in Tokio heeft aangewezen als regionaal gespecialiseerd meteorologisch centrum, zoals het National Hurricane Center dat is voor de Atlantische Oceaan en oostelijke Grote Oceaan, zijn er nog een aantal andere instituten die zich toeleggen op het analyseren van, voorspellen van en waarschuwen voor tropische cyclonen. Daarbij komt nog dat deze instituten niet allemaal dezelfde classificaties aanhouden en het Filipijnse instituut daarnaast nog een aparte namenlijst hanteert. Om het nog ingewikkelder te maken kunnen tropische cyclonen uit het bassin van de centrale Grote Oceaan de datumgrens oversteken en in dit bassin terechtkomen, waarna zij hun naam blijven behouden.

## Instituten

### Japans Meteorologisch Instituut (JMI,Engels: JMA)
Het Japans Meteorologisch Instituut in Tokio is het regionaal gespecialiseerd meteorologisch centrum, erkend door de Wereld Meteorologische Organisatie en daarmee het officiële zenuwcentrum voor dit bassin. Het Japans Meteorologisch Instituut definieert doorstaande wind als gemeten over een periode over 10 minuten zoals dit gebruikelijk is bij de Schaal van Beaufort.
Classificatie die het Japans Meteorologisch Instituut hanteert:
- Tropische depressie: Doorstaande windsnelheden (10 minuten) van 33 Knopen hetgeen overeenkomt met 7 Beaufort of minder.
- Tropische storm: Doorstaande windsnelheden (10 minuten) van 34 tot 47 Knopen hetgeen overeenkomt met 8 en 9 Beaufort.
- Zware tropische storm: Doorstaande windsnelheden (10 minuten) van 48 tot 63 Knopen hetgeen overeenkomt met 10 en 11 Beaufort.
- Tyfoon: Doorstaande windsnelheden (10 minuten) van 64 en meer Knopen hetgeen overeenkomt met 12 Beaufort.

### Joint Typhoon Warning Center (JTWC)
Het Joint Typhoon Warning Center is een gezamenlijke instelling van de Amerikaanse luchtmacht en marine, die ressorteert en ondergebracht is onder het Naval Pacific Meteorology and Oceanography Center en gevestigd is te Pearl Harbor, Hawaï. Het Joint Typhoon Warning Center definieert doorstaande wind als gemeten over een periode over 1 minuut zoals dit gebruikelijk is bij de Schaal van Saffir en Simpson. Het Joint Typhoon Warning Center doopt geen cyclonen, maar nummert ze. Tropische cyclonen dragen na hun nummer het achtervoegsel '-W' om ze te onderscheiden van tropische cyclonen die hun oorsprong in het centrale deel ('-C') of het oostelijk deel ('-E') hebben.
Classificatie die het Joint Typhoon Warning Center hanteert:
- Tropische depressie: Doorstaande windsnelheden (1 minuut) van 33 Knopen hetgeen overeenkomt met een zwakke 7 Beaufort of minder.
- Tropische storm: Doorstaande windsnelheden (1 minuut) van 34 tot 47 Knopen hetgeen overeenkomt met een sterke 7, 8, 9 en 10 Beaufort.
- Tyfoon: Doorstaande windsnelheden (1 minuut) van 64 en meer Knopen hetgeen overeenkomt met 11 en 12 Beaufort.
- Super tyfoon: Doorstaande windsnelheden (1 minuut) van 115 en meer Knopen hetgeen overeenkomt met een sterke vierde-categorieorkaan.

### Het Filipijnse Instituut voor Atmosferische, Geofysische en Astronomische Diensten (PAGASA)
Het Filipijnse Instituut voor Atmosferische, Geofysische en Astronomische Diensten (PAGASA) legt zich toe op tropische cyclonen in het gebied binnen de volgende coördinaten: 25°NB 120°OL, 5°NB 135°OL, 5°NB 115°OL, 15°NB 115°OL, 21°NB 120°OL. Indien een tropische cycloon ontstaat binnen dit gebied of van buiten uit dit gebied binnenloopt geeft het PAGASA hem een naam. Zo hebben deze tropische cyclonen meestal een officiële naam van het Japans Meteorologisch Instituut en een Filipijnse naam. Aangezien het PAGASA doorstaande wind definieert als gemeten over een periode over 1 minuut zoals dit gebruikelijk is bij de Schaal van Saffir en Simpson, kan het zijn dat een systeem een Filipijnse naam heeft, maar volgens het Japans Meteorologisch Instituut nooit tot tropische storm is gepromoveerd.
Classificatie die het PAGASA hanteert:
- Tropische depressie: Doorstaande windsnelheden (10 minuten) van 33 Knopen hetgeen overeenkomt met een zwakke 7 Beaufort of minder.
- Tropische storm: Doorstaande windsnelheden (10 minuten) van 34 tot 47 Knopen hetgeen overeenkomt met een sterke 7, 8, 9 en 10 Beaufort.
- Tyfoon: Doorstaande windsnelheden (10 minuten) van 64 en meer Knopen hetgeen overeenkomt met 11 en 12 Beaufort.

### Het Chinees Meteorologisch Instituut (CMI,Engels: CMA)
Het Chinees Meteorologisch Instituut (CMA) hanteert een geheel eigen schaal, die de schaal van Beaufort met de schaal van Saffir en Simpson combineert. Zo is kracht 13 op die schaal vergelijkbaar met categorie 2 op de schaal van Saffir en Simpson.

### Andere Instituten
Er zijn nog andere meteorologische instituten met een regionaal karakter, zoals het Waarnemingscentrum van Hongkong (WHK) en het Regionaal Meteorologisch Centrum van Kanton (RMCK).

## Cyclonen
De lijst hieronder is op chronologische volgorde en wel zo mogelijk naar de volgorde waarin het JMI de cyclonen heeft benoemd. Eerst wordt de classificatie van het Japans Meteorologisch Instituut genoemd, dan die van het Joint Typhoon Warning Center. Is de classificatie van het Japans Meteorologisch Instituut gelijk aan die van het Joint Typhoon Warning Center, dan volgt alleen het nummer, dat het JTWC aan het systeem heeft toegekend. De eventuele Filipijnse naam is altijd tussen haakjes weergegeven. Als het PAGASA en/of het JTWC een andere classificatie heeft toegekend dan het JMI, staat dat tussen haakjes vermeld. Een naam zonder haakjes betekent dat de cycloon is erkend door het JMI. Een nummer met het achtervoegsel '-W' is vergeven door het JTWC en betekent dat de cycloon door die instelling is erkend.
Een naam tussen haakjes duidt erop, dat de tropische cycloon op enig moment in zijn bestaan in het gebied van het PAGASA is binnengedrongen. Vaak wordt de betrokkenheid van het PAGASA niet nader in de paragrafen besproken. Is een tropische cycloon niet door het Japans Meteorologisch Instituut erkend, dan staat, indien het door het PAGASA of JTWC is erkend, dit tussen haakjes vermeld. Regionale instituten worden alleen tussen haakjes vermeld, wanneer de cycloon niet door het JMI, het PAGASA of het JTWC is erkend. Als een tropische cycloon uit een ander bassin is overgelopen, staat als laatste de eerdere classificatie en tussen haakjes het verantwoordelijke instituut vermeld.

### Tropische depressie (Agaton) (PAGASA)

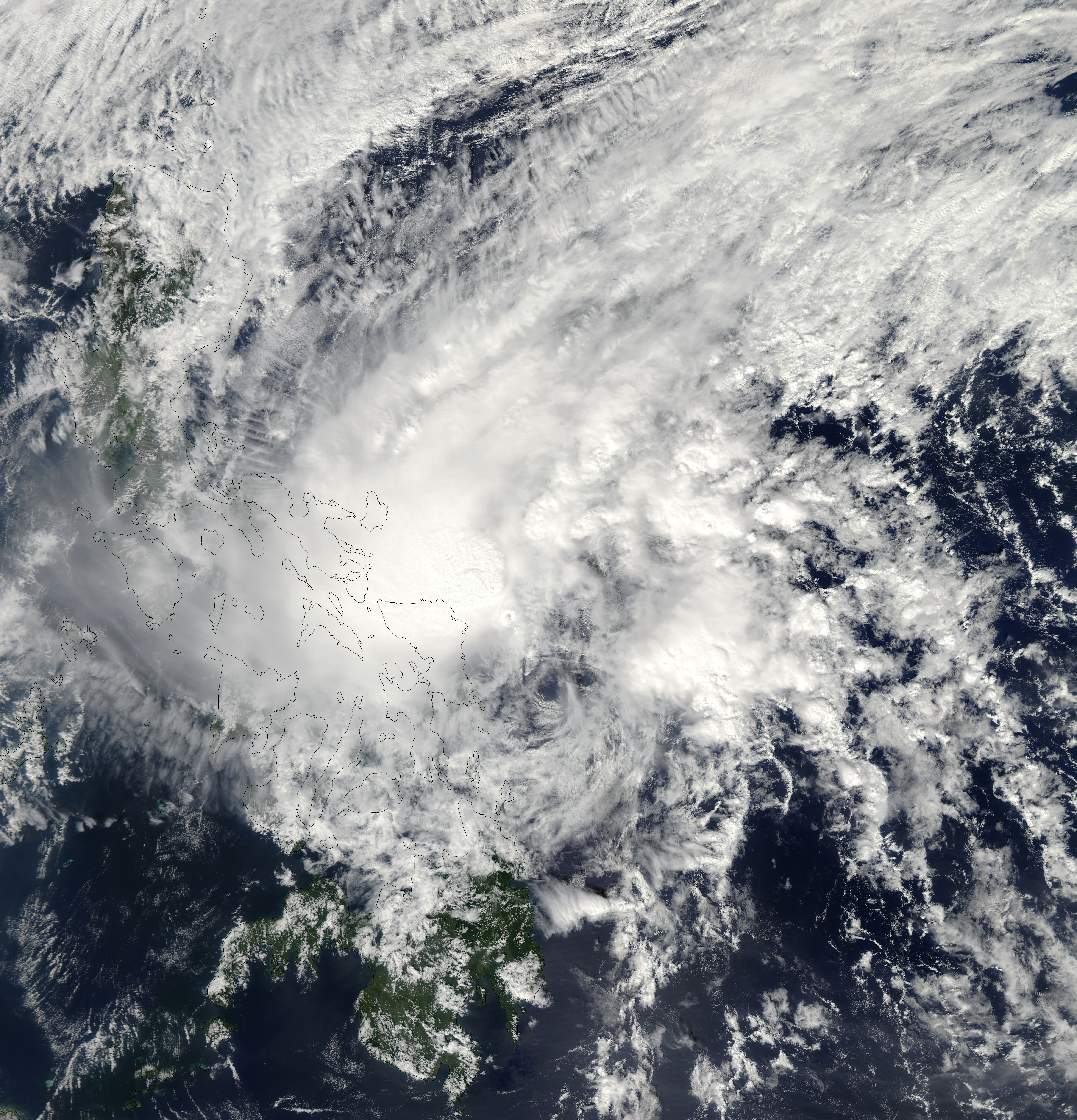
Agaton op 23 januari.

Op 21 januari vormde zich een tropische depressie op 230 km ten oostnoordoosten van Hinatuan, Surigao del Sur en werd Agaton gedoopt door het PAGASA. Agaton bereikte zijn hoogtepunt op 23 januari met windsnelheden tot 56 km/uur en een minimale druk van 1000 mbar. Op 24 januari landde Agaton in de Filipijnen, waarna Agaton tot een lagedrukgebied degenereerde. Boven de Zuid-Chinese Zee regenereerde op 25 januari het lagedrukgebied tot tropische depressie aldus het Chinees Meteorologisch Instituut (CMA). Het CMA voorspelde, dat zij tot tropische storm zou aanwakkeren, wat echter niet gebeurde.

### Tropische storm 1-W (Basyang) (JTWC & PAGASA)

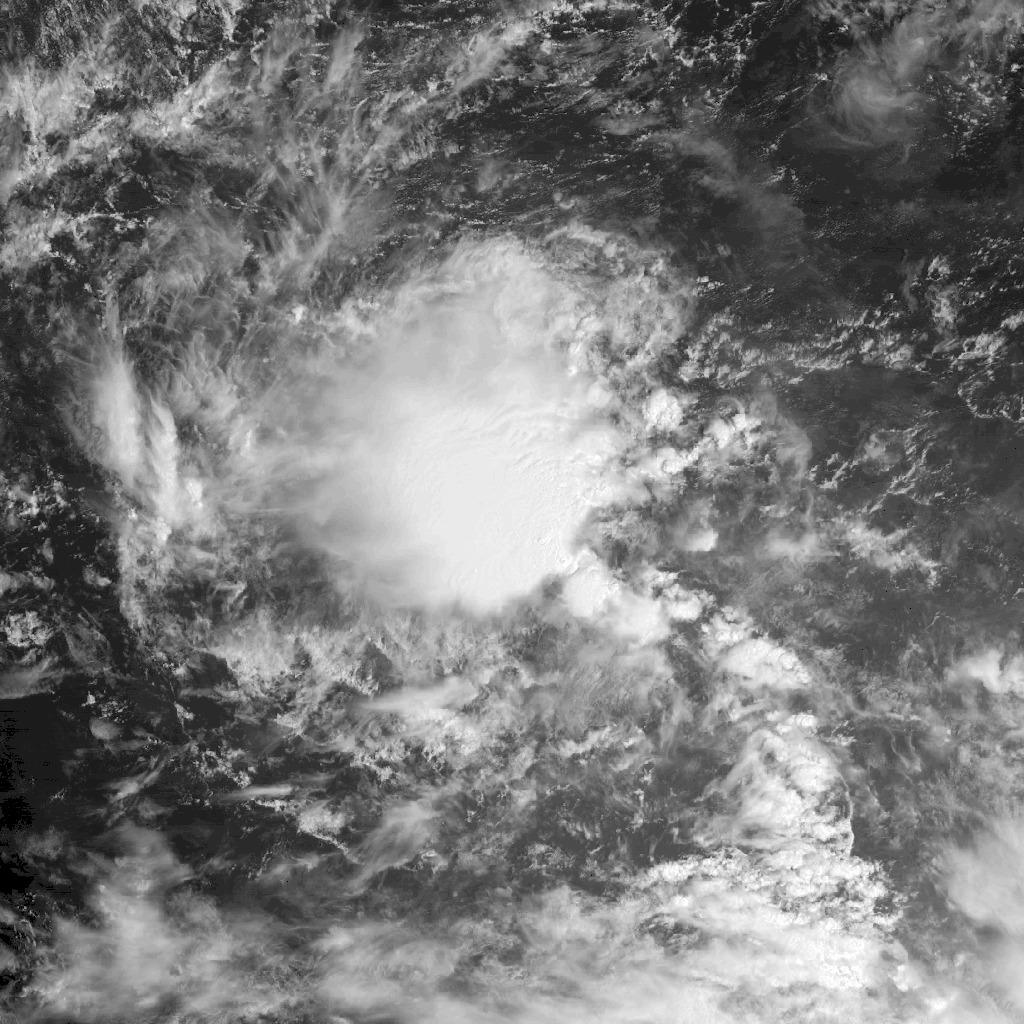
Basyang op 5 maart.

Op 4 maart ontstond een tropische storm uit een storing, ten noorden van de evenaar, ten zuidoosten van Palau. Het JTWC doopte het tropische storm 1W en degradeerde de tropische cycloon, die over het algemeen een westelijke koers aanhield op 5 maart tot tropische depressie als gevolg van de schering. Op 5 maart bereikte Basyang windsnelheden (1 minuut) van 65 km/uur en een minimale druk van 1000 mbar. Op 7 maart loste de tropische depressie op. Het systeem is nooit erkend door het Japans Meteorologisch Instituut.

### Tyfoon Chanchu, Super-tyfoon 2-W (Caloy)

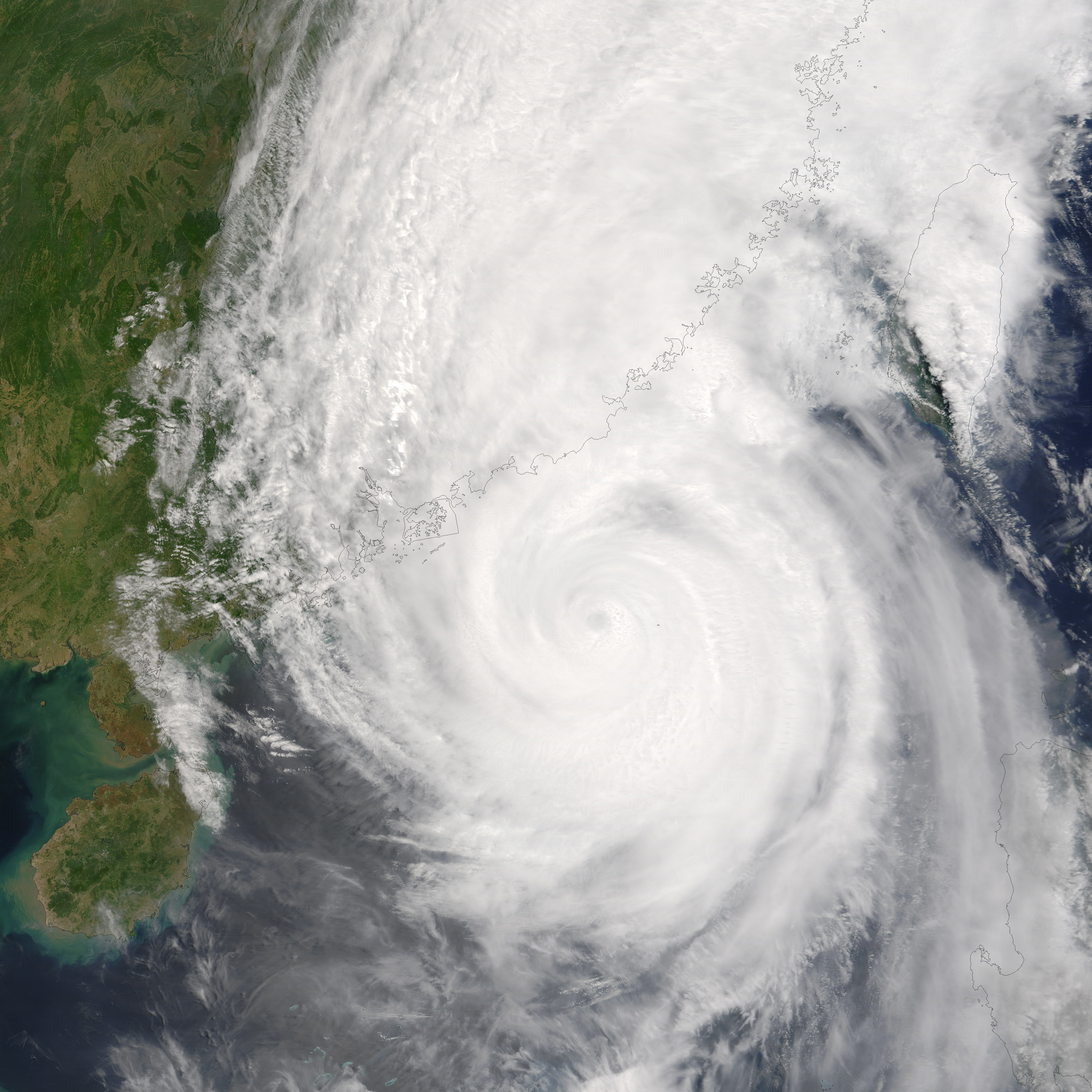
Tyfoon Chanchu op zijn hoogtepunt op 15 mei met windsnelheden tot 249 km/uur en een druk van 930 mbar.

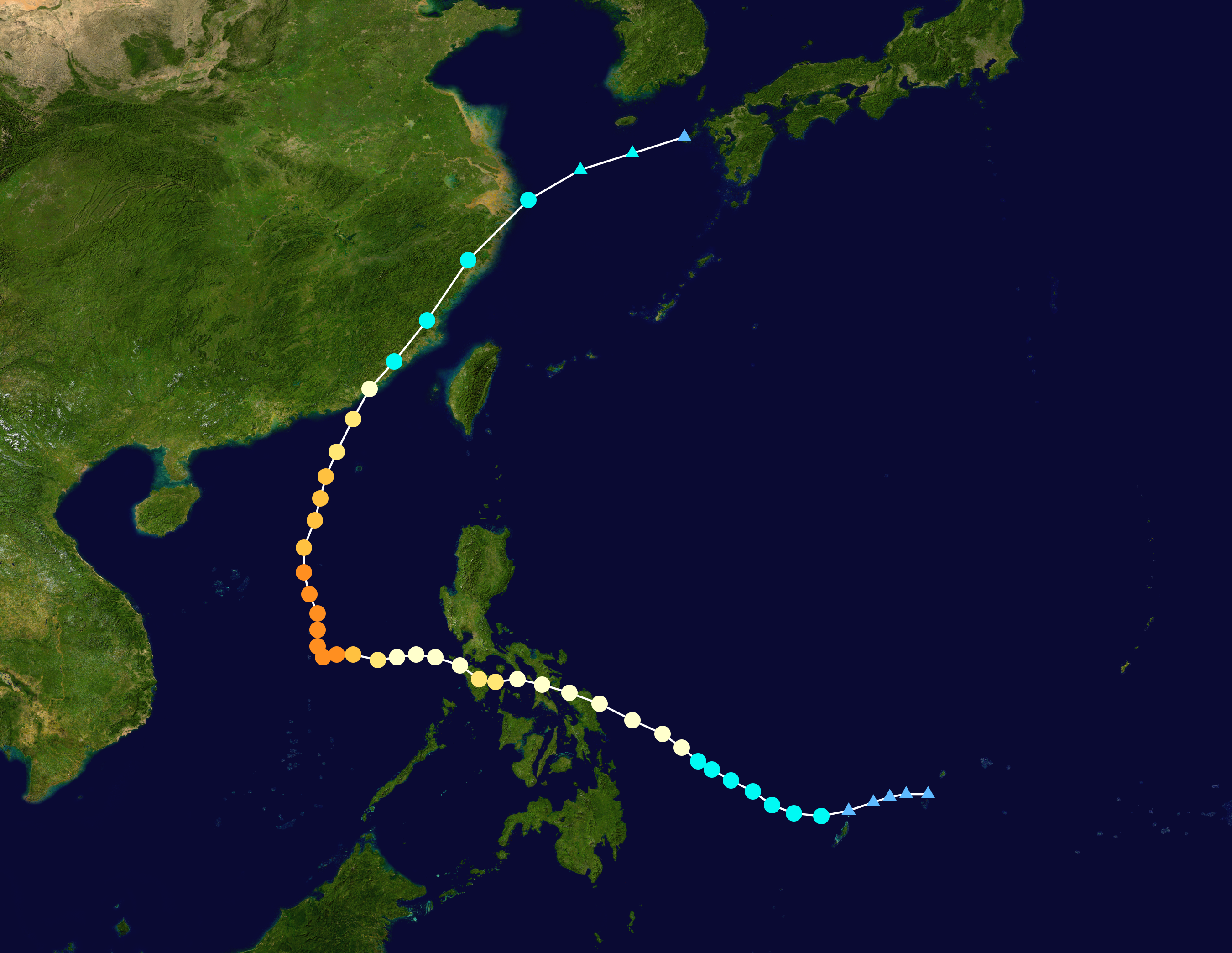
Het parcours, dat Chanchu aflegde.

Op 5 mei ontstond er een tropisch lagedrukgebied ruim ten oosten van de Filipijnen, dat westwaarts trok. De tropische onweersstoring kwam tot ontwikkeling en promoveerde tot tropische depressie 2-W op 8 mei en tot tropische storm Chanchu op 9 mei. De naam Chanchu is bijgedragen door Macau en betekent parel in de creoolse taal van Macau. Op 10 mei werd Chanchu gepromoveerd door het JTWC tot tyfoon en trok vervolgens door de Filipijnen, waar de tyfoon tweemaal landde en 32 mensenlevens eiste en $1,9 miljoen schade aanrichtte. Boven de Zuid-Chinese Zee promoveerde ook het JMI Chanchu tot tyfoon en draaide vervolgens naar het noorden. Op 15 mei bereikte Chanchu super-tyfoonstatus, naast Ryan in 1995 de enige super-tyfoon in de Zuid-Chinese Zee in de geschiedenis en volgens het waarnemingscentrum van Hongkong de zwaarste tyfoon in de maand mei. Op 18 mei landde Chanchu nabij de stad Shantou, waarbij 25 mensen omkwamen en Chanchu een schade van 7 miljard yuan aanrichtte. Chanchu verloor daarna spoedig zijn tropische kenmerken boven China.

### Tropische storm Jelawat, 3-W (Domeng)

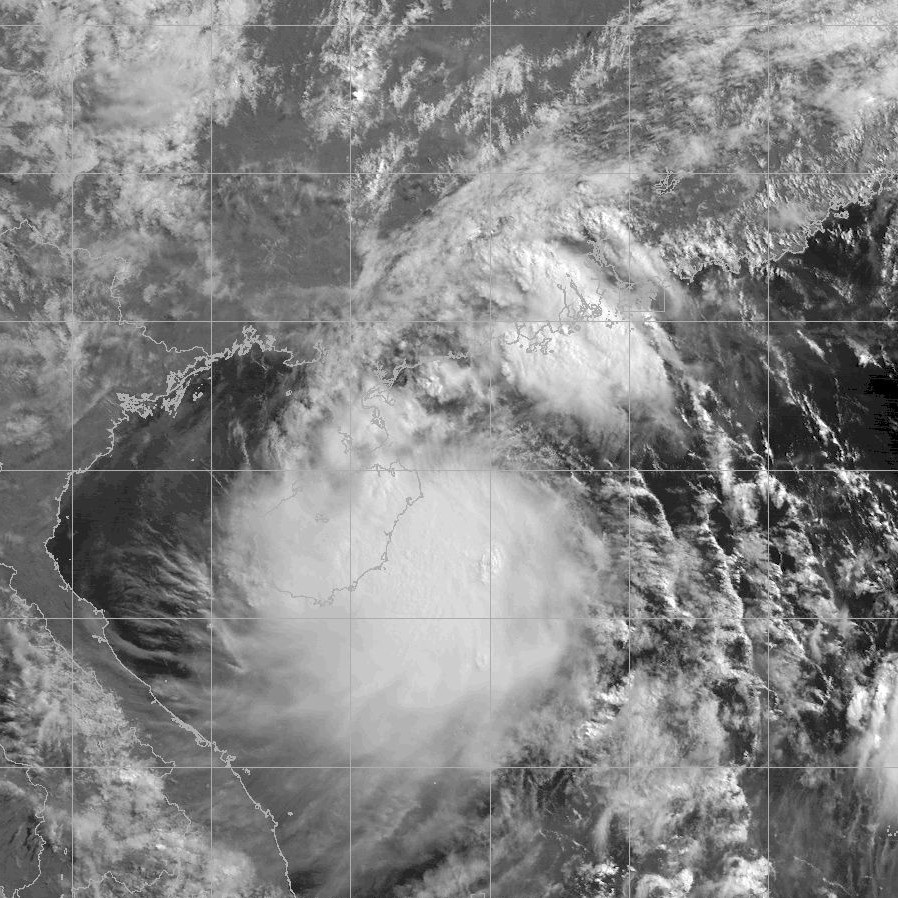
Tropische storm Jelawat op 28 juni.

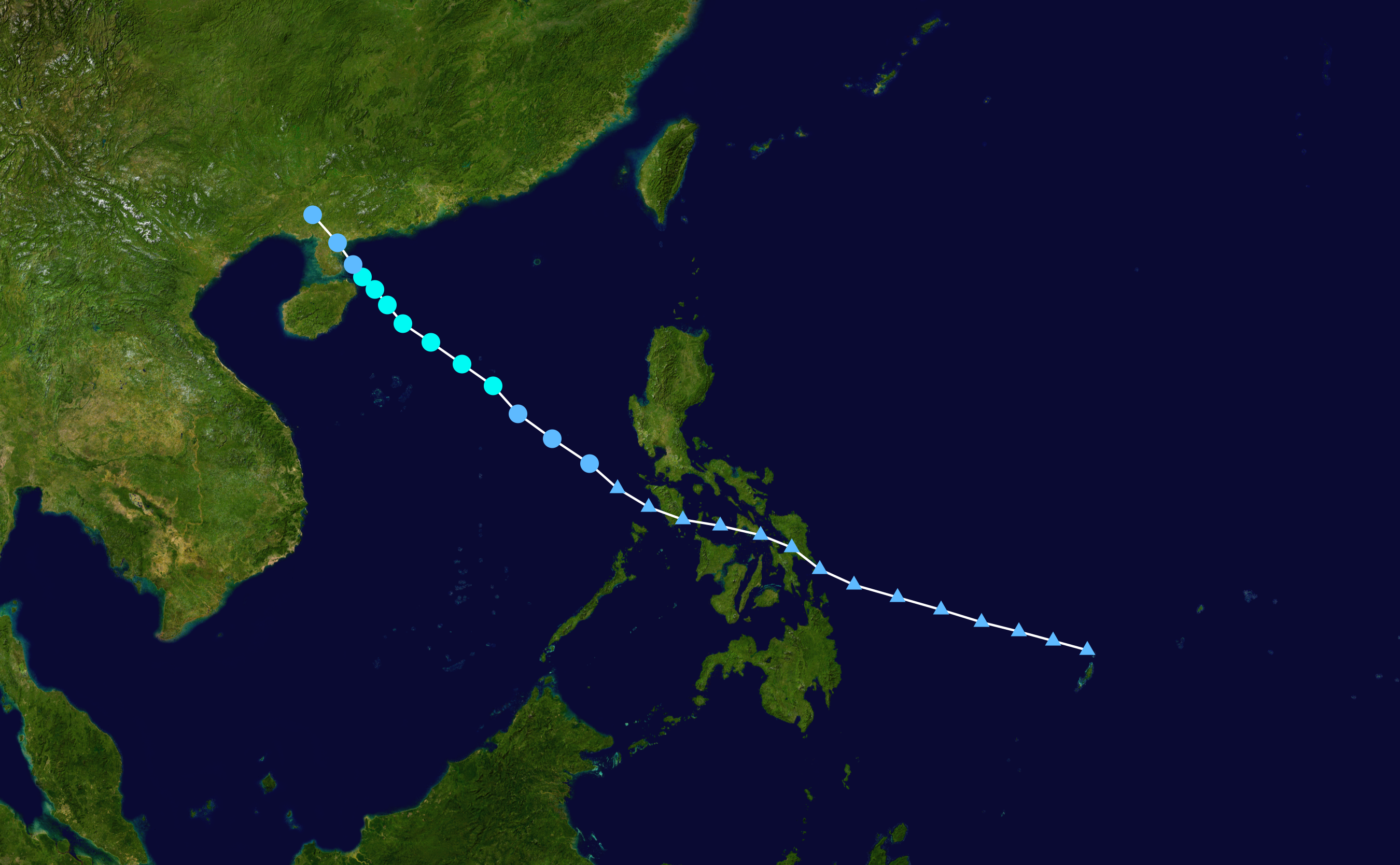
Het parcours, dat Jelawat aflegde.

Op 23 juni ontstond er een moessonstoring ten oostzuidoosten van de Filipijnen. Het systeem trok westnoordwestwaarts over de Filipijnen. Boven de Zuid-Chinese Zee promoveerde de storing tot tropische depressie 3-W op 26 juni en op 27 juli werd het door het JMI gepromoveerd tot tropische storm Jelawat. Jelawat is bijgedragen door Maleisië en is de naam van een karpersoort. Jelawat bereikte zijn hoogtepunt met windsnelheden (1 min) tot 83 km/uur en een minimale druk van 996 mbar. Op 28 juni degradeerde Jelawat tot tropische depressie, die op 29 juni in het zuiden van China landde. Jelawat loste later die dag op. Jelawat liet veel neerslag achter; tot 310 mm in Haikou. Zeven mensen overleefden Jelawat niet en één werd vermist. Negentienduizend hectare akkerland werd verwoest evenals 190 huizen.

### Tyfoon Ewiniar, Super-tyfoon 4-W (Ester)

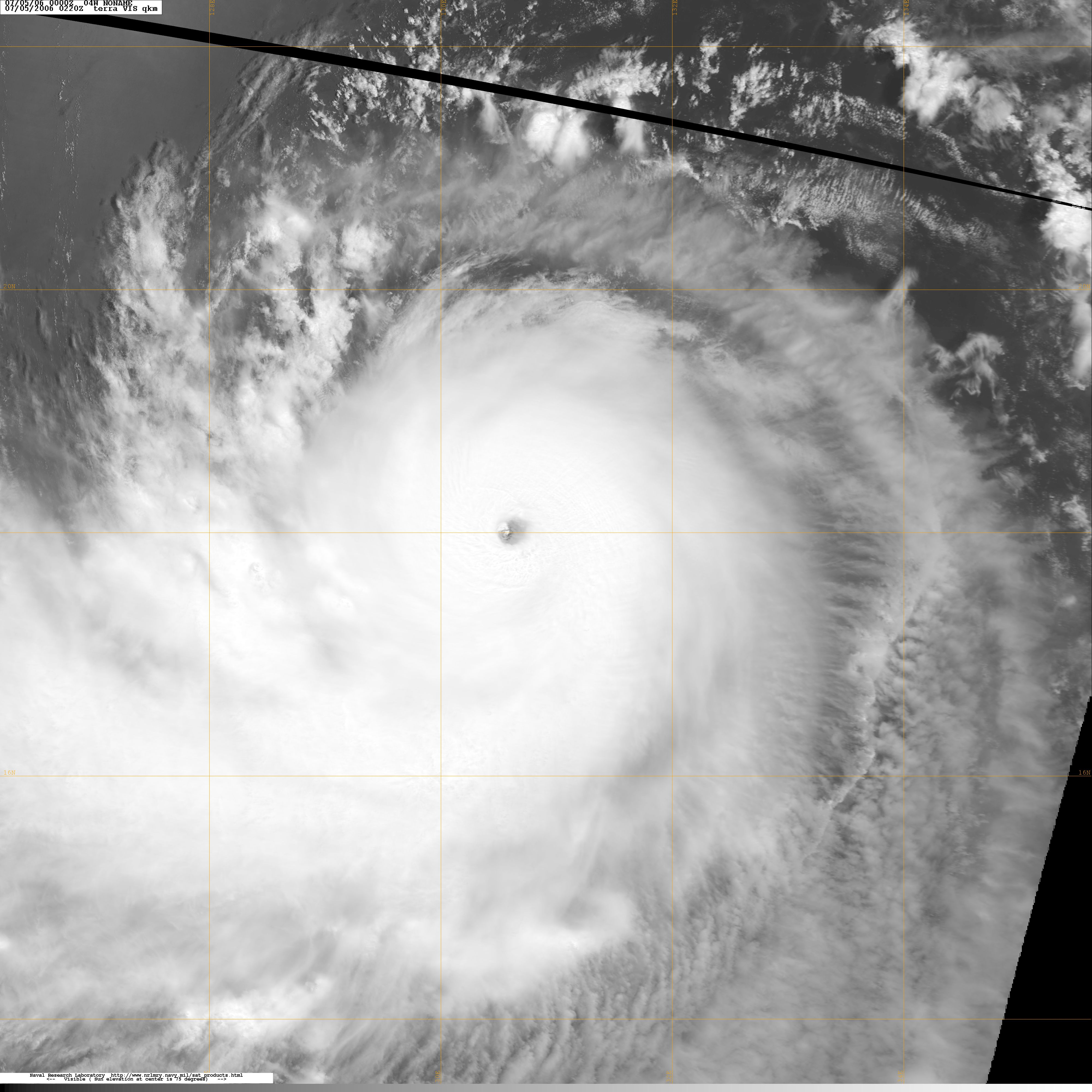
Ewinar op zijn hoogtepunt op 5 juli

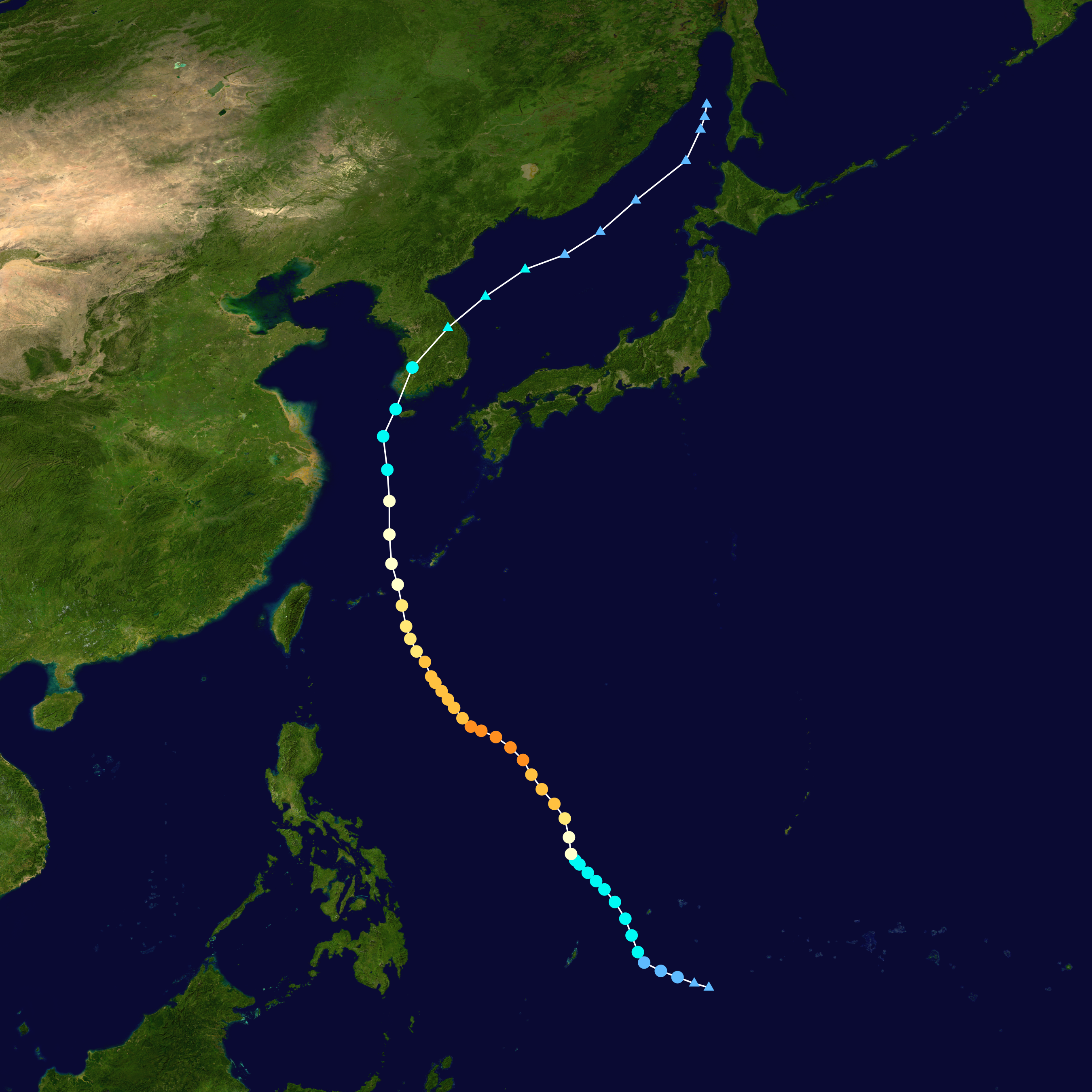
Het parcours van Ewinar.

Op 29 juni promoveerde de JTWC een tropische onweersstoring tot tropische depressie 4-W ten oosten van Palau. De tropische depressie trok naar het noordwesten en werd op 30 juni door zowel de JTWC als het JMI tot tropische storm gepromoveerd en kreeg de naam Ewiniar. Ewiniar, bijgedragen door Micronesia is een Micronesische stormgod. Op 5 juli bereikte Ewiniar zijn hoogtepunt ten noordoosten van de Filipijnen met windsnelheden tot 241 km/uur (1 min) en tot 185 km/uur (10 min) en een minimale druk van 930 mbar. Daarna verzwakte Ewiniar langzaam boven koeler wordend water. Ewiniar trok als tyfoon over de Riukiu-eilanden en schampte de Chinese oostkust van de Oost-Chinese Zee en de Gele Zee. Op 10 juli landde Ewiniar als zware tropische storm in Zuid-Korea en kwam daarna boven de Japanse Zee terecht, waarna hij zijn tropische kenmerken verloor. Ewiniar heeft ten minste 40 mensen het leven gekost. De schade is (nog) niet bekend.

### Tropische depressie 3 (CMI)
Op 3 juli identificeerde het Chinees Meteorologisch Instituut (CMI) een tropische depressie op 200 km ten zuiden van Sanya op het eiland Hainan. Het CMI doopte het systeem tropische depressie 3, die vervolgens naar het noordwesten trok en dezelfde dag landde op het eiland Hainan. Boven de Golf van Tonkin won tropische depressie 3 de volgende dag nog iets aan kracht en landde op 4 juli nabij de grens tussen Guangxi en Vietnam en loste spoedig daarna op.

### Zware tropische storm Bilis, Tropische storm 5-W (tyfoon Florita)

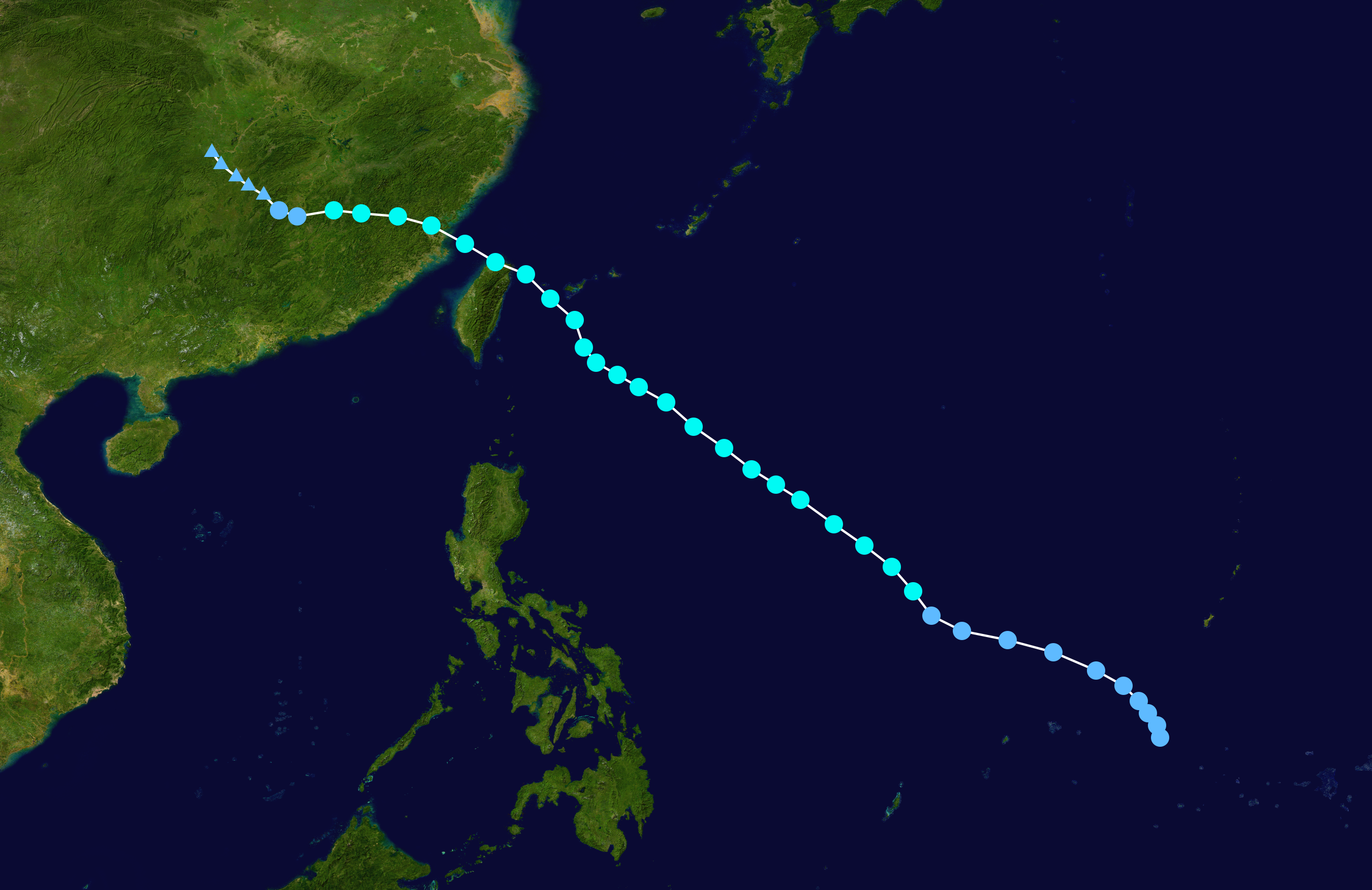
Het parcours van Bilis.

Op 7 juli ontstond er een tropische onweersstoring ten noordoosten van het eiland Yap in Micronesia. Het systeem won snel aan convectie en organisatie en promoveerde op 8 juli tot tropische depressie 5-W. Tropische depressie 5-W trok noordwestwaarts en promoveerde tot tropische storm Bilis op 9 juli. De naam Bilis is bijgedragen door de Filipijnen en betekent snel of snelheid in het Tagalog. Bilis promoveerde op 10 juli tot zware tropische storm en het PAGASA doopte de tropische cycloon Florita en promoveerde haar tot tyfoon, maar dat is nooit door het JMI of het JTWC erkend. Op 13 juli bereikte Bilis zijn hoogtepunt ten oosten van Taiwan met windsnelheden tot 110 km/uur (10 min) en een minimale druk van 970 mbar. Die dag landde Bilis op Taiwan en op 14 juli nogmaals op de Chinese kust in de provincie Fujian. Op 15 juli degradeerde Bilis tot tropische depressie boven het zuidoosten van China, die snel degenereerde tot resterend lagedrukgebied. Bilis richtte grote schade aan op de Filipijnen, in Taiwan en de Volksrepubliek China. Bilis eiste 630 mensenlevens en veroorzaakte voor meer dan $2,5 miljard schade.

### Tyfoon Kaemi, 6-W (Glenda)

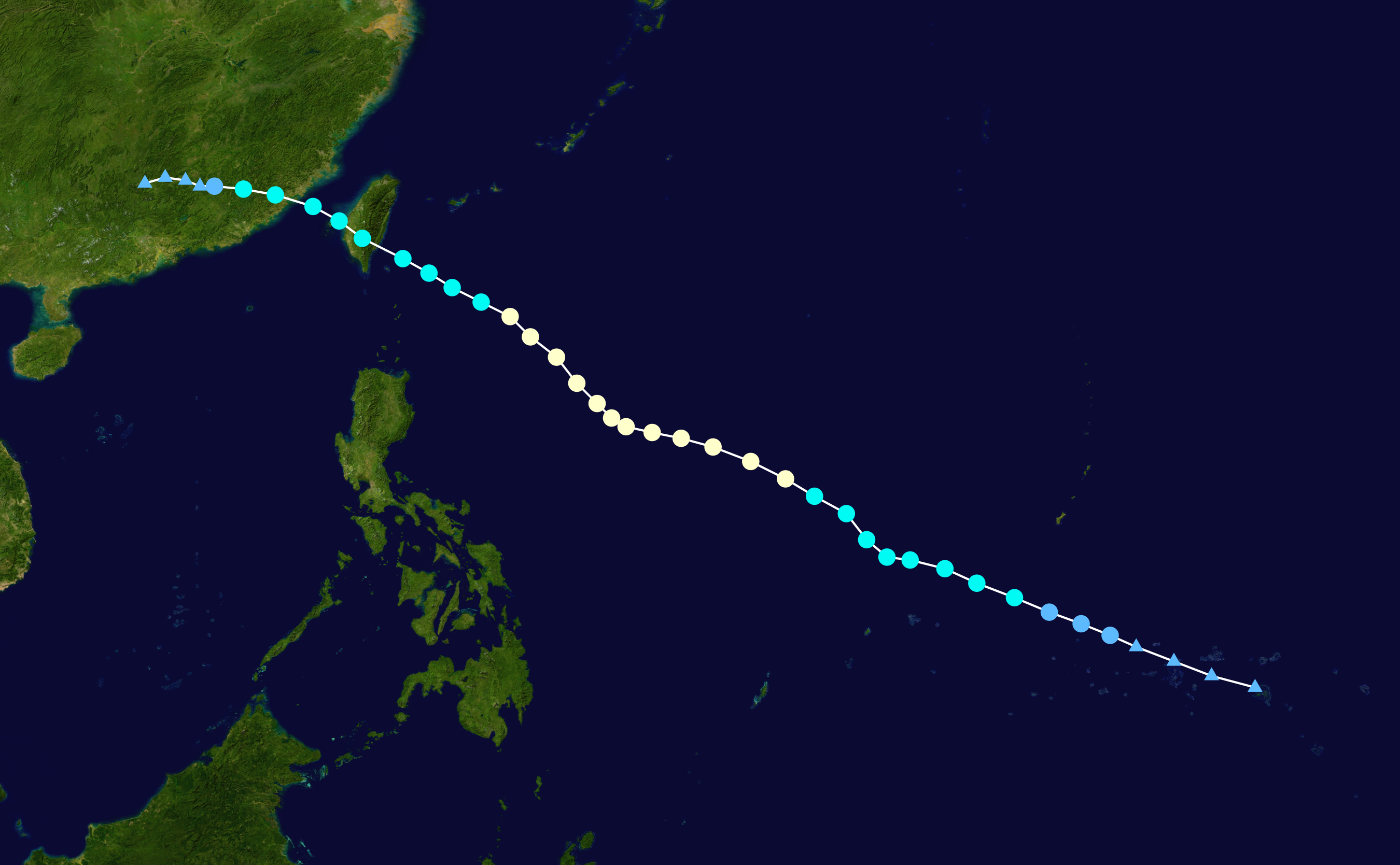
Het parcours van Kaemi.

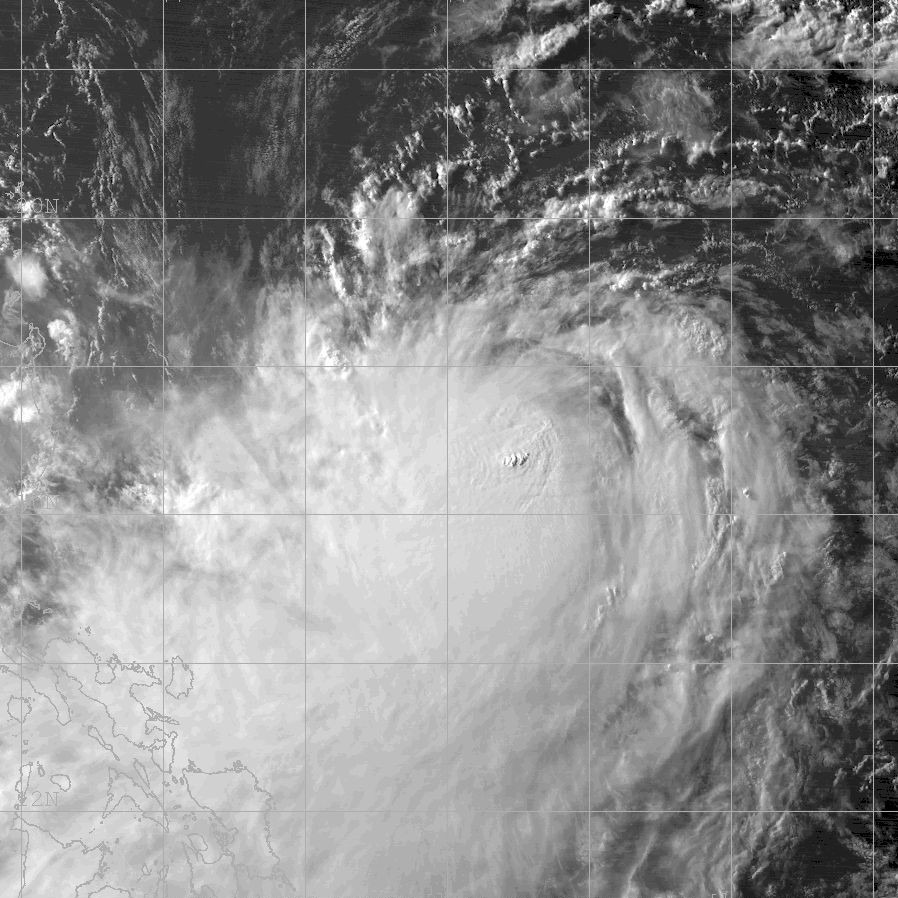
Kaemi op 22 juli ten noordoosten van de Filipijnen.

Tropische depressie 6-W vormde zich op 18 juli nabij de Carolinen. Dezelfde dag promoveerde tropische depressie 6-W tot tropische storm Kaemi. De naam Kaemi is bijgedragen door Zuid-Korea en is het Koreaanse woord voor mier. Kaemi won aan kracht en promoveerde op 20 juli tot zware tropische storm en op 21 juli tot tyfoon. Kaemi bereikte haar hoogtepunt met windsnelheden tot 148 km/uur (10 min) en een minimale druk van 960 mbar op 21, 22 en 23 juli. Kaemi landde op 25 juli nabij Jinjiang, Fujian als minimale tyfoon. Het PAGASA had de tropische cycloon oorspronkelijk tyfoon Gloria gedoopt, maar tyfoon Gloria viel samen met de troonrede van de Filipijnse president Gloria Macapagal-Arroyo. Het PAGASA veranderde Gloria in Glenda uit piëteit voor het presidentiële protocol. Maar het weerhield talloze demonstranten er niet van hun president met de tyfoon in verband te brengen. Kaemi veroorzaakte zware regenval en overstromingen op Taiwan en de noordelijke Filipijnen. In China eiste Kaemi ten minste 32 mensenlevens. Zestig mensen werden vermist.

### Tropische depressie niet nader omschreven (Regionaal Meteorologisch Centrum van Guangdong)
Op 21 juli identificeerde het Regionaal Meteorologisch Centrum van Guangdong een tropische depressie op 300 km ten zuiden van Xisha. De tropische depressie had windsnelheden tot 45 km/uur en een minimale druk van 1002 mbar, maar de depressie verzwakte en was de volgende dag verdwenen.

### Tyfoon Prapiroon, 7-W (Henri)

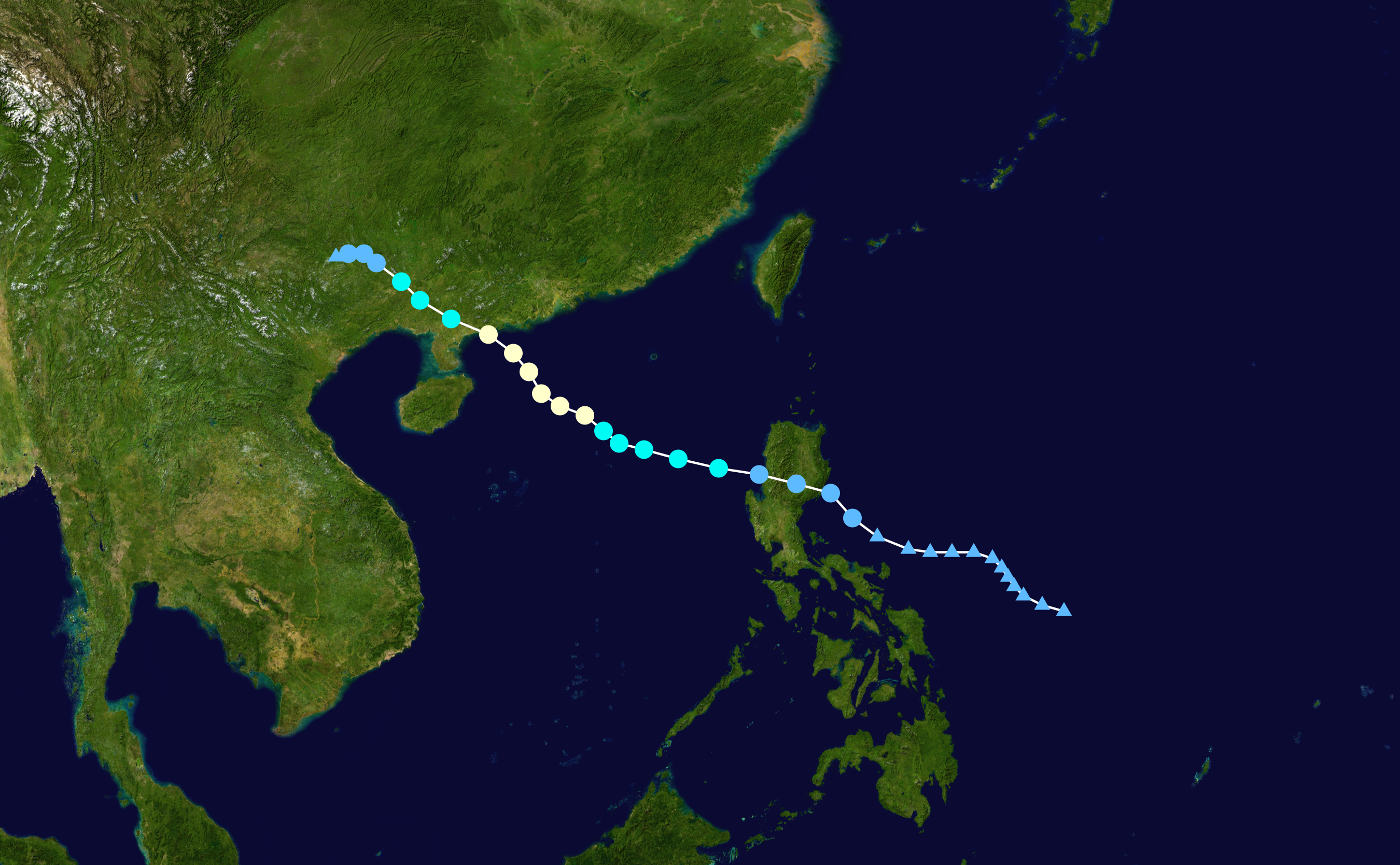
Het parcours van Prapiroon.

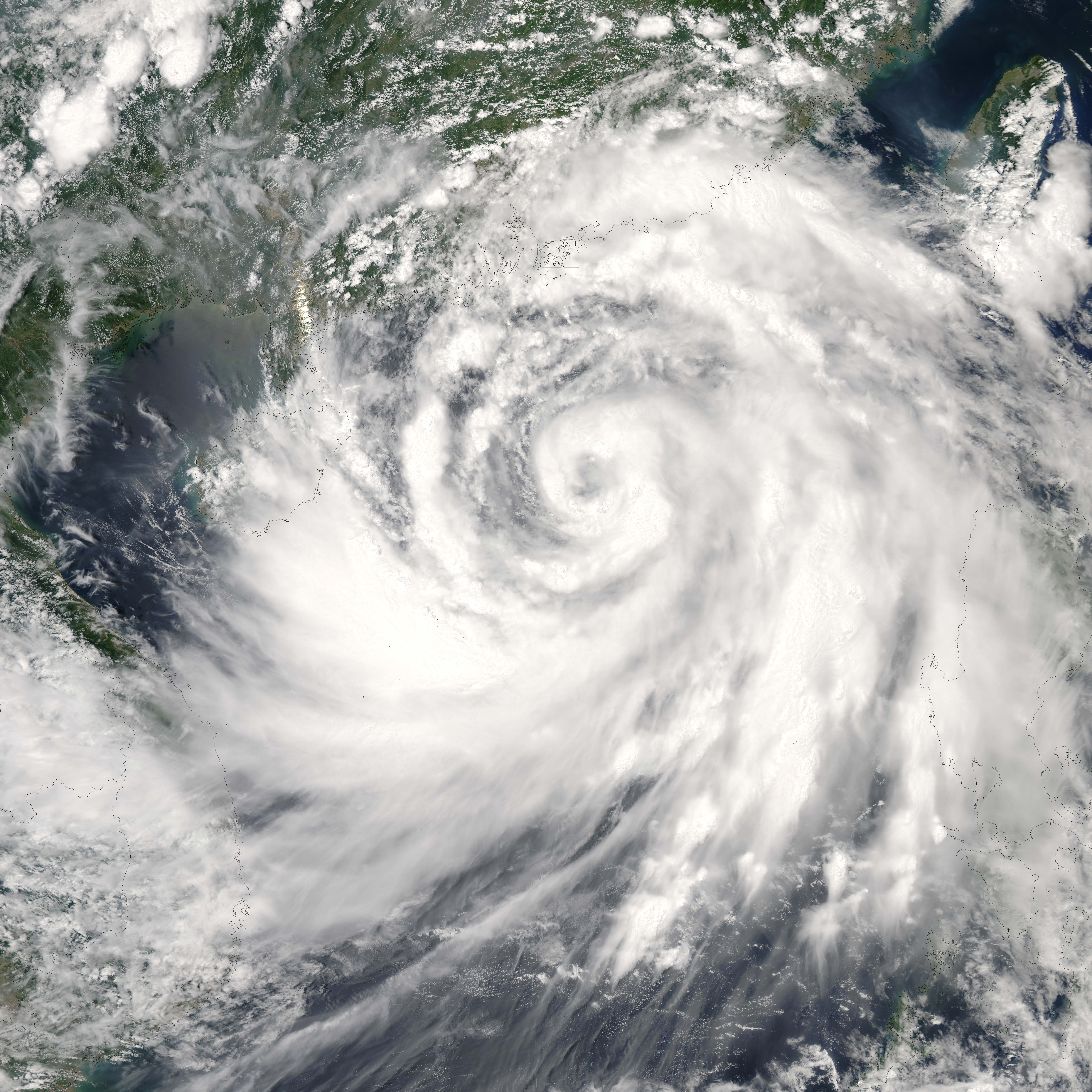
Tyfoon Prapiroon op 2 augustus boven de Zuid-Chinese Zee.

Op 28 juli ontstond tropische depressie 7-W ruim ten oostzuidoosten van de Filipijnen en doopte haar tropische depressie Henri. De tropische depressie trok noordwaarts en promoveerde op 1 augustus tot tropische storm Prapiroon. De naam Prapiroon werd bijgedragen door Thailand en is de naam van een Thaise regengod. Op 2 augustus promoveerde Prapiroon tot zware tropische storm en werd enkele uren later, 15h00 UTC door het JTWC en het Waarnemingscentrum van Hongkong als tyfoon erkend. Het JMI promoveerde Prapiroon negen uur later op 3 augustus. Prapiroon landde in het zuiden van China in de provincie Guangdong op 3 augustus. Het vliegverkeer op Luchthaven Hongkong had ernstig te lijden onder de tropische cycloon en 70% van alle vluchten van en naar Hongkong werden geannuleerd of vertraagd of werden omgeleid. Zeshonderdzestigduizend mensen moesten worden geëvacueerd. Praoiroon trof ook de provincies Hunan, Guangxi en Hainan. Prapiroon eiste 77 mensenlevens en veroorzaakte 5,4 miljard yuan aan schade.

### Zware tropische storm Maria, Tyfoon 9-W

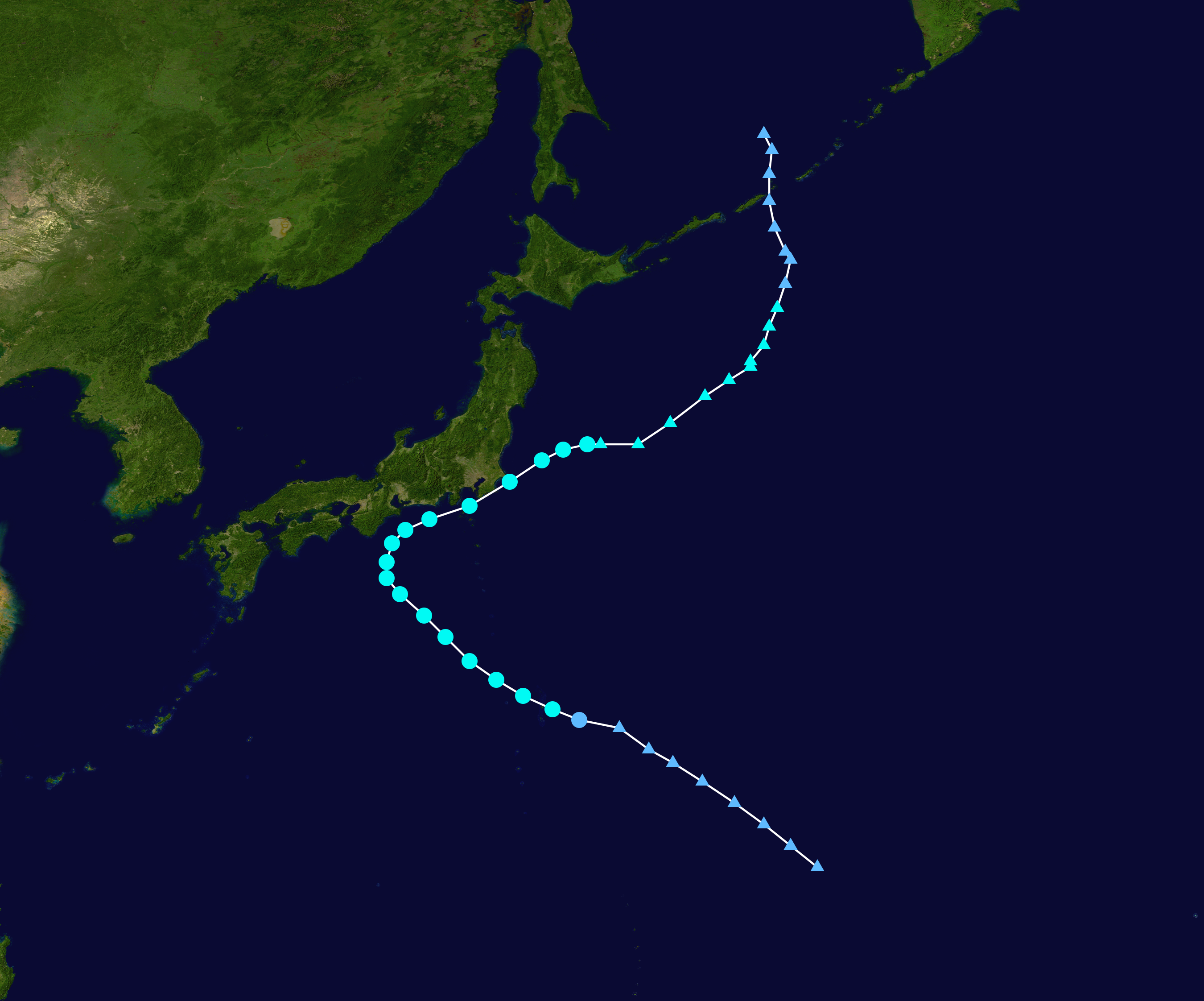
Het parcours van Maria

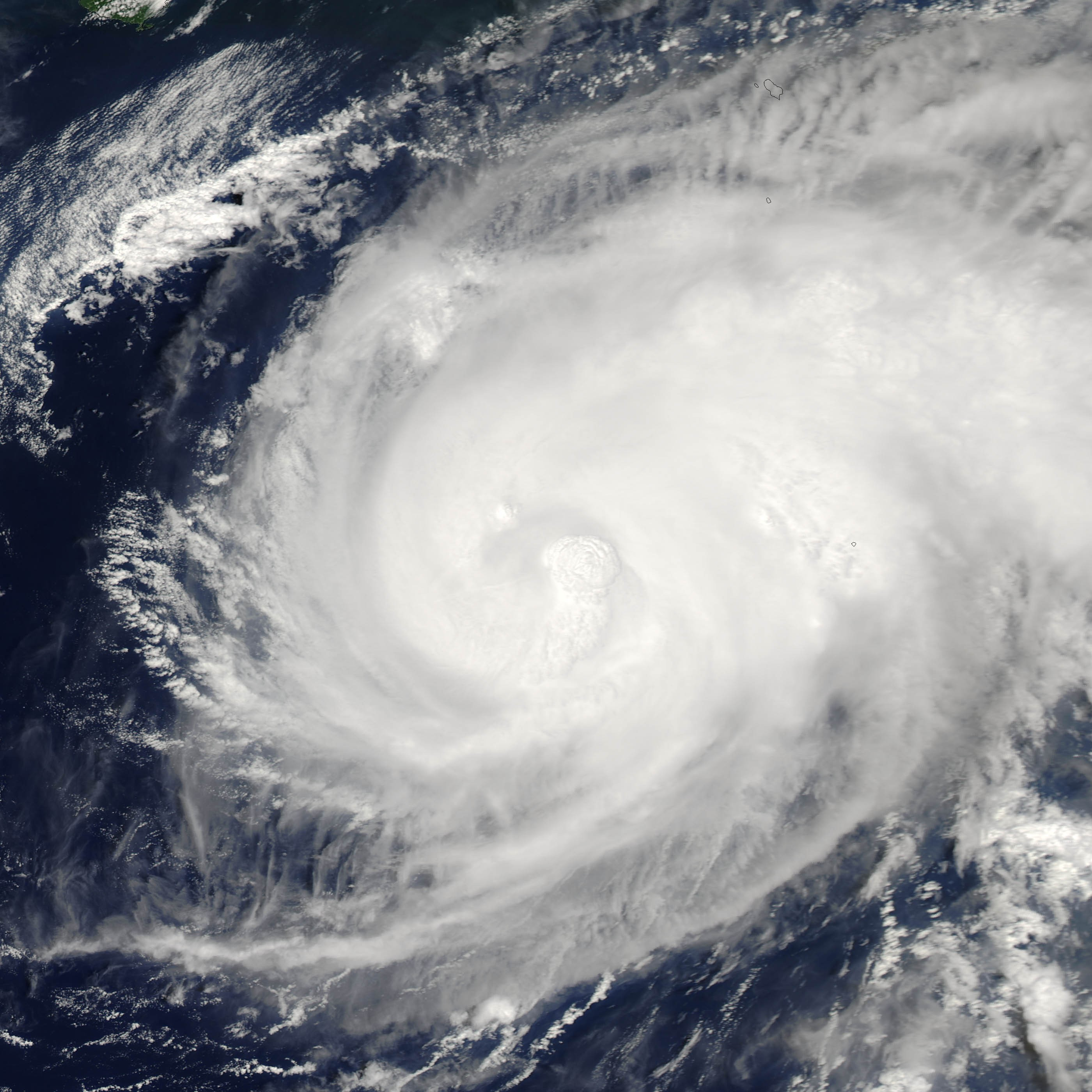
Maria op haar hoogtepunt op 7 augustus. Het JTWC promoveerde Maria tot tyfoon, maar dit werd niet door het Japans Meteorologisch Instituut erkend.

Op 4 augustus identificeerde het JMI een tropische depressie (9-W) ten zuidwesten van het Japanse eiland Minami Torishima. De volgende dag promoveerde tropische depressie 9-W tot tropische storm Maria, die noordwestwaarts trok. De voornaam Maria was voorgedragen door de Verenigde Staten. Op 6 augustus promoveerde Maria tot zware tropische storm en het JTWC promoveerde Maria heel even tot tyfoon, hetgeen niet door het JMI erkend werd. Maria had toen haar hoogtepunt bereikt met windsnelheden tot 110 km/uur (10 min) en een minimale druk van 975 mbar. Daarna draaide Maria naar het noorden en bedreigde Japan. Maria trok langs de Japanse westkust naar het noordoosten en verzwakte. Op 9 augustus verloor Maria haar tropische kenmerken.

### Tyfoon Saomai, Super-tyfoon 8-W (Juan)

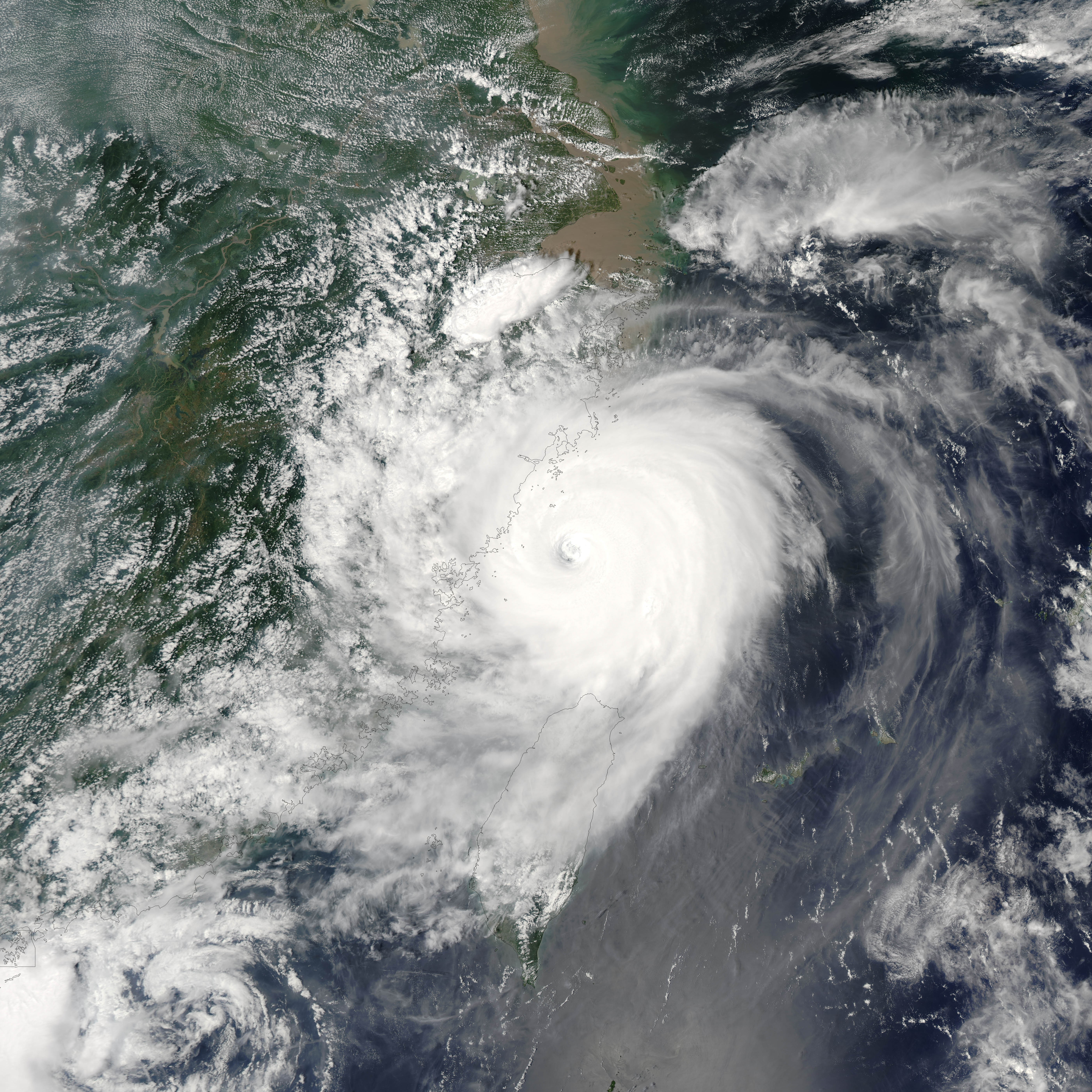
Tyfoon Saomai op 10 augustus ten noorden van Taiwan, net na zijn hoogtepunt. Op zijn hoogtepunt was Saomai een zeer krachtige tyfoon, die wat intensiteit betreft overeenkwam met de vijfde categorie op de schaal van Saffir en Simpson.

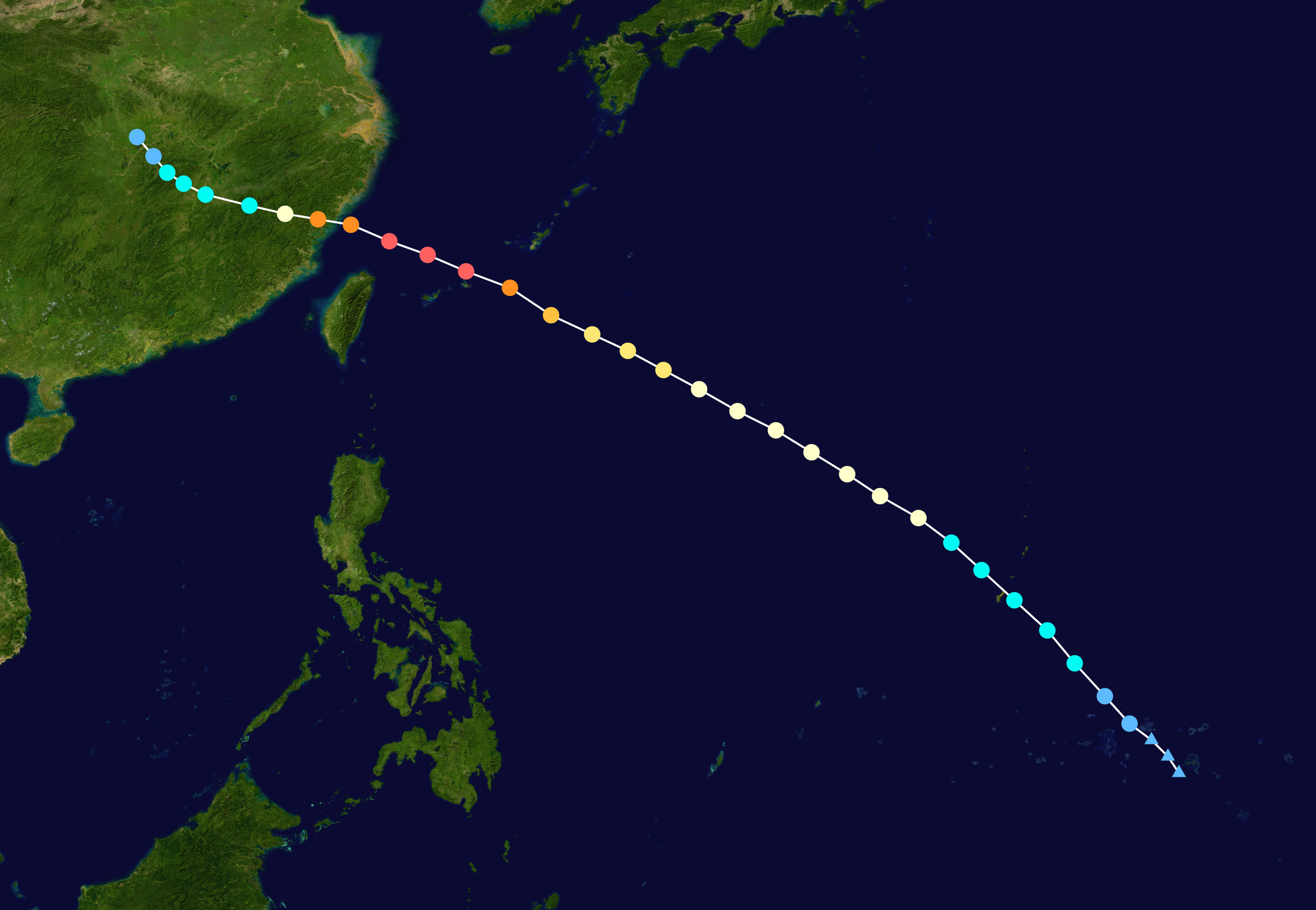
Parcours van tyfoon Saomai.

Op 31 juli ontstond een tropische onweersstoring ten oosten van de Micronesische Chuuckeilanden. De storing trok noordwestwaarts en het JTWC ontwaarde op 4 augustus, dat zich tropische depressie 8-W uit de tropische onweersstoring had ontwikkeld bij de Carolinen. Het JMI erkende dit negen uur later op 5 augustus en die dag promoveerde tropische depressie 8-W tot tropische storm Saomai. Saomai was door Vietnam bijgedragen en is een samentrekking van sao Mai, dat 'Morgenster' betekent en verwijst naar Venus. Op 6 augustus promoveerde Saomai tot zware tropische storm en op 7 augustus tot tyfoon. Daarna maakte Saomai een snelle krachttoename door en bereikte op 9 augustus haar hoogtepunt ten noordoosten van Taiwan met windsnelheden tot 176 km/uur (10 min), 259 km/uur (1 min) en een minimale druk van 925 mbar.
Gemeten op de schaal van Saffir en Simpson zou dat overeenkomen met een vijfde-categorieorkaan. Saomai passeerde ten zuiden van het eiland Okinawa en draaide meer en meer bij naar het westen. Saomai schampte het noorden van Taiwan, voordat hij op 10 augustus landde in de Chinese provincie Zhejiang nog steeds met een intensiteit, die overeenkomt met de vierde categorie. Boven China verzwakte Saomai op 11 augustus uiteindelijk tot tropische depressie, die snel daarna oploste. In China werden 990.000 mensen uit de provincie Zhejiang en 569.000 mensen uit Fujian geëvacueerd en in schuilkelders ondergebracht. Meer dan 20.000 soldaten van het Volksleger werden gemobiliseerd. Saomai eiste meer dan 441 slachtoffers, voornamelijk in China. De stormwinden, aardverschuivingen en overstromingen vernietigden tienduizenden woningen en tienduizenden hectaren akkerland. Saomai veroorzaakte meer dan 6,3 miljard yuan schade.

### Zware tropische storm Bopha, Tropische storm 10-W (Indai)

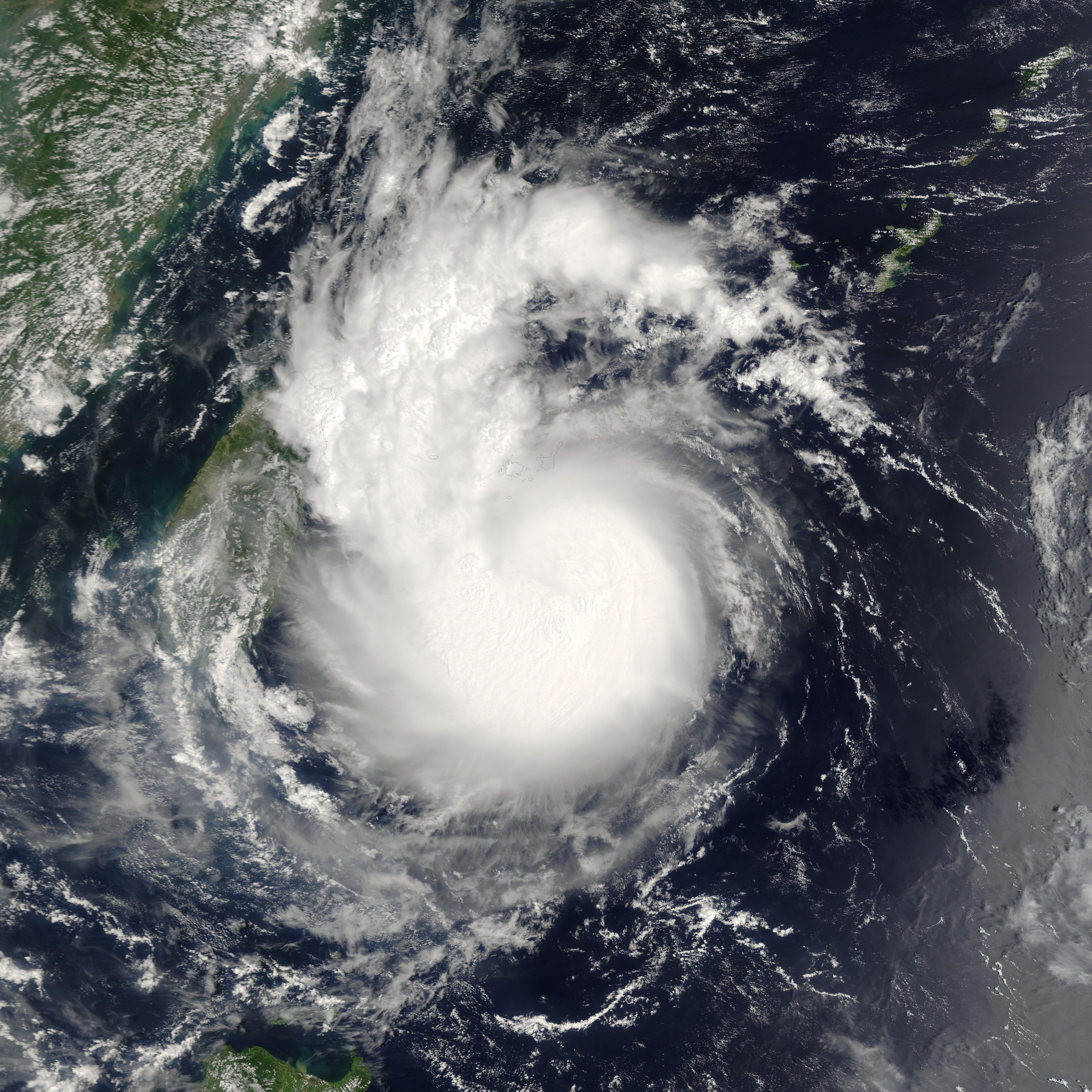
Zware tropische storm Bopha op haar hoogtepunt op 8 augustus ten oosten van Taiwan.

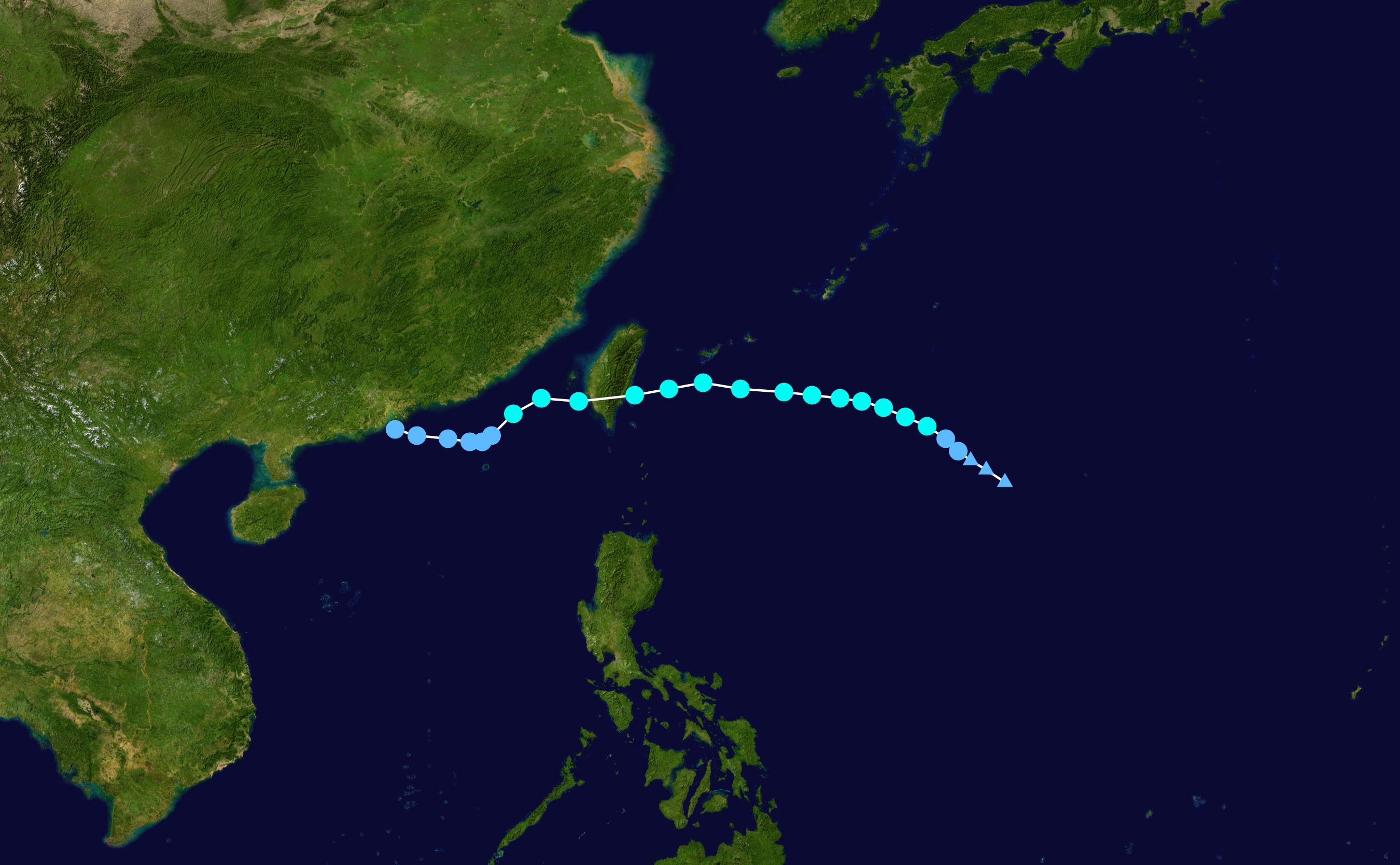
Het parcours dat Bopha aflegde.

Het JMI ontwaarde op 5 augustus boven de Grote Oceaan tropische depressie 10-W, die noordwestwaarts trok en promoveerde haar dezelfde dag tot tropische storm Bopha. Bopha draaide bij naar het westen en passeerde ten noordwesten en ten noorden van de Filipijnen, alwaar de zuidwest-moesson door haar werd gestimuleerd. De naam Bopha is voorgedragen door Cambodja en is zowel een Cambodjaanse meisjesnaam als een Cambodjaanse bloem. Op 7 augustus promoveerde Bopha tot zware tropische storm, waarna zij iets in intensiteit fluctueerde. Bopha bereikte haar hoogtepunt met windsnelheden tot 93 km/uur (10 min) en een minimale druk van 985 mbar. Op 8 augustus degradeerde Bopha tot tropische storm en zij landde op 9 augustus op Taiwan. Boven het eiland verloor zij aan kracht en degradeerde tot tropische depressie. Weer boven het noorden van de Zuid-Chinese Zee degenereerde tropische depressie Bopha verder tot een resterend lagedrukgebied op 10 augustus.

### Tropische storm Wukong, 11-W

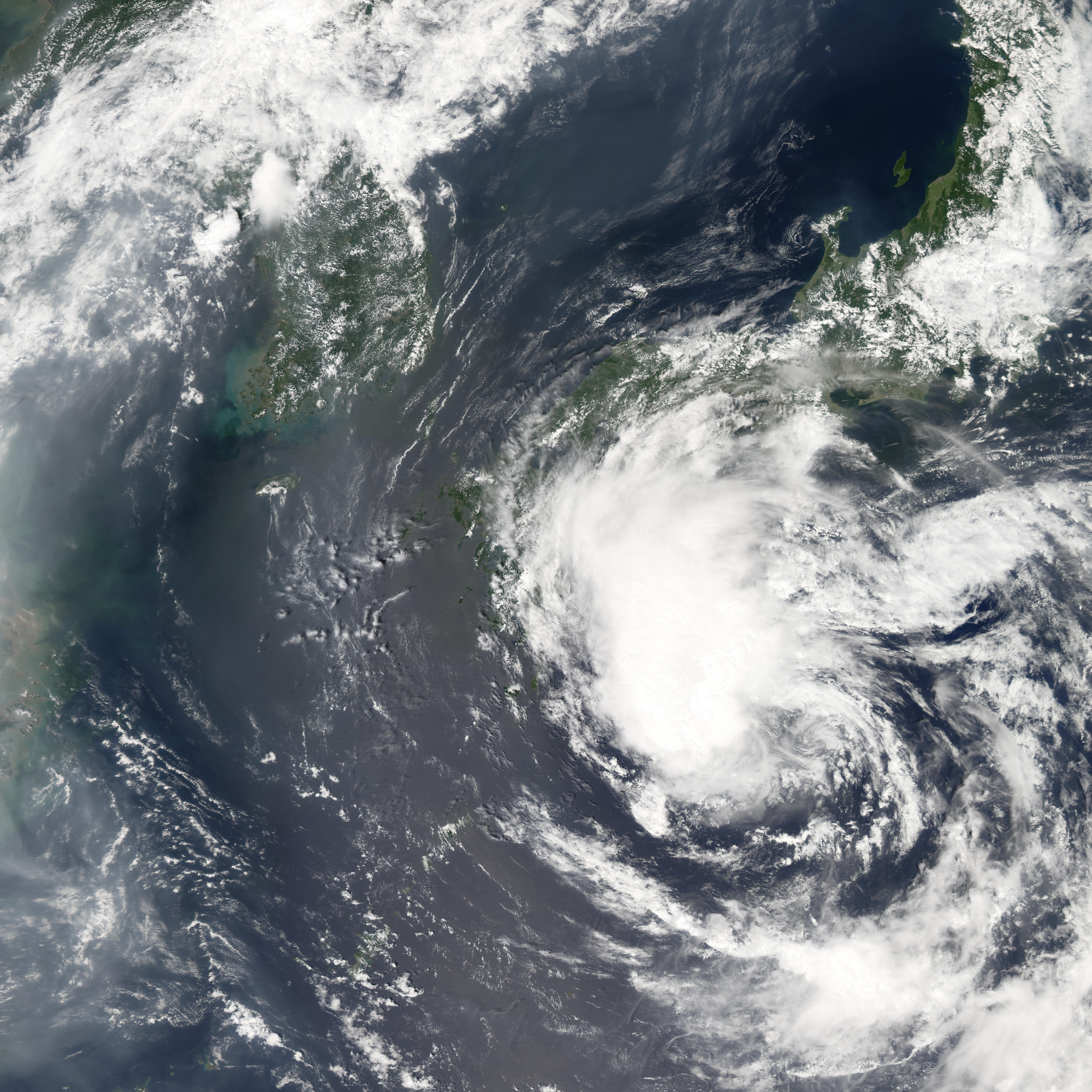
Tropische storm Wukong op 13 augustus ten zuiden van Japan.

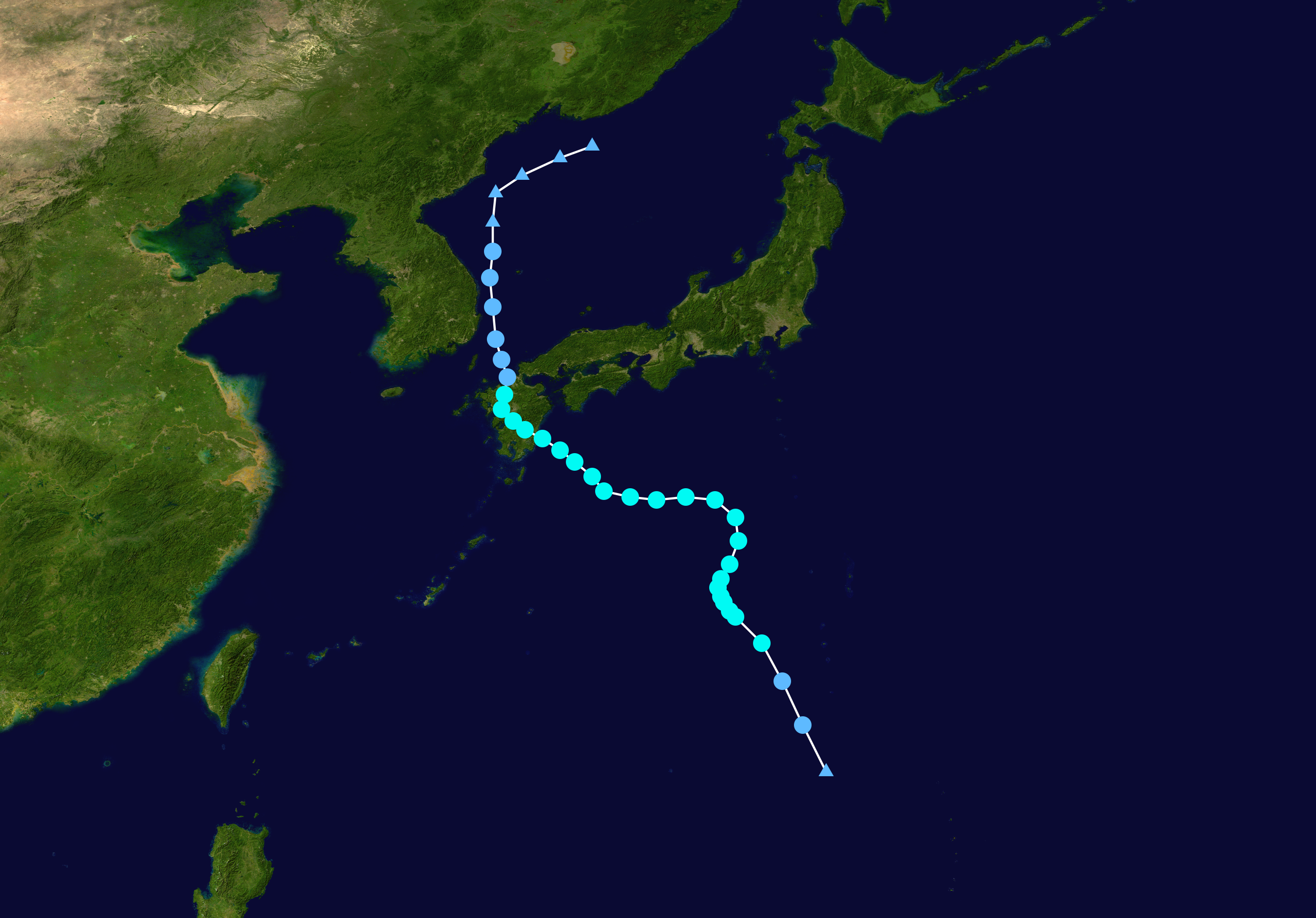
Het tracé dat Wukong aflegde.

Op 12 augustus vormde zich tropische depressie 11-W ten zuiden van het Japanse eiland Iwo Jima. Tropische depressie 11-W trok naar het westnoordwesten en promoveerde op 13 augustus tot tropische storm Wukong. De naam Wukong is bijgedragen door de Volksrepubliek China en is de naam van een held uit een Chinees epos. Wukong nam vervolgens Sonamu in zich op en raakte vervolgens stationair boven Kyushu. Daarna vervolgde Wukong zijn koers naar het noordnoordwesten. Op 20 augustus degradeerde Wukong tot tropische depressie. Op zijn hoogtepunt ging Wukong gepaard met windsnelheden tot 83 km/uur (10 min) en een minimale druk van 980 mbar.

### Tropische storm Sonamu, 12-W (Katring)

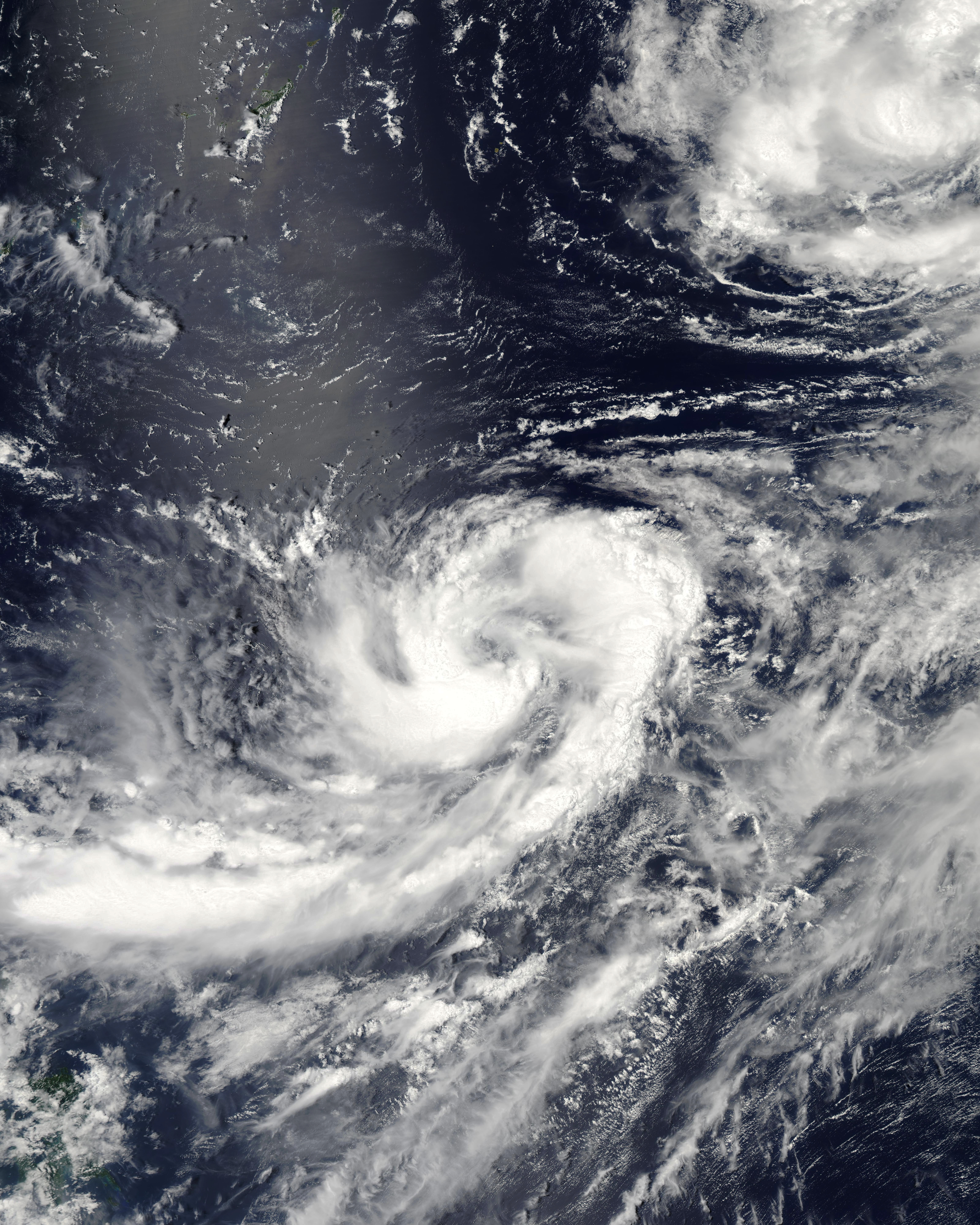
Tropische storm Sonamu op 14 augustus boven de Grote Oceaan.

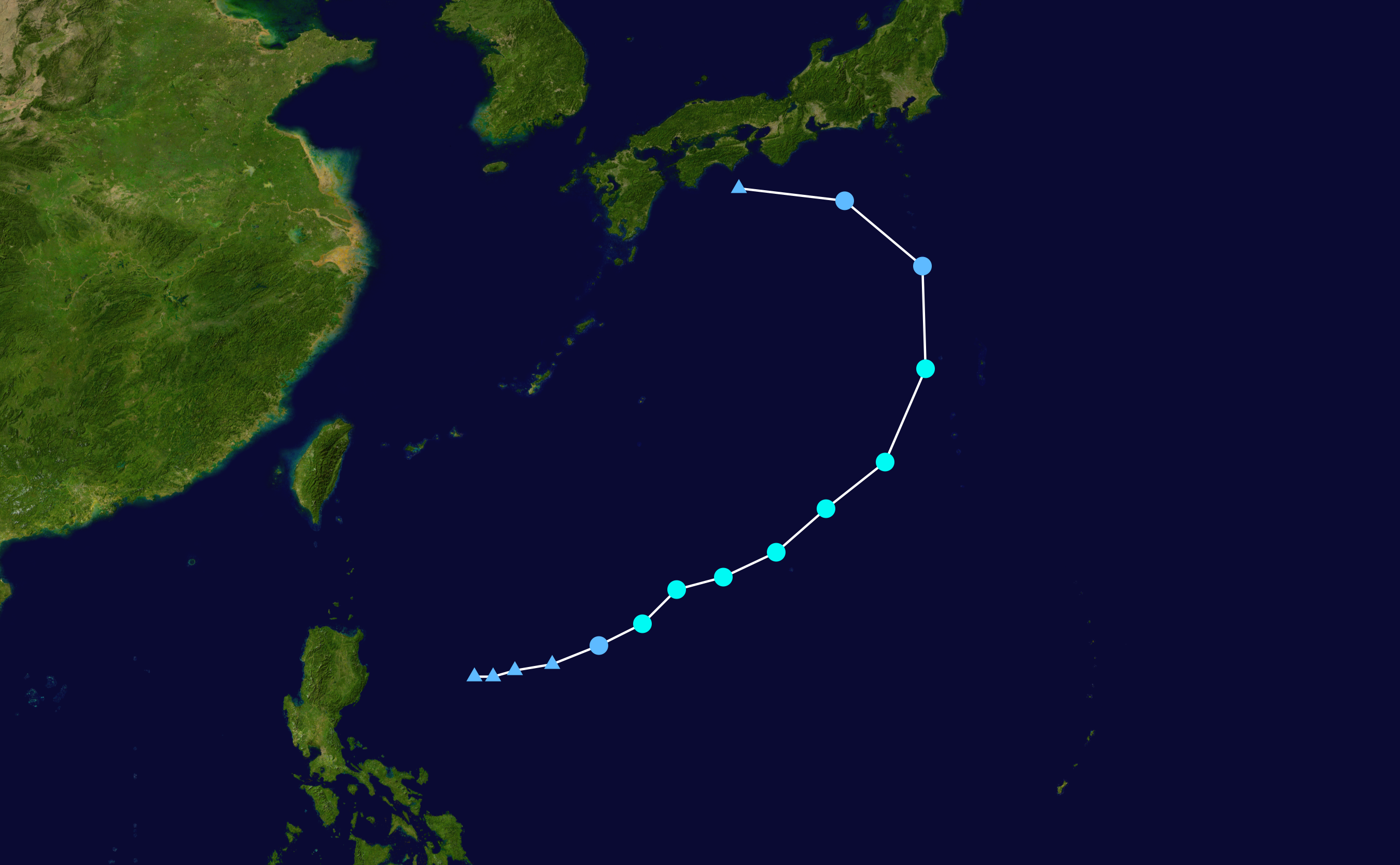
Koers, die Sonamu aflegde.

Op 13 augustus vormde zich tropische depressie 12-W zich ten zuiden van Naha op Okinawa. Later die dag promoveerde tropische depressie 12-W tot tropische storm Sonamu. Sonamu is bijgedragen door Noord-Korea en is Koreaans voor een soort denneboom. Op 15 augustus hinderde de uitstoot van tropische storm Wukong meer en meer Sonamu. De uitstoot gaf een schering over Sonamu, die door Wukong gedomineerd werd. Op 16 augustus degradeerde Sonamu tot tropische depressie, die later door Wukong werd opgenomen. Op zijn hoogtepunt had Sonamu windsnelheden tot 74 km/uur (10 min) en een minimale druk van 992 mbar.

### Tropische depressie 13-W (JTWC)

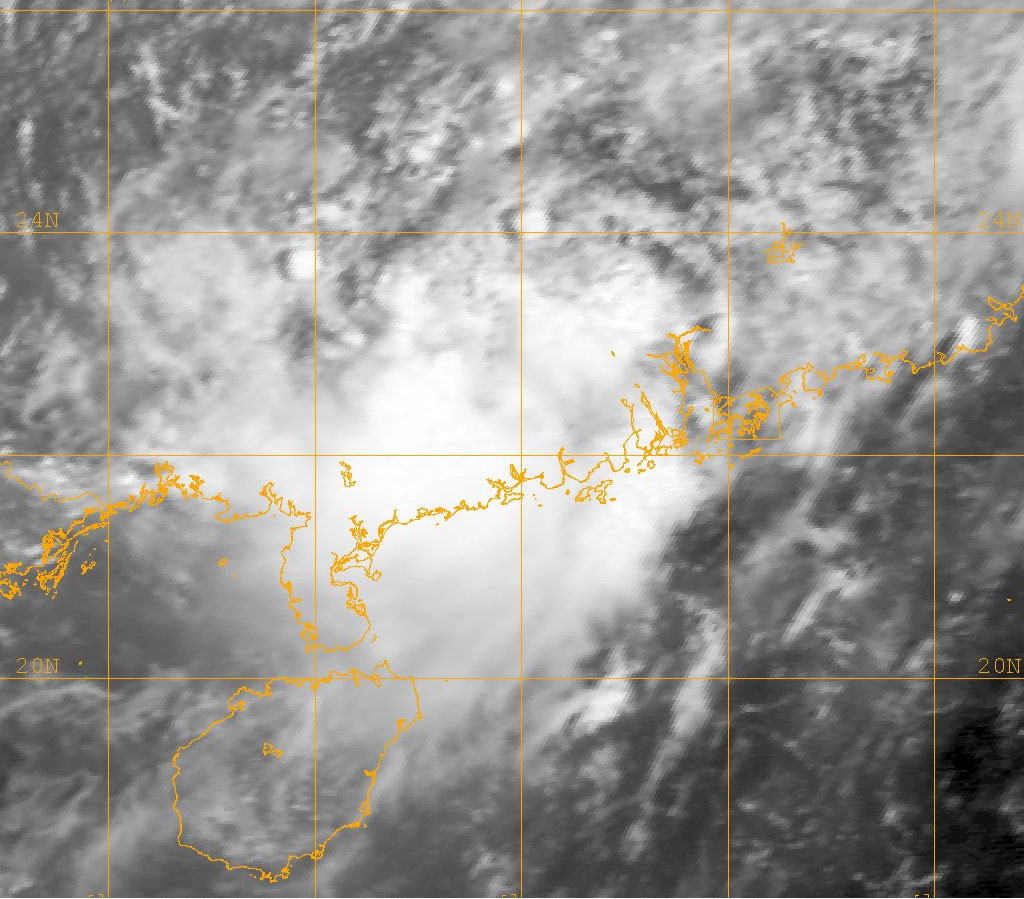
Tropische depressie 13-W op 25 augustus op het moment van haar landing in de provincie Guangdong.

Het Chinees Meteorologisch instituut ontwaarde tropische depressie 13-W als eerste nabij de Chinese provincie Hainan. Daarna volgden het Waarnemingscentrum Hongkong (dezelfde dag) en het JTWC op 24 augustus. Op 25 augustus landde tropische depressie 13-W op de kust van de provincie Guangdong, waarna de tropische cycloon snel boven land oploste. Het JMI heeft de tropische cycloon nooit erkend.

### Tyfoon Ioke, Super-tyfoon 1-C, Orkaan Ioke (CPHC)

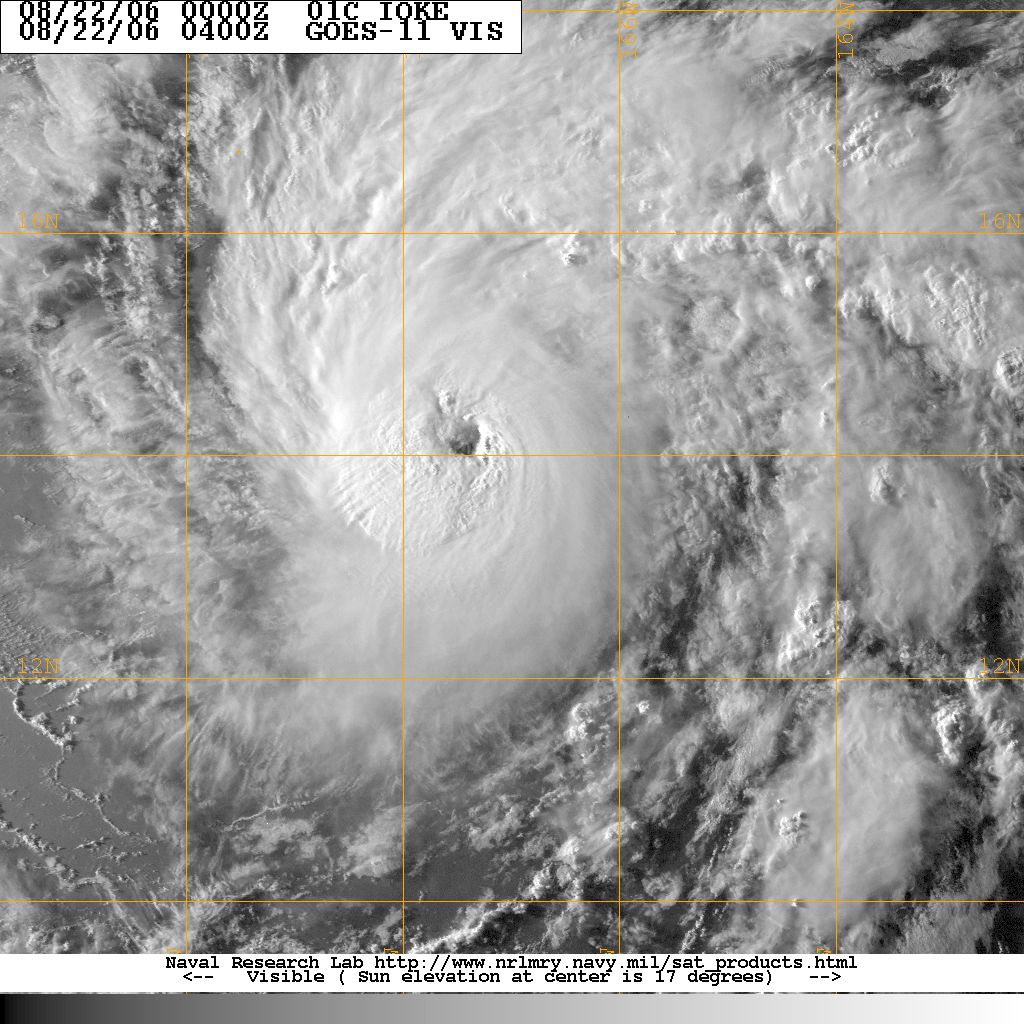
Ioke, als vierde-categorieorkaan op 22 augustus om 4h00 UTC.

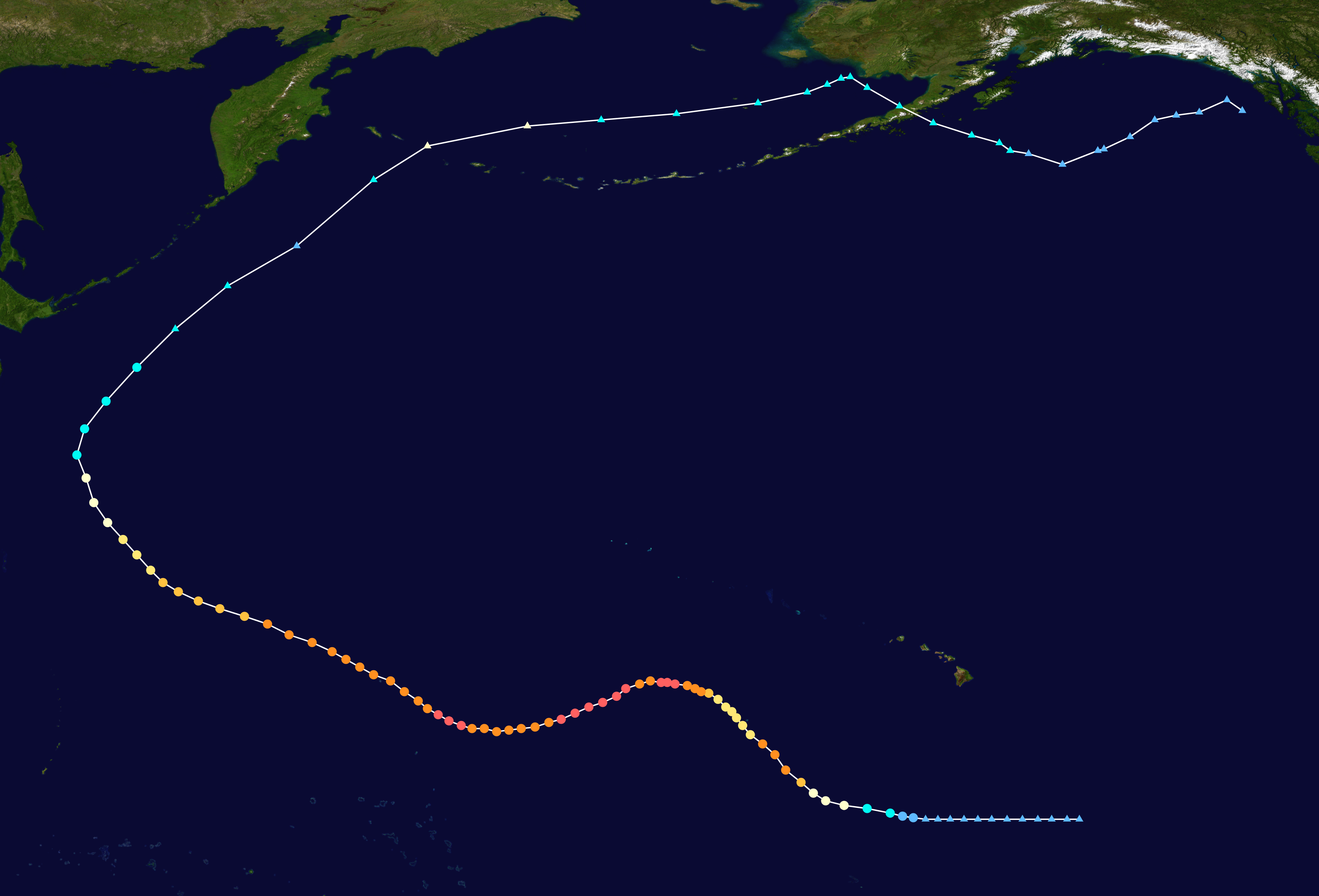
De lange weg, die Ioke aflegde.

Voor de volledigheid is het eerdere verloop van Ioke in het bassin van de centrale Grote Oceaan toch hier beschreven.
Op 16 augustus verscheen er een storing op de Grote Oceaan in een trog van lage druk, ver ten zuidoosten van Hawaï. Deze storing trok westwaarts, en vertoonde meer en meer convectie, maar bezat geen gesloten circulatie. Deze ontwikkelde zich langzaam, ondanks dat de winden op grote hoogte aanvankelijk niet gunstig waren voor cyclongenesis. Op 20 augustus promoveerde het systeem tot tropische depressie 1-C nabij 10°NB, 158°WL, oftewel 1250 km ten zuiden van Honolulu en maakte vanaf dat moment deel uit van het orkaanseizoen van het centrale deel van de Grote Oceaan 2006. Tropische depressie 1-C trok verder westnoordwestwaarts en promoveerde enkele uren later tot tropische storm Ioke. In het bassin van de centrale Grote Oceaan zijn tropische cyclonen geen alledaags verschijnsel; elk jaar vormen er zich een paar, maar het is 4 jaar geleden, dat de laatste tropische depressie promoveerde tot tropische storm en een naam kreeg.
De naam Ioke is de Hawaïaanse versie van de Engelse naam Joyce. Ioke nam snel in kracht toe en promoveerde binnen 24 na haar ontstaan tot de eerste orkaan in het bassin van de centrale Grote Oceaan in vier jaar. Ioke trok in westnoordwestelijke richting onder invloed van een trog van lagedruk in de middelste en hogere lagen van de atmosfeer ten noordwesten van Ioke, dat in samenspel met een rug van hogedruk ten oostnoordoosten van Ioke voor een westnoordwestelijke stroming zorgde. Ioke won snel aan kracht en bereikte op 21 augustus de derde categorie, waarmee zij de eerste majeure orkaan in het bassin van de centrale Grote Oceaan werd. Ioke ontwikkelde een robuuste, symmetrische oogrok en bereikte zes uur later op 22 augustus haar voorlopig hoogtepunt met windsnelheden tot 213 km/uur en een minimale druk van 945 mbar; een orkaan van de vierde categorie. Daarna verzwakte Ioke door zuidwestelijke schering van ongeveer 18 knopen. Op 23 augustus passeerde Ioke rakelings ten zuidwesten van Johnstoneiland als stevige tweede-categorieorkaan. Het eiland, een natuurreservaat is sinds een jaar onbewoond.
Toch moesten 13 opvarenden van een onderzoeksschip van de Amerikaanse luchtmacht dekking zoeken voor Ioke in een verlaten, orkaanbestendige bunker. Daarna won Ioke opnieuw aan kracht: haar oog werd gereconstrueerd en haar vorm won aan symmetrie, zodat zij op 24 augustus opnieuw de derde categorie bereikte. Door de sterke, opbouwende rug van hoge druk aan haar noordflank in combinatie met een westwaarts trekkende trog van lage druk net ten westen van de datumgrens draaide Ioke bij van het noordwesten naar het westnoordwesten en later naar het westen. Daarna won zij nog meer aan symmetrie en haar oogrok werd robuust en weer geheel gesloten.
Zij bereikte op 25 augustus de vijfde categorie. Dit is op zich al geen alledaags verschijnsel, het is in het bassin van de centrale Grote Oceaan slechts de vijfde orkaan van de vijfde categorie in de geschiedenis. Echter Ioke is de enige vijfde-categorieorkaan, die geboren en getogen is in dit bassin (cyclogenese, tropische-stormstatus, orkaanstatus, majeure-orkaanstatus en de vijfde categorie allemaal bereikt in het eigen bassin). De laatste orkaan die in het bassin van de centrale Grote Oceaan de vijfde categorie bereikte, was orkaan John in 1994 en zoals zijn naam verraadt, kwam hij - zoals alle andere vijfde-categorieorkanen voor Ioke - oorspronkelijk uit een ander bassin. Daarna maakte zij op 25 en 26 augustus een oogrokvervangingscyclus door, waardoor zij tijdelijk tot de vierde categorie verzwakte. Toen zij de cyclus had voltooid, koelde haar cirrusbewolking opnieuw af tot -72°C à -75°C en promoveerde zij twaalf uur later op 26 augustus nogmaals naar de vijfde categorie met een iets lagere druk: 920 mbar.
De rug van hoge druk aan haar noordflank breidde zich nog verder westwaarts uit, zodat Ioke op 27 augustus bijdraaide naar het westzuidwesten. Enkele uren later die dag bereikte Ioke de datumgrens, waar zij haar titel orkaan aflegde en verderging als tyfoon Ioke. Ioke maakte vanaf dat moment deel uit van het tyfoonseizoen van de Grote Oceaan 2006. Na haar oversteek van de datumgrens zakte zij naar de vierde categorie, maar bereikte op 29 augustus opnieuw de vijfde categorie. Op 31 augustus passeerde Ioke rakelings ten noordoosten van Wake-eiland. Daarna verzwakte Ioke gestaag boven koeler wordend water. Op 3 september naderde een trog van lage druk op grote hoogte vanuit het westen en stuwde Ioke in een noordwestelijke richting. Bovendien begon Ioke schering te ondervinden door de trog. Op 4 september begon Ioke, terwijl zij Japan naderde, steeds meer naar het noorden en later naar het noordoosten bij te draaien.
Zij koerste noordoostwaarts ruim ten oosten van de Japanse kust boven steeds koeler water en degradeerde op 5 september tot zware tropische storm. Op dat moment begon zij echter haar tropische kenmerken te verliezen ten noordoosten van Japan en 12 uur later staakte het Joint Typhoon Warning Center zijn observaties van Ioke. Later degradeerde op 6 september het Japans Meteorologisch Instituut Ioke tot zware tropische storm en verklaarde op 7 september, dat Ioke een extratropische storm was geworden.

### Tyfoon Shanshan, 14-W (Luis)

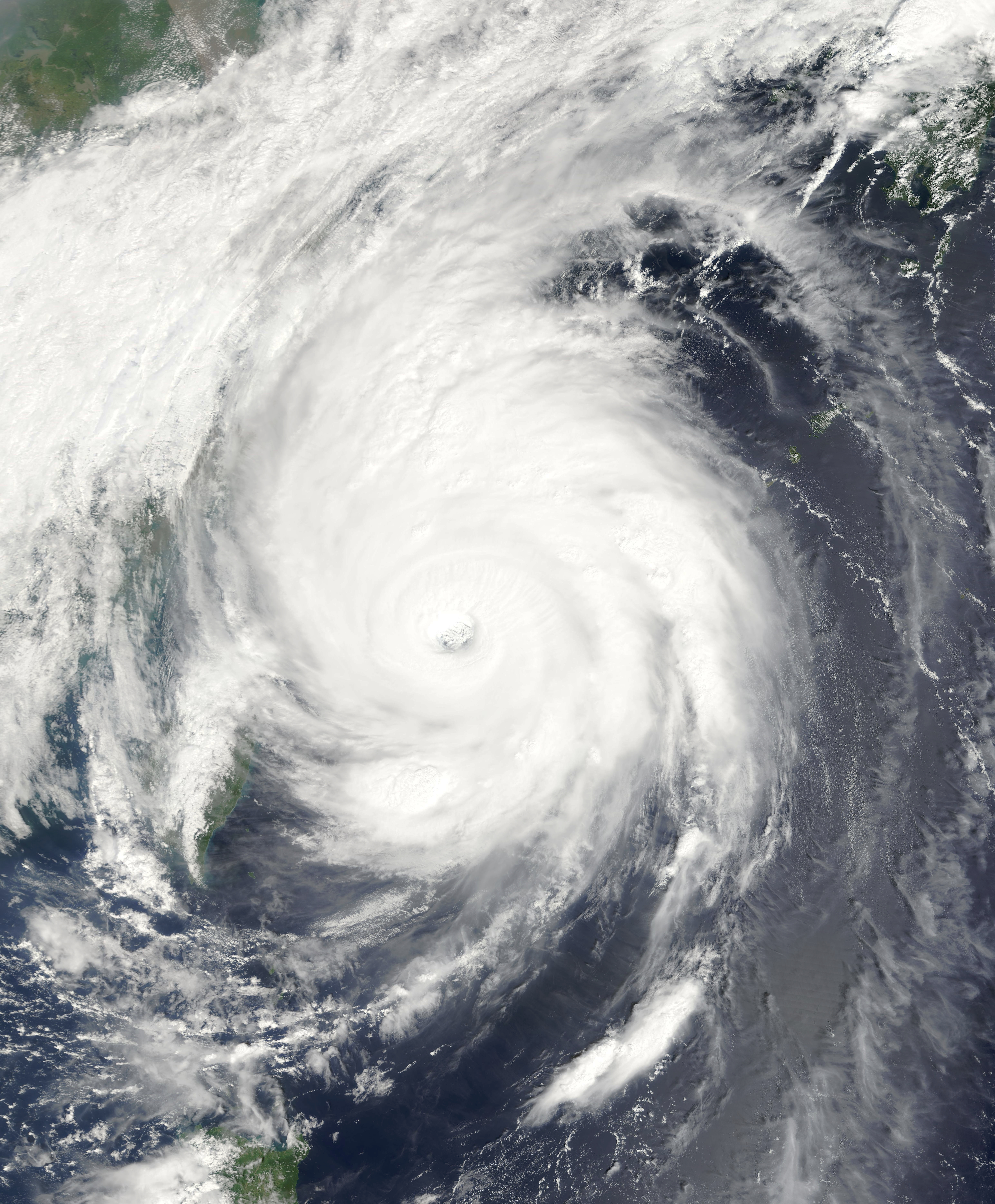
Shanshan met windsnelheden tot 185 km/uur (10 min) en windstoten tot 269 km/uur, op 16 september na haar passage over de Yaeyamaeilanden, hier ten zuiden van het oog op de satellietfoto te zien.

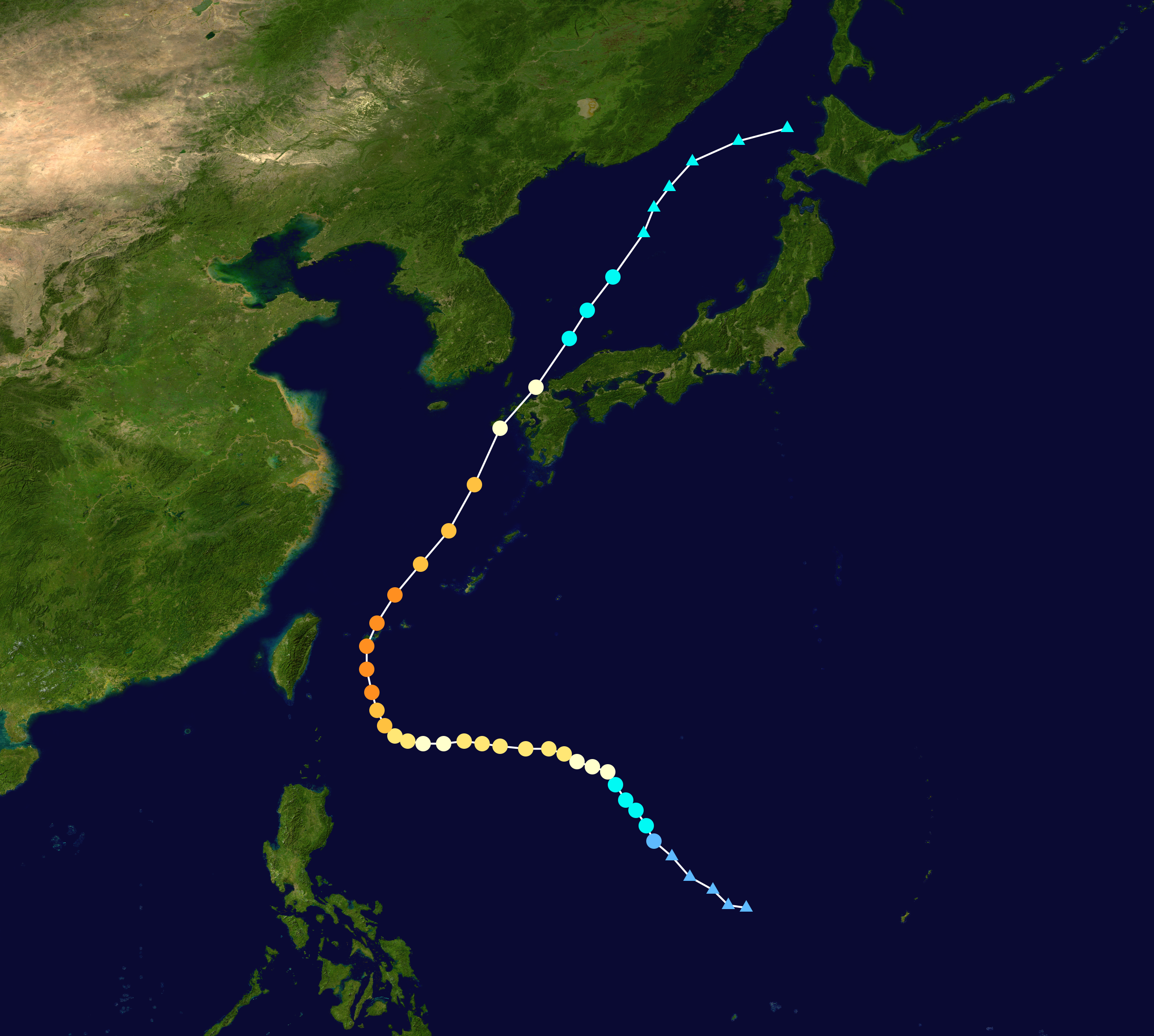
Shanshans parcours.

Op 9 september identificeerde het Waarnemingscentrum van Hongkong de tropische depressie als eerste op 460 km ten noorden van het eiland Yap. Het JTWC volgde dezelfde dag en het Japans Meteorologisch Instituut op 10 september. Tropische depressie 14-W trok noordwestwaarts. Dezelfde dag doopte het PAGASA het systeem Luis en het JMI promoveerde de tropische depressie tot tropische storm Shanshan. De naam Shanshan is voorgedragen door Hongkong en is een Chinese meisjesnaam. Shanshan nam snel in kracht toe en promoveerde op 11 september tot zware tropische storm. Later die dag promoveerde het JTWC Shanshan tot tyfoon en op 12 september volgde het JMI. Shanshan trok aanvankelijk westwaarts richting Taiwan en fluctueerde in intensiteit.
Ten oosten van Taiwan wendde Shanshan zich naar het noorden en nam in kracht toe. Op 16 september trok Shashan op haar hoogtepunt met windsnelheden tot 185 km/uur (10 min) of 222 km/uur (1 minuut) over de Yaeyamaeilanden. Op 17 september landde Shanshan op Kyushu en begon haar tropische kenmerken te verliezen. Daarop staakte het JTWC zijn adviezen. Het JMI echter bleef Shanshan volgen totdat zij haar transitie tot extratropische storm had voltooid. Op 18 september degradeerde tyfoon Shanshan tot zware tropische storm. Op 19 september had Shanshan haar tropische kenmerken volledig verloren en staakte ook het JMI het volgen van de cycloon. Shanshan eiste negen mensenlevens, voornamelijk op het eiland Kyushu. Een windhoos, waarmee Shanshan gepaard ging, deed een trein ontsporen bij Nobeoka, Miyazaki, waarbij wonderwel geen slachtoffers vielen.

### Tropische depressie 15-W

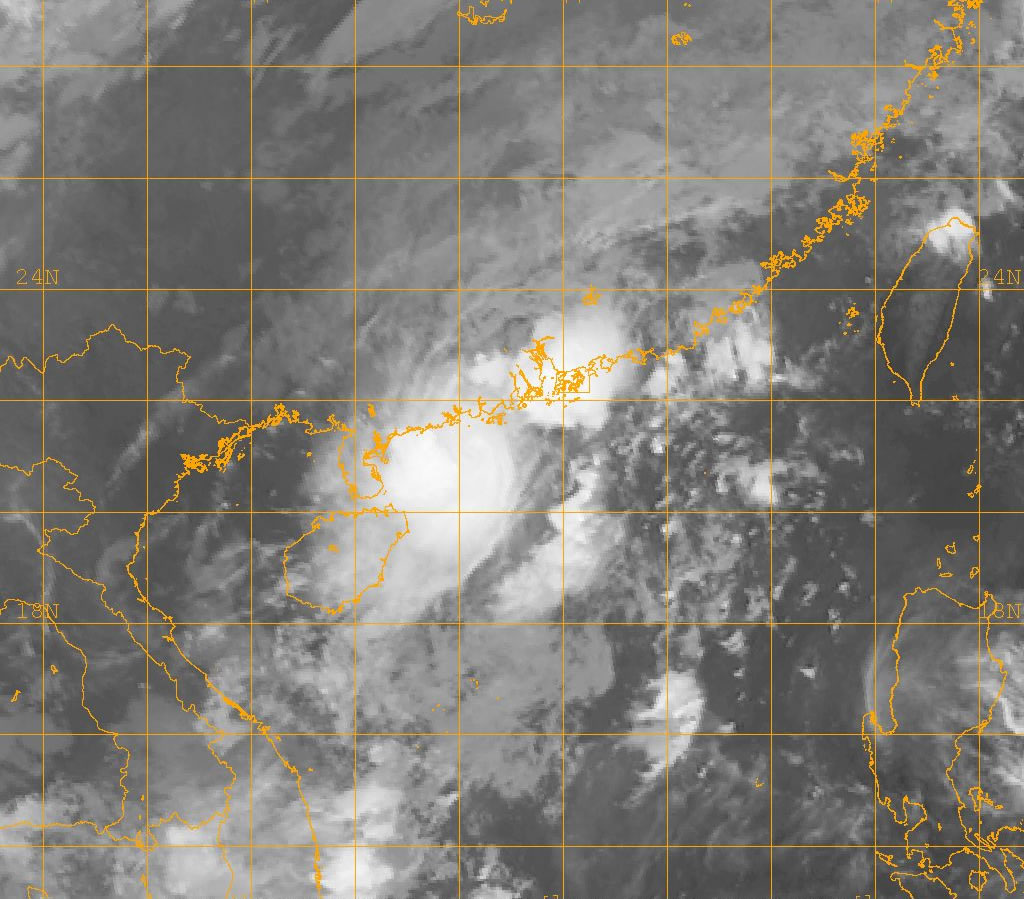
Tropische depressie 15-W voor de Kantonese kust op 13 september.

Op 12 september ontwaarde het Waarnemingscentrum van Hongkong (WHK) een tropische depressie boven de Zuid-Chinese Zee op 360 km ten oostnoordoosten van Xisha. De tropische depressie trok westnoordwestwaarts en werd later die dag door het Joint Typhoon Warning Center en het JMI erkend. Op 13 september nam de tropische depressie iets in kracht toe, tot haar hoogtepunt nmet windsnelheden tot 56 km/uur en een minimale druk van 1004 mbar, voordat zij landde op de Kantonese kust. Boven China loste tropische depressie 15-W snel op.

### Tyfoon Yagi, Super-tyfoon 16-W

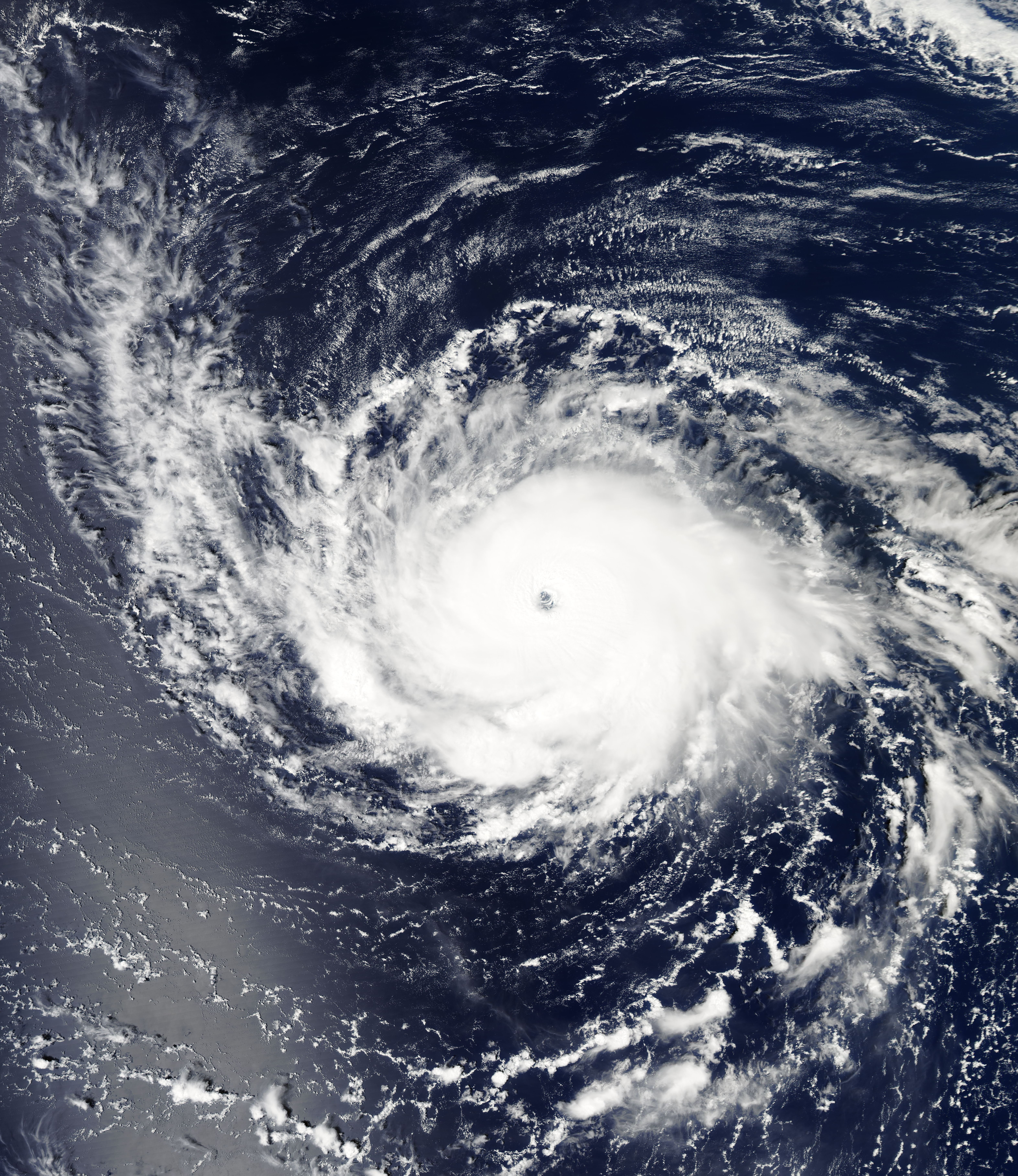
Yagi op 20 september met windsnelheden tot 213 km/uur, vlak voordat hij promoveerde tot super-tyfoon.

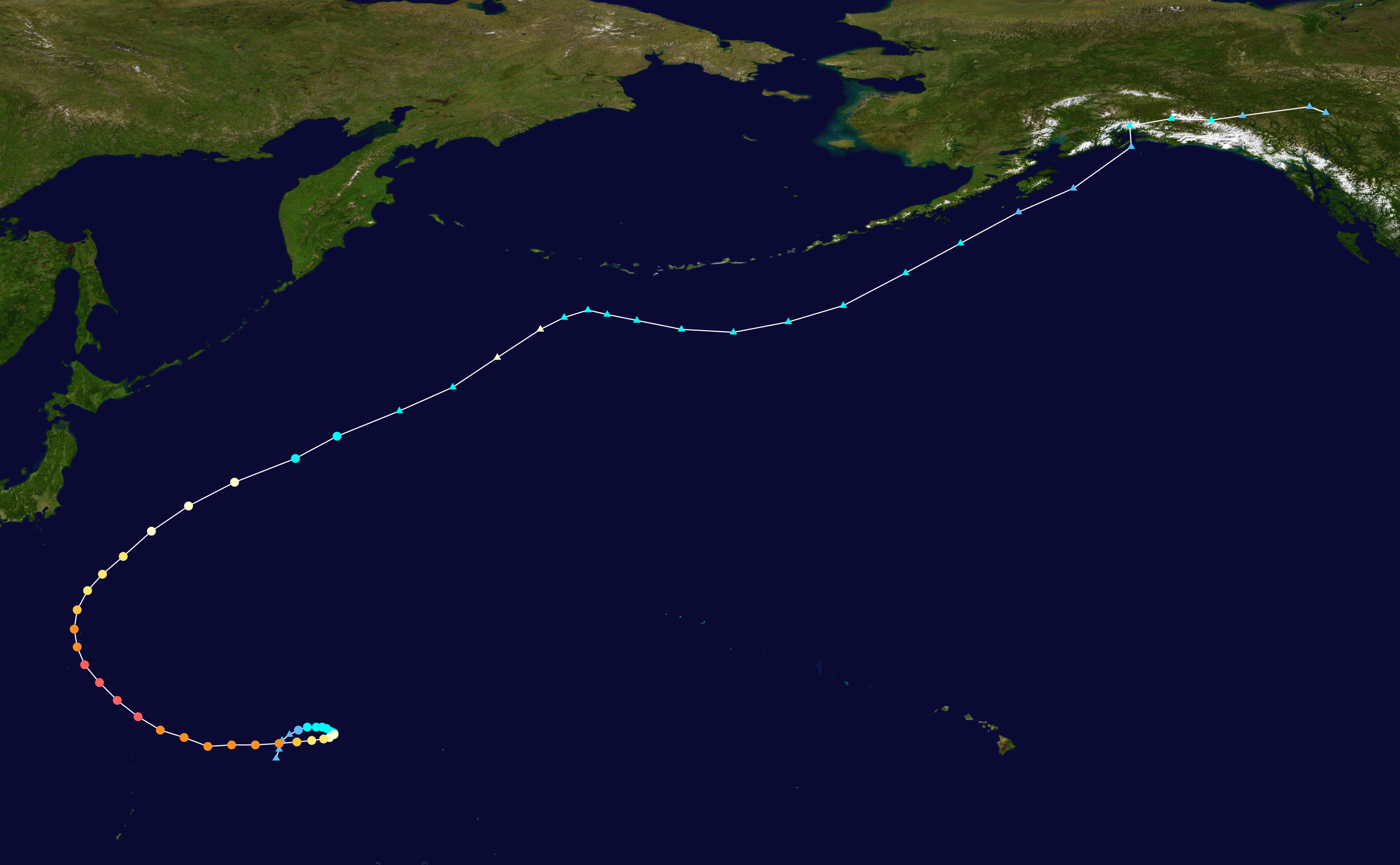
De koers van Yagi.

Vanaf 13 september dreef een storing ten noorden van Chuuk in Micronesia langzaam noordwaarts en het systeem begon zich langzaam beter te organiseren. Op 17 september promoveerden zowel het JTWC als het JMI de storing tot tropische depressie 16-W. Enkele uren later wakkerde tropische depressie 16-W aan tot tropische storm Yagi. Yagi dreef doelloos boven het westelijk deel van de Grote Oceaan. De naam Yagi is Japans en betekent steenbok. Op 18 september promoveerde Yagi tot zware tropische storm en het JTWC promoveerde Yagi die dag tot tyfoon en het JMI volgde een dag later. Yegi begon daarna westwaarts te trekken en versnelde weldra. Ook won Yagi behoorlijk in kracht, draaide bij naar het noordwesten en promoveerde op 21 september tot super-tyfoon en bereikte vervolgens de vijfde-categorie. Yagi is na Ioke en Saomai de derde super-tyfoon van het seizoen en de derde tyfoon, die de vijfde categorie bereikt. Yagi nam de volgende dag in kracht af en degradeerde op 22 september tot tyfoon. Op 23 september begon Yagi zijn transformatie tot extra-tropische cycloon en het JTWC staakte zijn waarschuwingen ten aanzien van Yagi op 24 september. Daarna wendde Yagi zich versneld naar het noordoosten en voltooide zijn transformatie tot extra-tropische cycloon ten zuiden van de westelijke Aleoeten op 25 september.

### Tropische storm 17-W (JTWC)

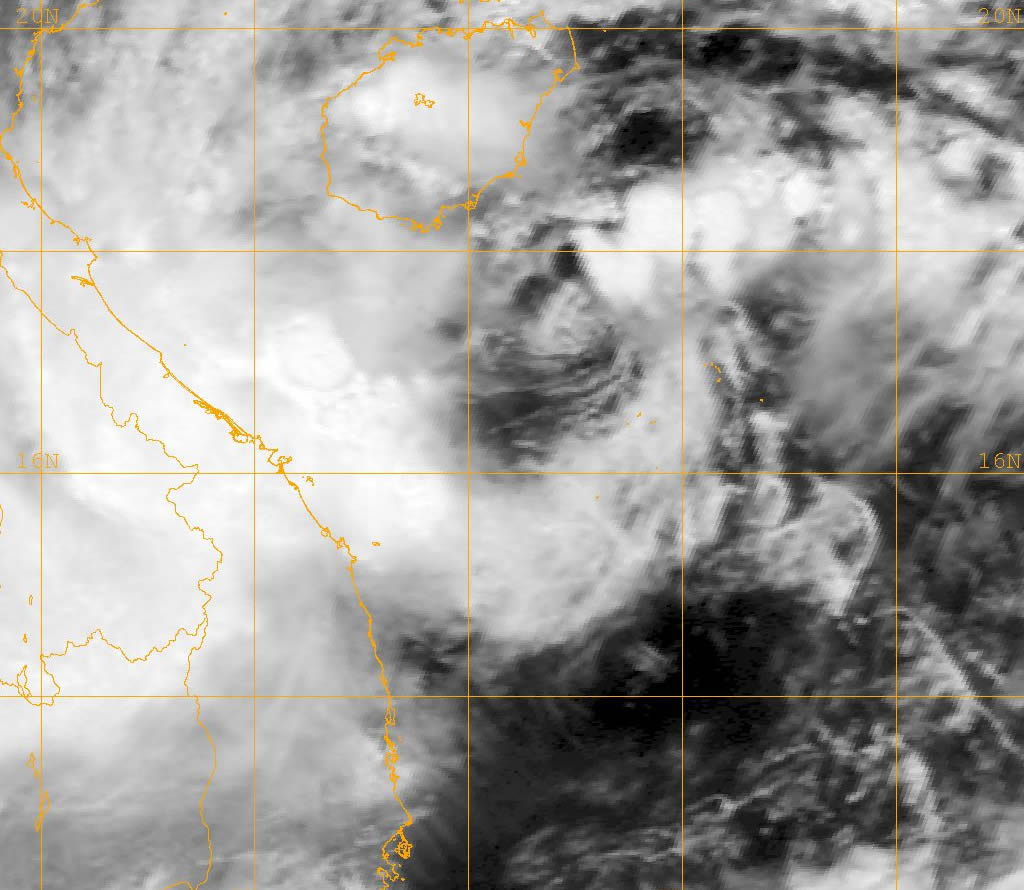
Tropische storm 17-W op zijn hoogtepunt als zwakke tropische storm met windsnelheden tot 65 km/uur voor de kust van Vietnam.

Op 22 september ontwaarde het waarnemingscentrum van Hongkong en het Chinees meteorologisch instituut een tropische depressie in de Zuid-Chinese Zee. De tropische depressie trok westwaarts en organiseerde zich beter. Op 23 september erkende het JTWC de tropische depressie als 17-W en promoveerde haar de volgende dag korte tijd tot tropische storm. Daarna degradeerde de westwaarts trekkende tropische storm 17-w tot tropische depressie, als gevolg van behoorlijke schering. Het Chinees Meteorologisch Instituut echter hield het op een tropische storm tot aan de landing. Op 25 september landde tropische depressie 17-W ten zuiden van Hainan in Vietnam. Tropische storm 17-W veroorzaakte veel regen in het gebied tot 143 mm. Het JMI heeft tropische storm 17-W nooit erkend; tropische storm 17-W was de dertiende tropische storm die wél door het JTWC en niet door het JMI werd erkend, in de zes jaar, dat de huidige conventies omtrent classificering en nomenclatuur van kracht zijn.

### Tyfoon Xangsane, 18-W (Milenyo)

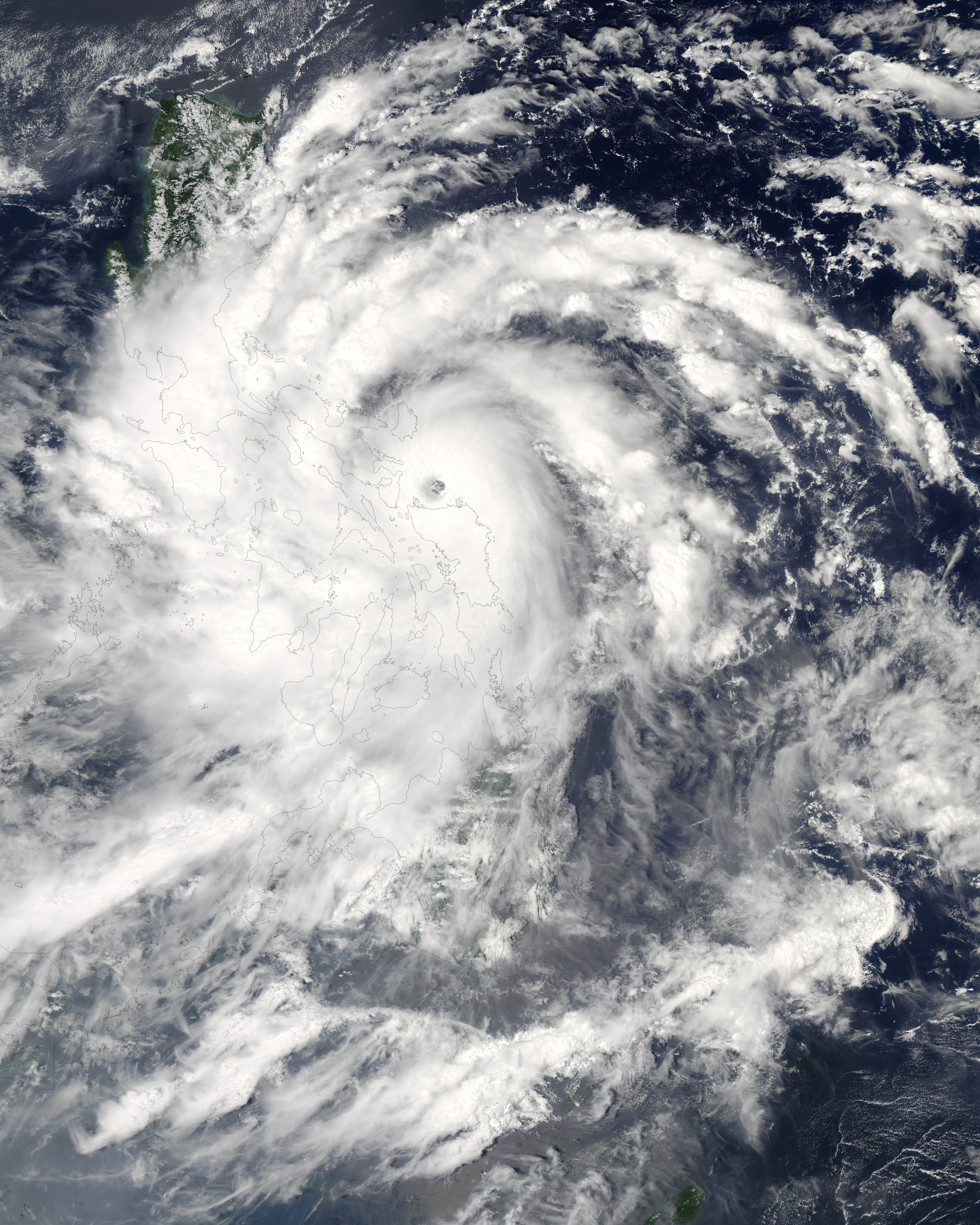
Tyfoon Xangsane op 27 september, vlak voordat Xangsane aan land ging in de Filipijnen.

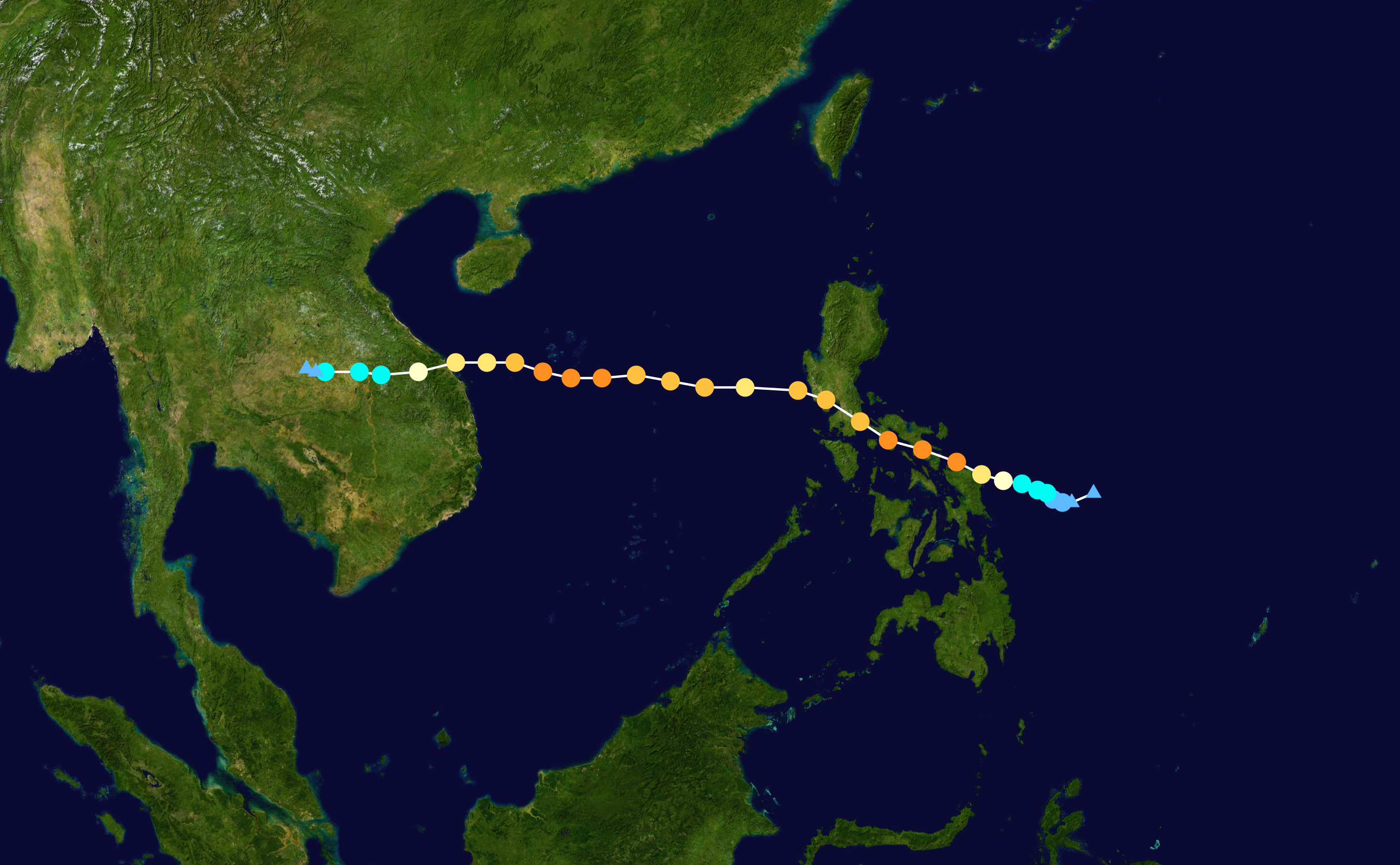
Xangsane trok door Zuidoost-Azië.

Op 25 september promoveerde het PAGASA een lagedrukgebied ten westen van de Filipijnen tot tropische depressie Milenyo. Het JTWC volgde spoedig en noemde het systeem tropische depressie 18-W. Milenyo/18-W nam in kracht toe en promoveerde tot tropische storm, dat zowel door het JTWC als het JMI op 26 september werd erkend. Van het JMI kreeg de tropische storm de naam Xangsane mee, dat door Laos is voorgedragen, en olifant betekent. Dezelfde dag nog promoveerde het JMI Xangsane tot zware tropische storm en het JTWC promoveerde Xangsane tot tyfoon. Later volgden het JMI en het PAGASA. Xangsane nam snel in kracht toe en bereikte de vierde categorie en landde op het eiland Samar op 27 september. Xangsane liet veel regen achter op de Filipijnen. Xangsane eiste 103 mensenlevens in de Filipijnen en legde veerdiensten in de archipel plat, waardoor 3500 reizigers strandden. In Manilla en omgevingen werden scholen en overheidsgebouwen gesloten. Daarna trok Xaangsane verder westwaarts en landde op 1 oktober nabij Hué in Vietnam als tyfoon. Boven land verzwakte Xangsane tot zware tropische storm. In Vietnam vielen ten minste 16 slachtoffers. Op 2 oktober degradeerde Xangsane tot tropische depressie boven Laos.

### Tropische storm Bebinca, 19-W (Neneng)

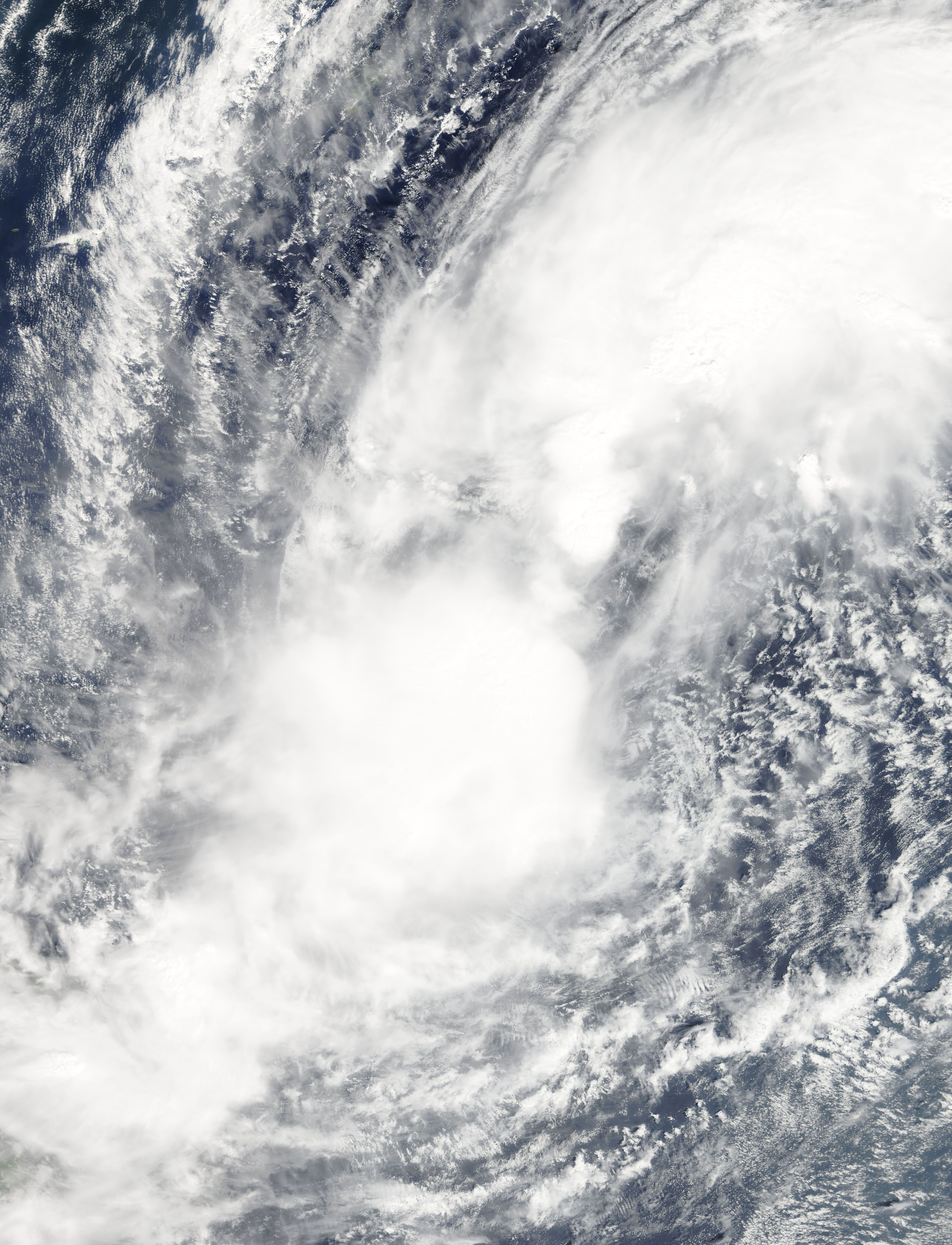
Tropische storm Bebinca op 4 oktober.

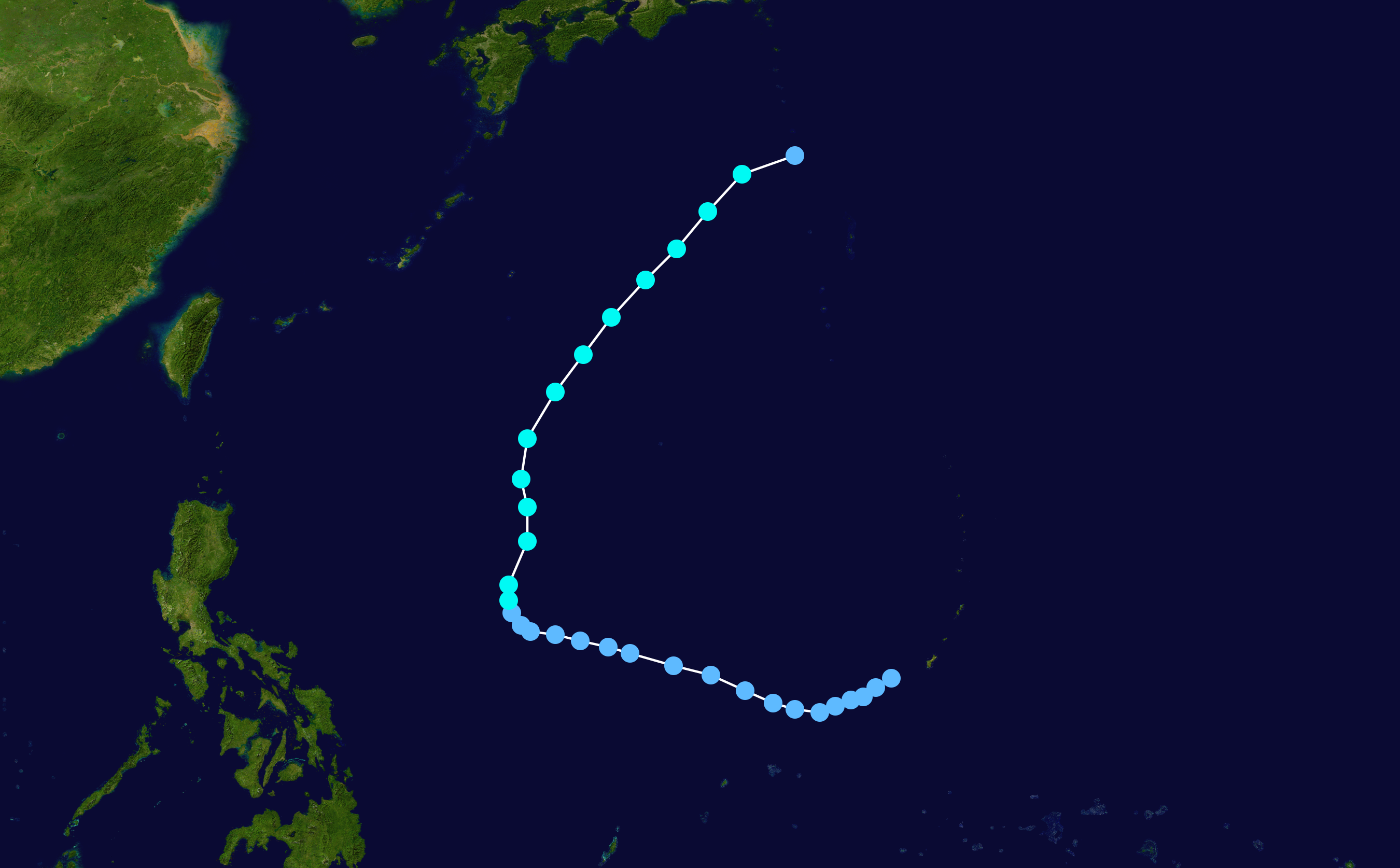
Bebincas pad.

Op 1 oktober ontwikkelde tropische depressie 19-W zich uit een lagedrukgebied net ten oosten van de Filipijnen. De tropische depressie werd erkend door het JTWC en het JMI. Het PAGASA promoveerde tropische depressie 19-W tot tropische storm Neneng. De volgende dag volgden het JTWC en het JMI en promoveerden het systeem tot tropische storm Bebinca. Bebinca is de naam van een pudding op basis van melk uit Macau. Op 4 en 5 oktober degradeerde het JTWC Bebinca tot tropische depressie, toen zij te maken kreeg met schering en droge luchtmassa's. Op 6 oktober verklaarden het JMI en het JTWC dat de oplossende tropische depressie Bebinca werd opgenomen door een niet-tropische stormdepressie, die later langs de kust van Honshu trok. Daarbij kwamen 33 mensen om het leven of werden vermist. Op haar hoogtepunt bezat Bebinca windsnelheden tot 74 km/uur en een minimale druk van 982 hPa.

### Tropipische storm Rumbia, 20-W

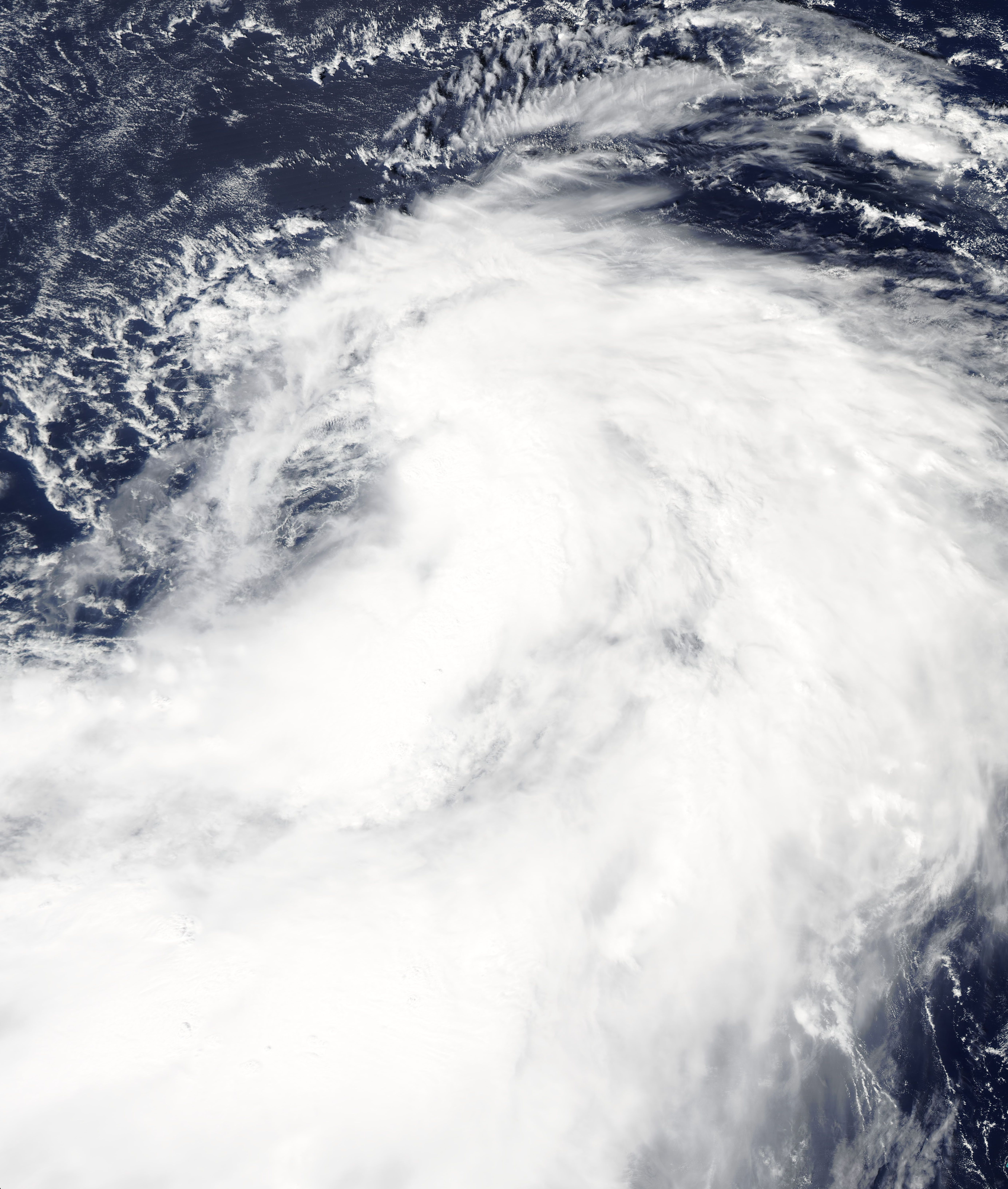
Tropische storm Rumbia op 3 oktober.

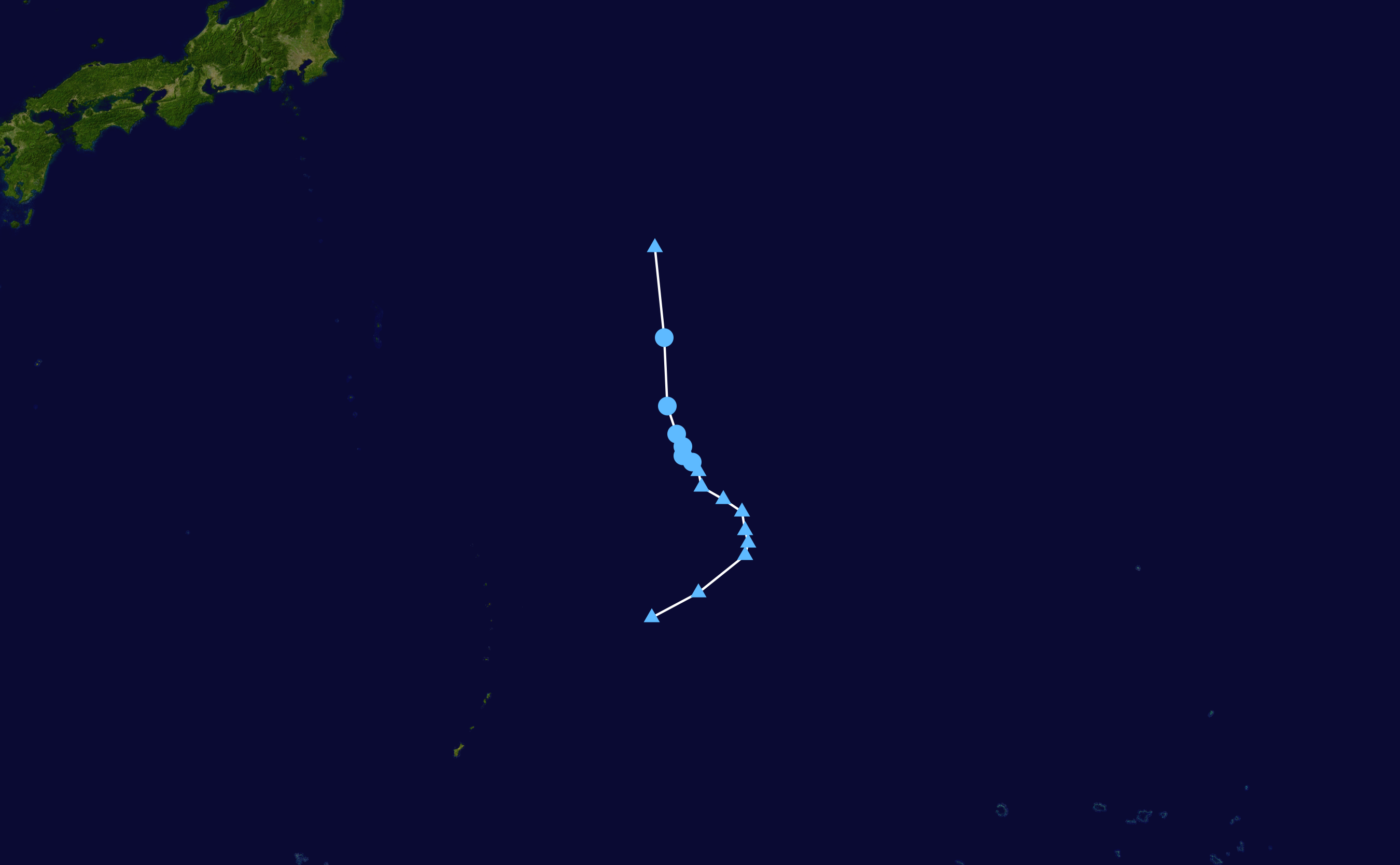
Het parcours van Rumbia.

Op 3 oktober verscheen er een tropische depressie ten zuiden van het eiland Minami Torishima. Boven warm zeewater won het systeem dermate aan kracht, dat het JMI het promoveerde tot tropische storm Rumbia, een naam van een soort sagopalm, voorgedragen door Maleisië. Het JTWC hat Rumbia op dat moment echter nog niet eens erkend als tropische cycloon. Pas de volgende dag erkende het JTWC tropische depressie 20-W. Rumbia trok naar het noordwesten en won nog iets aan kracht tot een maximum van 83 km/uur en een minimale druk van 985 hPa. Echter op 6 oktober ging Rumbia ten onder aan schering, het JTWC staakte zijn beschouwingen en waarschuwingen ten aanzien van Rumbia en later die dag deed het JMI hetzelfde. De overblijfselen van Rumbia werden door hetzelfde niet-tropische lagedrukgebied opgenomen, dat ook de resten van Bebinca had opgenomen.

### Tyfoon Soulik, 21-W

Tyfoon Soulik op 14 oktober. Bij het oog is het eiland Iwo Jima zichtbaar.

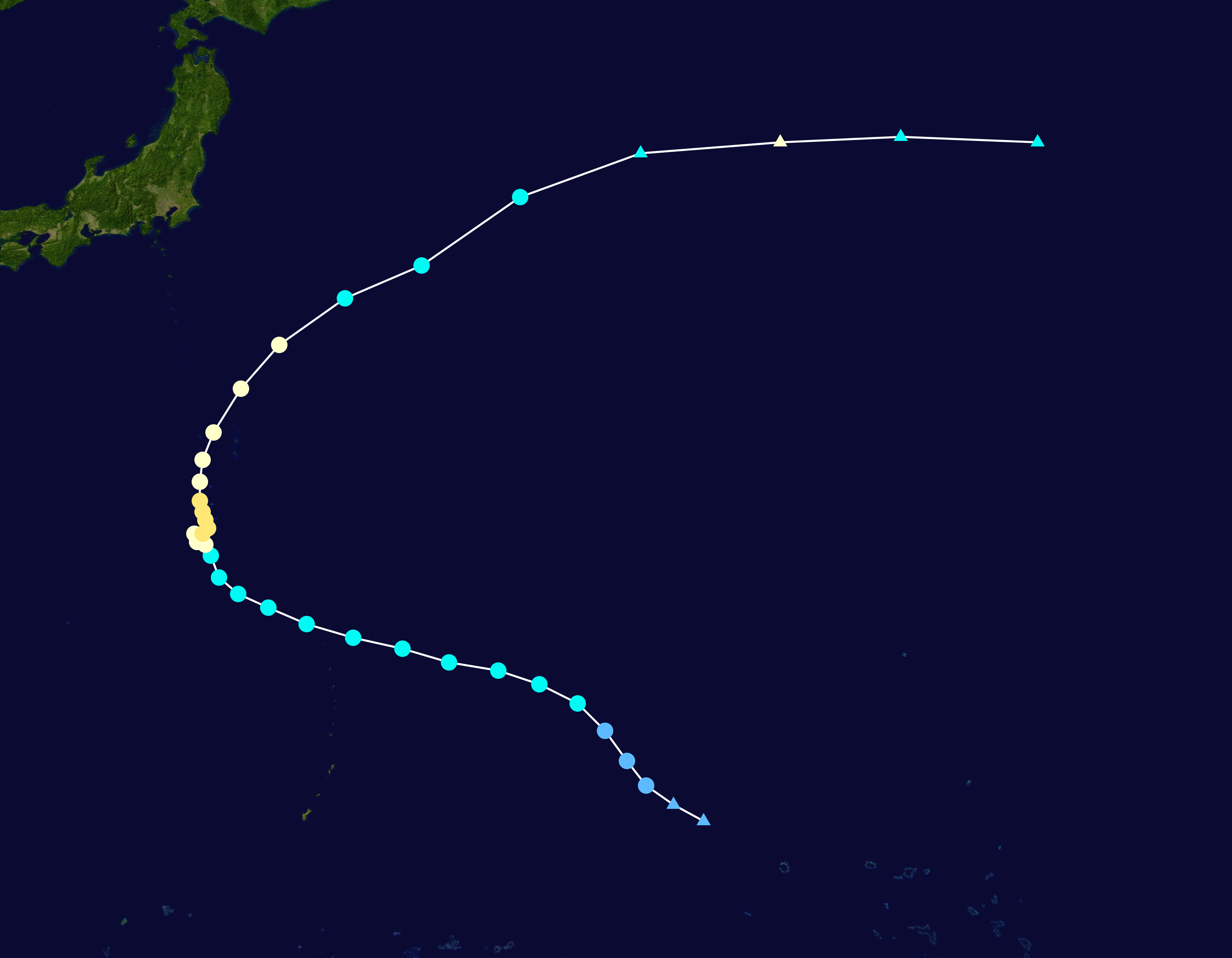
Koers van Soulik.

Op 9 oktober ontwikkelde zich in een lagedrukgebied in de Stille Oceaan een spiraalvorminge band van diepe convectie en een gesloten circulatie. Het JTWC promoveerde het systeem tot tropische depressie 21-W en later die dag tot tropische storm 21-W. Het JMI volgde nog dezelfde dag en promoveerde de depressie tot tropische storm Soulik. De naam Soulik is voorgedragen door Micronesia en is een titel voor een opperhoofd van het eiland Pohnpei. Soulik trok noordwestwaarts en won verder aan kracht. De volgende dag promoveerde Soulik tot zware tropische storm. Soulik was intussen meer naar het westen gedraaid en wendde later weer naar het noordnoordwesten, terwijl zijn koerssnelheid terugliep tot bijna stationair, toen hij op 12 oktober tot tyfoon promoveerde. Op 13 oktober bereikte hij zijn hoogtepunt met windsnelheden tot 139 km/uur en een minimale druk van 955 hPa, terwijl hij stationair lag boven Iwo Jima. Daarna wendde Soulik naar het noordwesten en versnelde zijn koerssnelheid, terwijl hij verzwakte en transformeerde tot extra-tropische storm.

### Tropische depressie Ompomg (PAGASA)

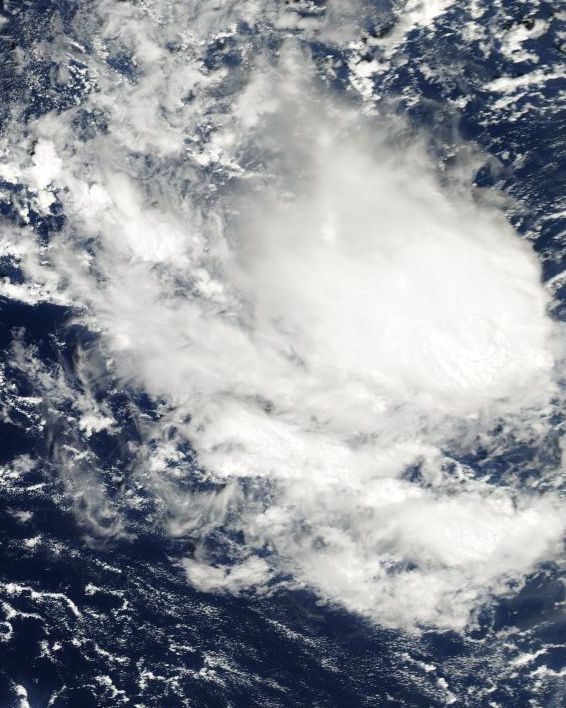
Tropische depressie Ompong.

Op 12 oktober promoveerde het PAGASA een tropische onweersstoring, die ten oosten van de Filipijnen meanderde tot tropische depressie Ompong. Ompong trok langzaam westwaarts en had te kampen met sterke schering, die van tyfoon Soulik uitging. Hierdoor degenereerde Ompong de volgende dag, op 13 oktober tot resterend lagedrukgebied.

### Tyfoon Cimaron, Super-tyfoon 22-W (Paeng)

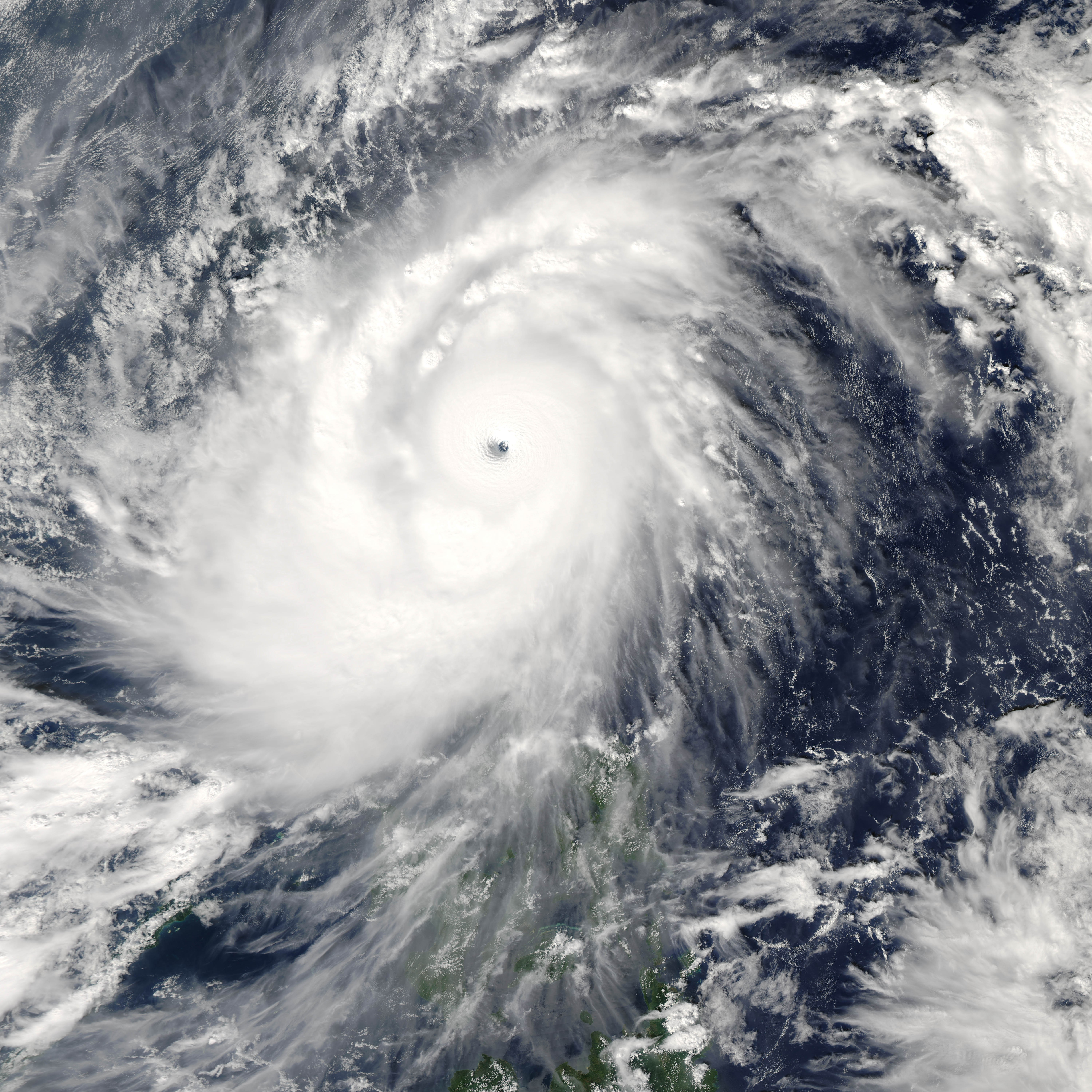
Super-tyfoon Cimaron ten oosten van Luzon op zijn hoogtepunt op 29 oktober met windsnelheden tot 194 km/uur en een minimale druk van 910 hPa.

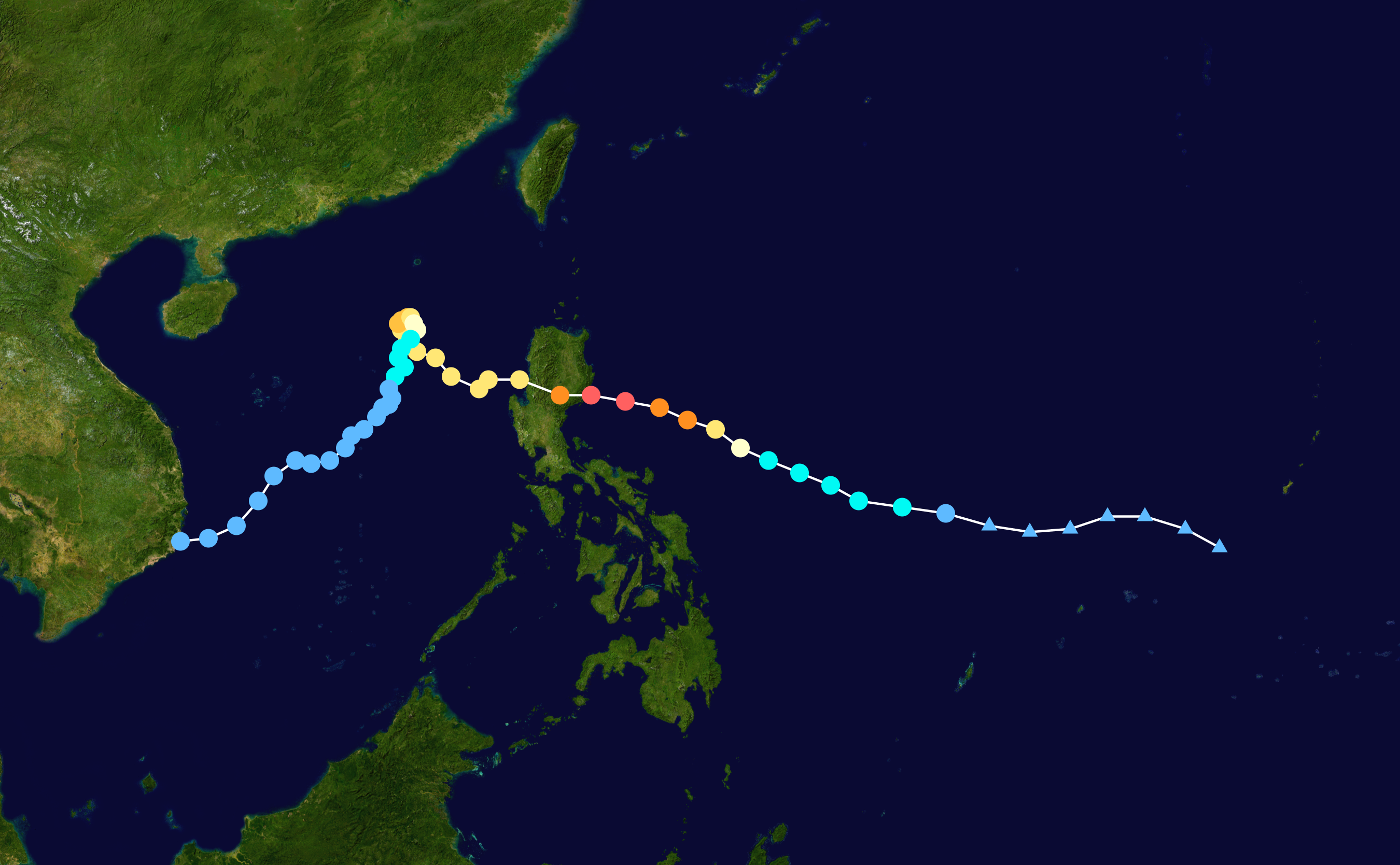
Het tracé van Cimaron.

Op 24 oktober ontstond er een storing ten noordwesten van de Chuukarchipel, die westnoordwestwaarts dreef. De dagen daarna geraakte de storing beter georganiseerd en op 26 oktober promoveerde het JTWC de storing tot tropische depressie 22-W. Tropische depressie 22-W won verder aan kracht en promoveerde op 27 oktober tot tropische storm 22-W en even later kreeg de tropische cycloon de naam Cimaron van het JMI. Cimaron is een Filipijns woord voor een soort wilde os. Cimaron won verder in kracht en promoveerde nog dezelfde dag, 27 oktober tot zware tropische storm. Op 28 oktober promoveerden zowel het JTWC als het JMI Cimaron tot tyfoon. Daarna maakte Cimaron een spectaculaire ontwikkeling door; de volgende 24 uur zakte zijn minimale druk met 65 hPa van 985 hPa naar 920 hPa.
Het JTWC promoveerde op 29 oktober Cimaron tot super-tyfoon met windsnelheden tot 259 km/uur (op basis van 1 minuut), vergelijkbaar met een vijfde-categorieorkaan. Het JMI hield Cimarons maximum op 910 hPa en windsnelheden tot 194 km/uur op basis van doorstaande wind over 10 minuten. Enkele uren later landde Cimaron op Luzon op 29 oktober. Cimaron raasde het eiland over en verzwakte tot het equivalent van een tweede-categorieorkaan. Aanvankelijk draaide Cimaron iets meer bij naar het noordwesten en leek af te stevenen op Hainan, terwijl hij iets in kracht toe nam. Op 1 november bereikt Cimaron zijn tweede maximum, nu als equivalent van een derde-categorieorkaan en leek Hongkong te bedreigen. Cimarons koerssnelheid viel echter terug en hij lag stationair in de Zuid-Chinese Zee. Op 2 November verzwakte Cimaron tot zware tropische storm en door drogere luchtmassa's zette die trend door.
Cimaron zette koers naar Vietnam en landde daar als zwakke tropische depressie. Op 6 november staakte het JMI het volgen van Cimaron. Cimaron eiste ten minste 19 mensenlevens op de Filipijnen. Vijftien mensen zijn nog steeds vermist. Negentig procent van de huizen in het gebied waar Cimaron landde, zijn (zwaar) beschadigd. Cimaron veroorzaakte minstens $9 miljoen schade. Het Zweedse Swedish International Development Cooperation Agency doneerde SEK 2,5 miljoen aan noodhulp.

### Tyfoon Chebi, 23-W (Queenie)

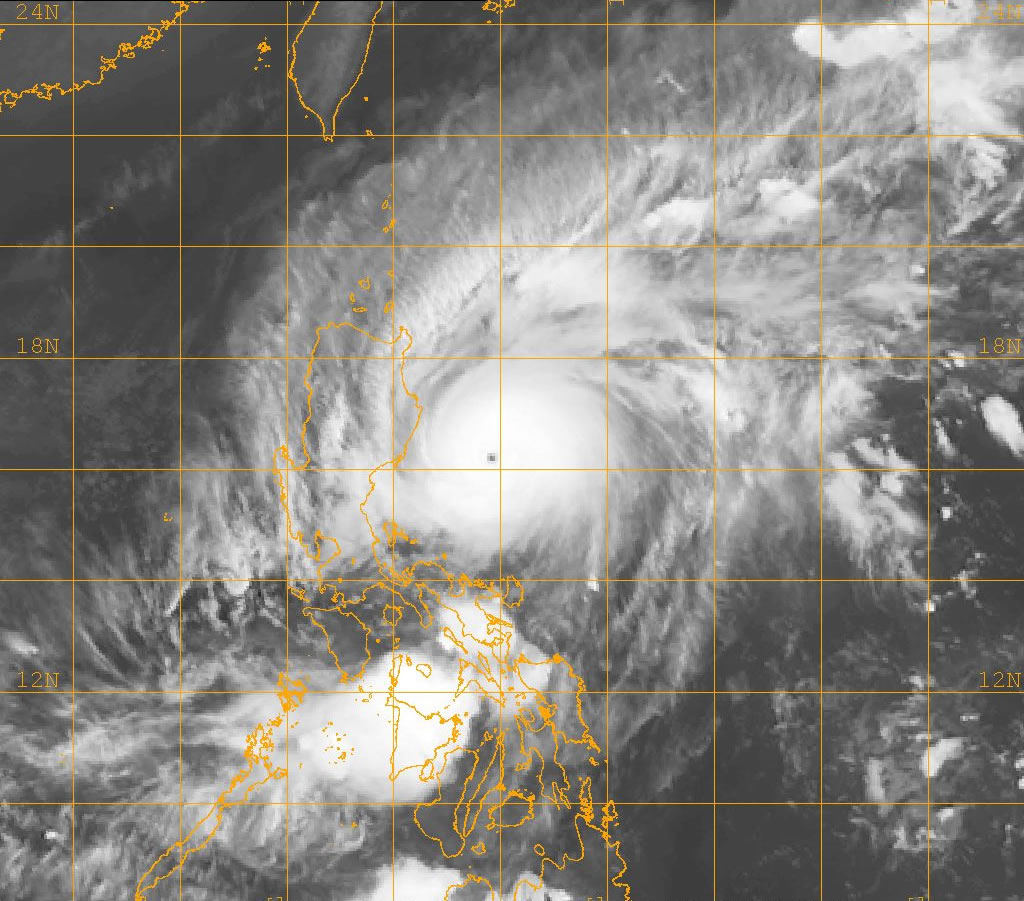
Tyfoon Chebi op zijn hoogtepunt op 10 november ten oosten van Luzon met windsnelheden van 194 km/uur en een minimale druk van 925 hPa.

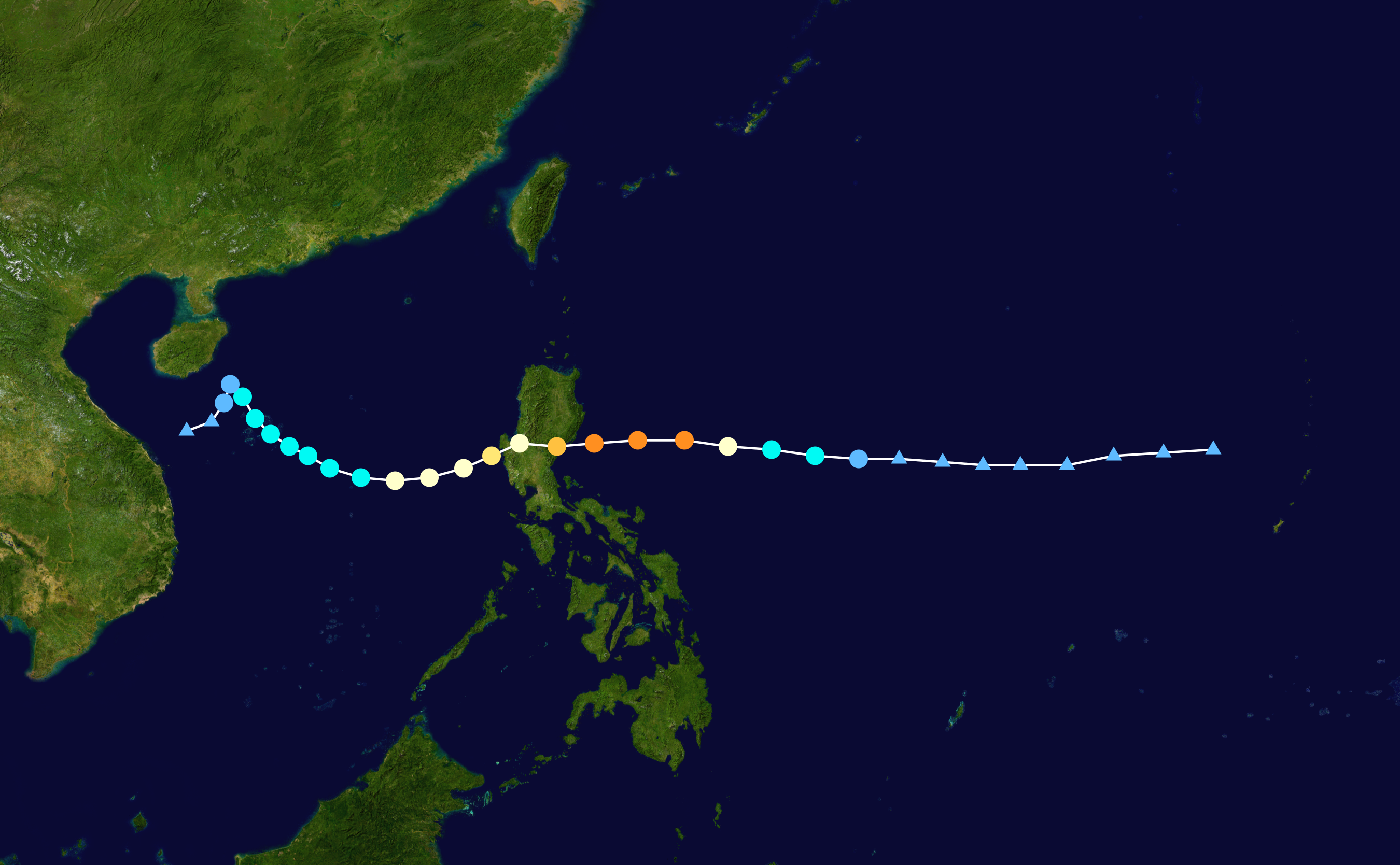
Chebis koers

Op 31 oktober ontstond er een storing ten oosten van de Marianen, die gedurende de week die volgde, een westnoordwestelijke koers vervolgde, zonder tot verdere ontwikkeling te komen. Voorlopig werd verdere ontwikkeling onderdrukt door een ongunstige omgeving. Op 6 november geraakte het systeem in gunstigere omstandigheden en op 8 november promoveerden het JMI het tot tropische depressie. Ook het PAGASA had de tropische depressie die dag ontwaard en noemde haar Queenie. Op 9 november erkende het JTWC het systeem als tropische depressie 23-W en later die dag promoveerden het JTWC, het JMI en het PAGASA tropische depressie 23-W/Queenie tot tropische storm. Van het JMI kreeg de tropische storm de naam Chebi mee, een naam die is voorgedragen door Zuid-Korea en zwaluw betekent. Chebi zette zijn westelijke koers voort en promoveerde op 10 november tot zware tropische storm. Chebi dreigde een soortgelijke koers te gaan volgen als Cimaron. Ook maakte Chebi, toen hij de Filipijnen naderde een diepe val in minimale druk: zijn luchtdruk daalde in drie uur 40 hPa.
Daardoor promoveerde Chebi tot een tyfoon en bereikte hij spoedig zijn hoogtepunt met windsnelheden tot 194 km/uur (10 minuten) bij een minimale druk van 925 hPa. Gemeten naar doorstande wind over één minuut was Chebi een equivalent van een vierde-categorieorkaan. Voordat Chebi landde, nam hij iets aan kracht af. Op 11 november landde hij in Casiguran (Aurora) en stak vervolgens de Golf van Lingayen over om 8 uur later in de Barangay Lucap in Alaminos te landen. Ook Chebi kreeg boven de Zuid-Chinese Zee met schering en droge luchtmassa's te maken. Op 12 november was Chebi iets naar het noordwesten bijgedraaid en koerste naar Hainan, toen hij degradeerde tot zware tropische storm. Op 13 november verzwakte hij verder tot tropische storm en op 14 november tot tropische depressie. Tropische depressie Chebi wendde toen naar het zuidwesten en loste nog op 14 november voor de Vietnamese kust op.

### Tyfoon Durian, Super-tyfoon 24-W (Reming)

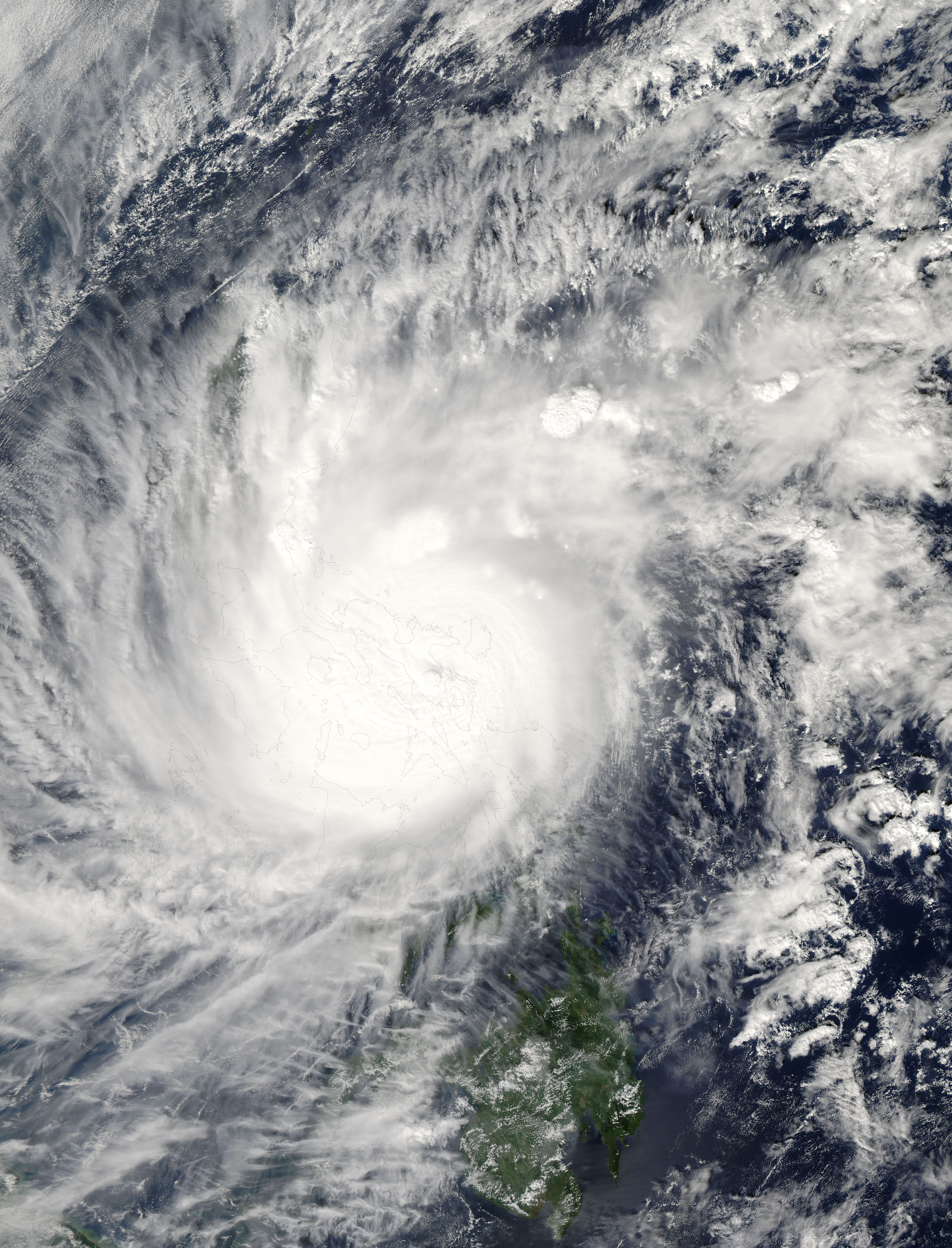
Suoer-tyfoon Durian boven de Filipijnen op 30 november met een opgevuld oog en windsnelheden tot 231 km/uur.

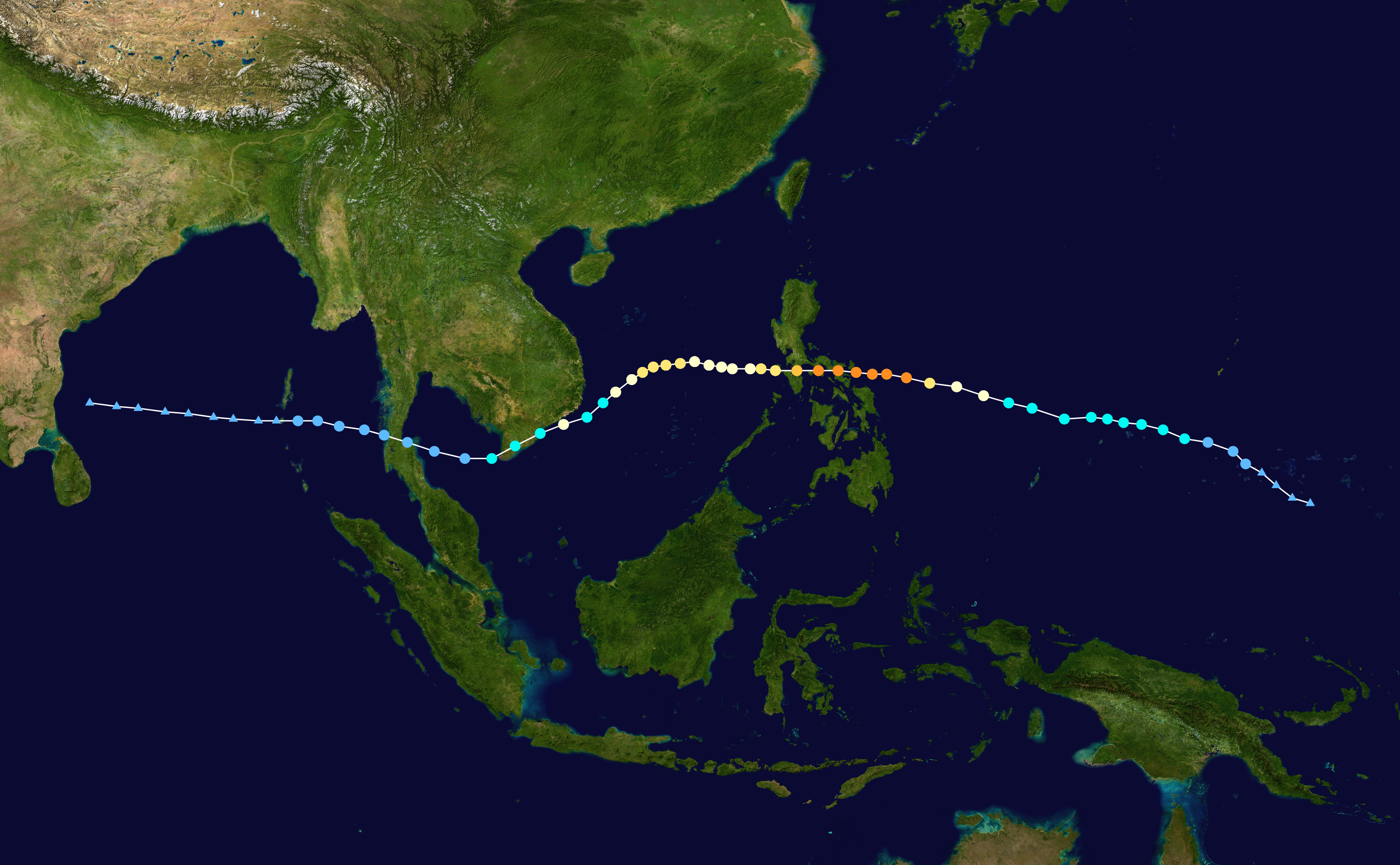
Ook Durian nam een soortgelijke koers aan als Xangsane, Cimaron en Chebi, die allen oostwest over het noorden van de Filipijnen trokken.

Op 24 november ontwikkelde zich een tropische onweersstoring ten zuidoosten van de Chuukarchipel. Aanvankelijk onderdrukte schering de ontwikkeling van het systeem, maar deze werd snel minder. De storing trok westnoordwestwarts richting het eiland Yap in de Carolinen. Op 25 november promoveerden zowel het JMI als het JTWC het systeem tot tropische depressie 24-W. Boven de tropische cycloon lag een hogedrukgebiedje op grote hoogte, dat de uitstoot bespoedigde. Ook het warme zeewater droeg zijn steentje bij en op 26 november promoveerde tropische depressie 24-W tot tropische storm Durian. Durian, Durio zibethinus, in het Nederlands Doerian is een tropische vrucht en fruitboom. De naam werd voorgedragen door Thailand. Durian trok verder westnoordwestwaarts en won gestaag aan kracht. Hij promoveerde op 27 november tot zware tropische storm en koerste de volgende dag het gebied binnen van het PAGASA en het PAGASA doopte de tropische cycloon met de naam Reming. Daarna op 28 november promoveerden het JMI en het JTWC Durian tot tyfoon.
De volgende dag schoot de ontwikkeling van Durian in een stroomversnelling; op 29 november bereikte Durian windsnelheden tot 185 km/uur (10 minuten), of 231 km/uur (1 minuut). Het JTWC kende Durian het T-nummer 6,5 toe, waarmee Durian promoveerde tot super-tyfoon. Het JTWC projecteerde Durians koers direct over Metro Manilla. Voor de derde maal in korte tijd werd de hoogste alarmfase voor het noorden van de Filipijnen afgekondigd. Voordat Durian de Filipijnen had bereikt, onderging hij nog een oogrokvervangingscyclus, waardoor hij tijdelijk in kracht afnam, maar kwam weer op volle sterkte terug na de cyclus met windsnelheden tot 194 km/uur (10 minuten) en een minimale druk van 915 hPa. Het PAGASA verklaarde, dat Durian op 30 november was geland op het zuiden van Catanduanes, hetgeen zowel door het JTWC als het JMI niet erkend werd.
Later die dag landde Durian (opnieuw) in het noordoosten van Albay. Door interactie met land verzwakte Durian iets en was geen super-tyfoon meer. Voordat Durian de Zuid-Chinese Zee bereikte, landde hij nog op het Bondocschiereiland, op de kust van Quezon, op Marinduque en Oriental Mindoro. Boven de Zuid-Chinese Zee kampte Durian aanvankelijk met schering en droge luchtmassa's, waardoor hij tijdelijk verzwakte. Echter, toen Durian Vietnam naderde, reorganiseerde hij zich en nam weer in kracht toe. Op 3 december wendde Durian naar het zuidwesten, richting Nha Trang en Ho Chi Minhstad en begon weer te verzwakken. Op 4 december degradeerde Durian tot zware tropische storm, terwijl hij zuidwestwaarts langs de Vietnamese kust koerste.
Op 5 december promoveerde Durian heel even opnieuw tot tyfoon, voordat hij landde in de provincie Ben Tre. Boven land degradeerde Durian spoedig tot tropische storm en vervolgend tot tropische depressie. Als zwakke tropische depressie trok Durian nog door de Golf van Thailand, over Zuid-Thailand, de Golf van Bengalen in, waar hij verdween. Op de Filipijnen eiste Durian ten minste 720 mensenlevens. De grootste schade werd in Albay aangericht, alwaar van de hellingen van de Mayon een lawine van modder en vulkanische as naar beneden raasde, waardoor vele woningen in Legazpi City door de modderstroom verdwenen. In Vietnam eiste Durian ten minste 81 mensenlevens en werden er 16 vermist.

### Tyfoon Utor, 25-W (Seniang)

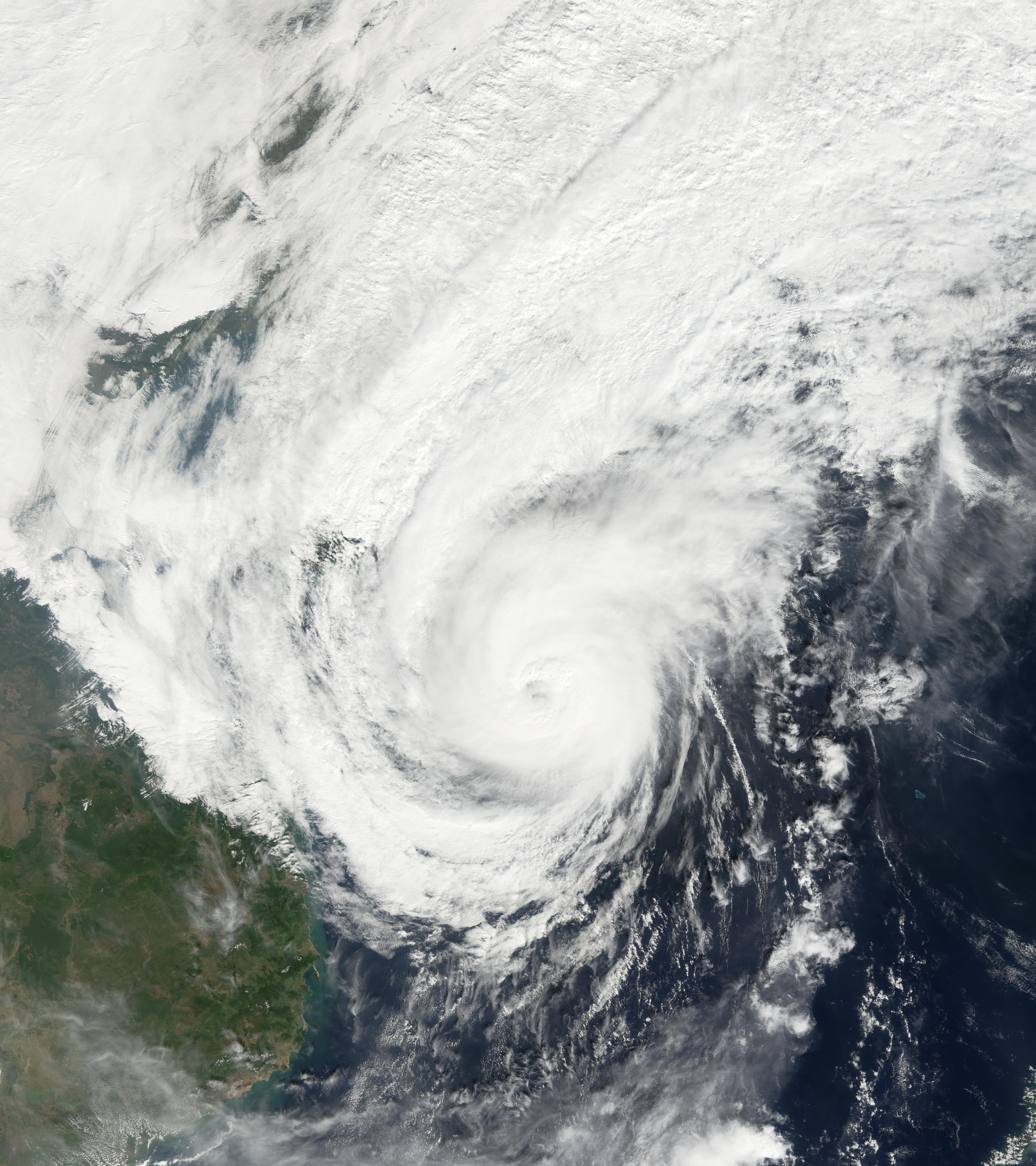
Tyfoon Utor op 13 december boven de Zuid-Chinese Zee.

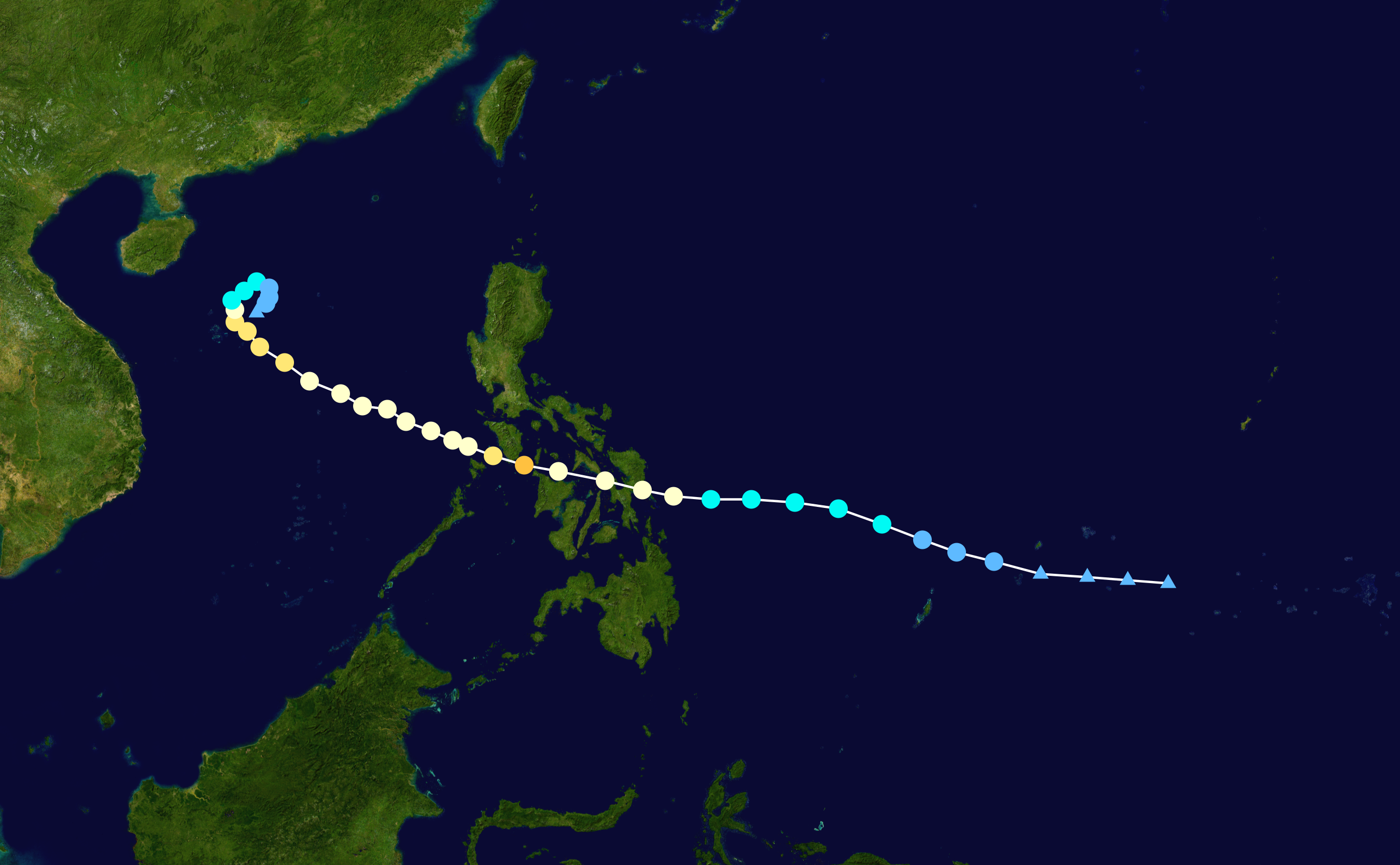
Ook Utor trof de Filipijnen.

Op 2 december ontstond er ten zuidoosten van de Chuukarchipel een storing met convectie, die westwaarts trok. Aanvankelijk zakte de convectie weer in, maar 5 december begon het systeem zich te ontwikkelen, zodat op 7 december het systeem door het JMI en het JTWC werd gepromoveerd tot tropische depressie 25-W, die spoedig daarna Seniang werd gedoopt door het PAGASA. De tropische depressie trok westnoordwestwaarts. Dezelfde dag nog promoveerde tropische depressie 25-W tot tropische storm Utor. De naam Utor is voorgedragen door de Verenigde Staten en betekent buienlijn in het Marshallees. Utor won aan kracht, wendde weer naar het westen en promoveerde op 8 december tot zware tropische storm.
Op 9 december promoveerden het JMI, het JTWC en het PAGASA Utor tot tyfoon, voordat hij die dag landde op de Filipijnen. Utor draaide opnieuw bij naar het westnoordwesten en trok door de Filipijnen. Utor bereikte zijn hoogtepunt met windsnelheden tot 157 km/uur (10 min) en een minimale druk van 945 hPa, voordat hij door een uitloper van lage druk in de Zuid-Chinese Zee naar het noorden afboog en zijn koerssnelheid verloor. Utor geraakte weinig van zijn plaats voor de kust van Hainan, terwijl hij door droge luchtmassa’s verpieterde. Op 13 december degradeerde Utor tot zware tropische storm en later tot tropische storm. De volgende dag was Utor verdwenen. De ASEAN-top en de Oost-Azië top, die van 10 tot 14 december in de Filipijnen zou plaatsvinden moest met een maand worden uitgesteld. Utor eiste dertig mensenlevens en acht mensen werden vermist.

### Tropische storm Trami, tropische depressie 26-W (Tomas)

Trami op 17 december.

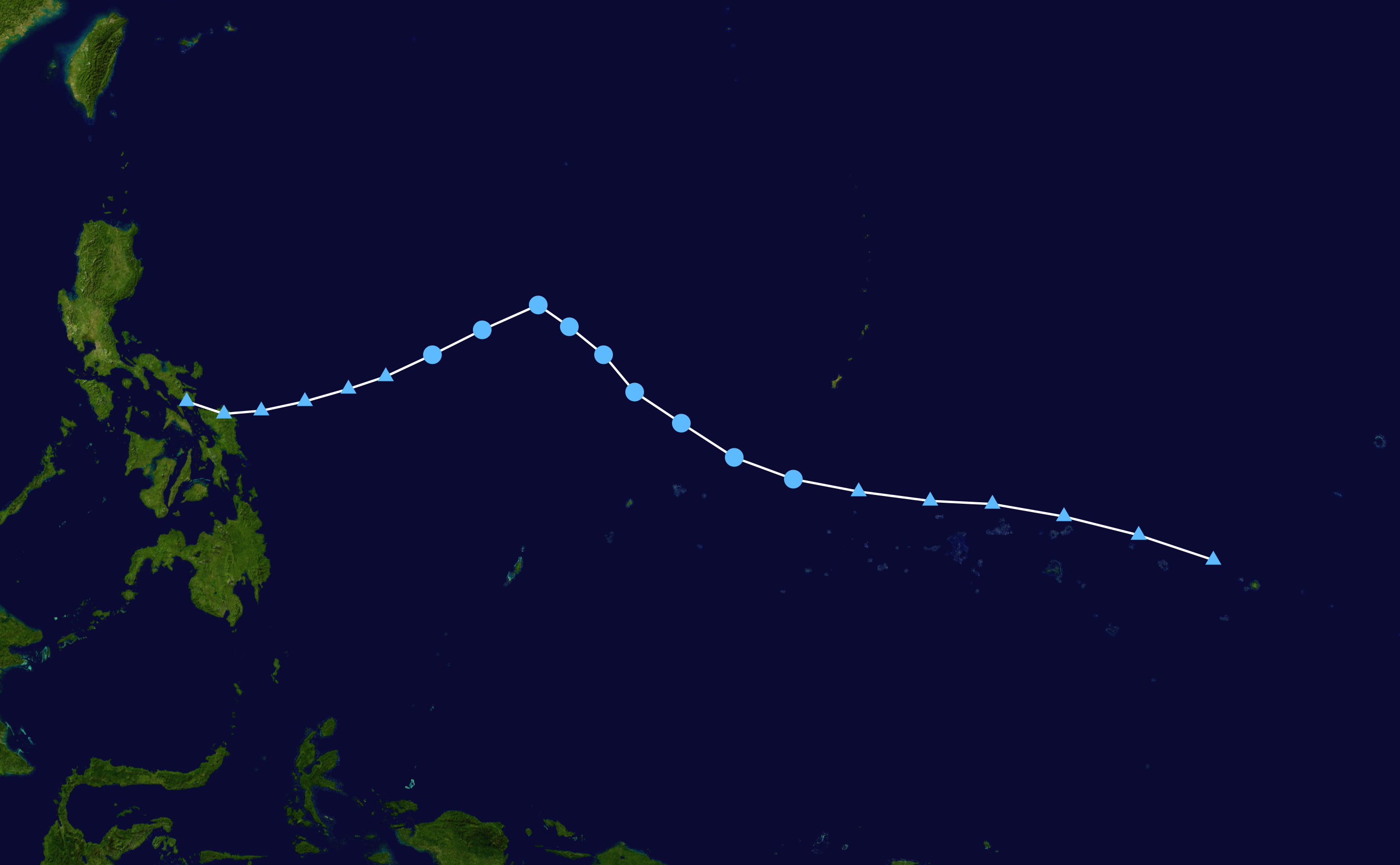
Tramis koers.

Op 16 december ontwaarde het JMI een tropische depressie ten zuidwesten van Guam. Het JTWC erkende depressie 26-W op 17 december en het JMI promoveerde de tropische cycloon tot tropische storm Trami. Trami is door Vietnam voorgedragen en is een soort eglantier. Trami trok westnoordwestwaarts richting de Filipijnen, maar moest vechten tegen de schering, die van een tegemoetkomend koufront uitging. Op 18 december doopte het PAGASA het systeem met de naam Tomas. De volgende dag degradeerde het JMI tropische storm Trami tot tropische depressie, die snel verdween. De tropische-stormstatus is nooit door het JTWC erkend, omdat er geen duidelijk centrum van een gesloten circulatie aangewezen kon worden.

## Namen
Het Japans Meteorologisch Instituut hanteert de volgende lijsten. De lijsten worden continu gebruikt en niet onderbroken door de kalender zoals in de Atlantische Oceaan of de oostelijke Grote Oceaan. Op de lijst heeft ieder land in het Verre Oosten twee namen bijgedragen. De zwartgedrukte namen zijn gebruikt. De volgende naam, die aan de beurt is, is Kong-rey.
| Bijdragend land  | Namen          | Namen     | Namen     | Namen    | Namen    |
| ---------------- | -------------- | --------- | --------- | -------- | -------- |
| Cambodja         | Damrey         | Kong-rey  | Nakri     | Krovanh  | Sarika   |
| China            | Longwang       | Yutu      | Fengshen  | Dujuan   | Haima    |
| Noord-Korea      | Kirogi         | Toraji    | Kalmaegi  | Mujigae  | Meari    |
| Hongkong         | Kai-Tak        | Man-yi    | Fung-wong | Choi-wan | Ma-on    |
| Japan            | Tembin         | Usagi     | Kammuri   | Koppu    | Tokage   |
| Laos             | Bolaven        | Pabuk     | Phanfone  | Ketsana  | Nock-ten |
| Macau            | Chanchu 0601   | Wutip     | Vongfong  | Parma    | Muifa    |
| Maleisië         | Jelawat 0602   | Sepat     | Nuri      | Melor    | Merbok   |
| Micronesia       | Ewiniar 0603   | Fitow     | Sinlaku   | Nepartak | Nanmadol |
| Filipijnen       | Bilis 0604     | Danas     | Hagupit   | Lupit    | Talas    |
| Zuid-Korea       | Kaemi 0605     | Nari      | Changmi   | Sudal    | Noru     |
| Thailand         | Prapiroon 0606 | Wipha     | Mekkhala  | Nida     | Kulap    |
| Verenigde Staten | Maria 0607     | Francisco | Higos     | Omais    | Roke     |
| Vietnam          | Saomai 0608    | Lekima    | Bavi      | Conson   | Sonca    |
| Cambodja         | Bopha 0609     | Krosa     | Maysak    | Chanthu  | Nesat    |
| China            | Wukong 0610    | Haiyan    | Haishen   | Dianmu   | Haitang  |
| Noord-Korea      | Sonamu 0611    | Podul     | Noul      | Mindulle | Nalgae   |
| Hongkong         | Shanshan 0613  | Lingling  | Dolphin   | Lionrock | Banyan   |
| Japan            | Yagi 0614      | Kajiki    | Kujira    | Kompasu  | Washi    |
| Laos             | Xangsane 0615  | Faxai     | Chan-hom  | Namtheun | Matsa    |
| Macau            | Bebinca 0616   | Peipah    | Linfa     | Malou    | Sanvu    |
| Maleisië         | Rumbia 0617    | Tapah     | Nangka    | Meranti  | Mawar    |
| Micronesia       | Soulik 0618    | Mitag     | Soudelor  | Fanapi   | Guchol   |
| Filipijnen       | Cimaron 0619   | Hagibis   | Molave    | Malakas  | Talim    |
| Zuid-Korea       | Chebi 0620     | Noguri    | Koni      | Megi     | Nabi     |
| Thailand         | Durian 0621    | Rammasun  | Morakot   | Chaba    | Khanun   |
| Verenigde Staten | Utor 0622      | Matmo     | Etau      | Aere     | Vicente  |
| Vietnam          | Trami 0623     | Halong    | Vamco     | Songda   | Saola    |

Ioke komt uit het bassin van de centrale Grote Oceaan en is Hawaïaans voor Joyce.

### Filipijnse lijst
Het PAGASA hanteert een lijst met namen, die wel door de kalender wordt onderbroken (ieder seizoen beging dus met 'A').
| - Agaton - Basyang - Caloy 0601 - Domeng 0602 - Ester 0603 - Florita 0604 - Glenda 0605 | - Henry 0606 - Inday 0609 - Juan 0608 - Katring 0611 - Luis 0613 - Milenyo 0615 - Neneng 0616 | - Ompong - Paeng 0619 - Queenie 0620 - Reming 0621 - Seniang 0622 - Tomas 0623 - Usman (niet gebruikt) | - Venus (niet gebruikt) - Waldo (niet gebruikt) - Yayang (niet gebruikt) - Zeny (niet gebruikt) - Agila (niet gebruikt) - Bagwis (niet gebruikt) - Chito (niet gebruikt) | - Diego (niet gebruikt) - Elena (niet gebruikt) - Felino (niet gebruikt) - Gundig (niet gebruikt) - Harriet (niet gebruikt) - Indang (niet gebruikt) - Jessa (niet gebruikt) |

## Geschrapte namen
Op het 39ste congres van het tyfooncomité van de Wereld Meteorologische Organisatie werd besloten vijf namen van de lijst te schrappen: Chanchu, Bilis, Saomai, Xangsane en Durian. De betreffende landen, die deze namen hadden voorgedragen zullen op het 40e congres namen ter vervanging aandragen.